# تبریز
تبریز () شهری در شمال‌غرب ایران، مرکز استان آذربایجان شرقی و هستهٔ مرکزی کلان‌شهر تبریز است. این شهر، بزرگ‌ترین قطب اقتصادی منطقهٔ آذربایجان ایران و مرکز اداری، ارتباطی، بازرگانی، سیاسی، صنعتی، فرهنگی و نظامی این منطقه شناخته می‌شود.
شهر تبریز ۲۴۴٫۵۱ کیلومتر مربع (حریم شهر: ۱۰۱۴٫۴۵ کیلومتر مربع) وسعت دارد و بر همین اساس، سومین شهر بزرگ ایران به‌لحاظ گستره پس از تهران و مشهد محسوب می‌شود. جمعیت آن نیز در سال ۱۳۹۵ خورشیدی بالغ بر ۱٬۵۸۴٬۸۵۵ نفر (حریم شهر: ۱٬۷۲۷٬۴۷۶ نفر) بوده و در سال ۲۰۲۲ میلادی به ۱٬۶۴۳٬۹۶۰ نفر رسیده است؛ که بر این‌پایه، پنجمین شهر پرجمعیت ایران و ۳۴۴ اُمین شهر پرجمعیت جهان به‌شمار می‌رود. بیشتر ساکنان تبریز آذری هستند و به زبان ترکی آذربایجانی با گویش تبریزی سخن می‌گویند.
تبریز در درازای تاریخ خود با فراز و فرودهای بسیاری روبه‌رو بوده است. تاریخ این شهر، اشغال بدست بیگانگان و حوادث جانکاه طبیعی،  ازجمله زمین‌لرزه‌های مهلک را تجربه کرده است. سنگ بنای تبریز کنونی به دوران اشکانی و ساسانی برمی‌گردد.
تبریز، یکی از دراز زمان‌ترین پایتخت‌های ایران بوده است؛ این شهر پایتخت ملی یا منطقه‌ای ایران در دوران حکومت‌های روادیان، اتابکان آذربایجان، خوارزمشاهیان، ایلخانان، چوپانیان، جلایریان، قره‌قویونلوها، آق‌قویونلوها، صفویان، خانات آذربایجان ایران، پایتخت ملی دوم ایران در دورهٔ حکومت قاجاریان و پایتخت منطقه‌ای ایران در دوران حکومت‌های کوتاه‌مدت آزادیستان و خودمختار آذربایجان بوده است. به‌گونه‌ای که تبریز در درازای فرمانروایی ۴۰۰سالهٔ خاندان «رَوّادی» و اسکان قبیلهٔ عرب «اَزْد» به شکوفایی رسید؛ و اوج شکوفایی این شهر مربوط به دورهٔ ایلخانان است که در این زمان، پایتخت قلمرویی پهناور از نیل تا آسیای مرکزی بود. این شهر در سال ۱۵۰۰ میلادی و در زمان پایتختی صفویان به‌عنوان پنجمین شهر پرجمعیت جهان شناخته می‌شد و جمعیتش با استانبول، پایتخت امپراتوری عثمانی برابری می‌کرد.
تبریز باردیگر در دورهٔ قاجار به شکوفایی رسید؛ به گونه‌ای که در این دوره به‌عنوان مهم‌ترین و پیشروترین شهر ایران شناخته می‌شد. در دوران معاصر نیز این شهر یکی از مراکز مهم اقتصادی و صنعتی در سطح کشور محسوب می‌شود. تبریز در دو سدهٔ اخیر، مبدأ بسیاری از تحولات اجتماعی، فرهنگی و صنعتی در ایران بوده است؛ به گونه‌ای که این شهر مانع خاموشی انقلاب مشروطه در ایران شد و نقشی کلیدی در تحولات بعدی، همچون انقلاب ۱۳۵۷ و روند مدرن شدنِ ایران داشته است.

## نام

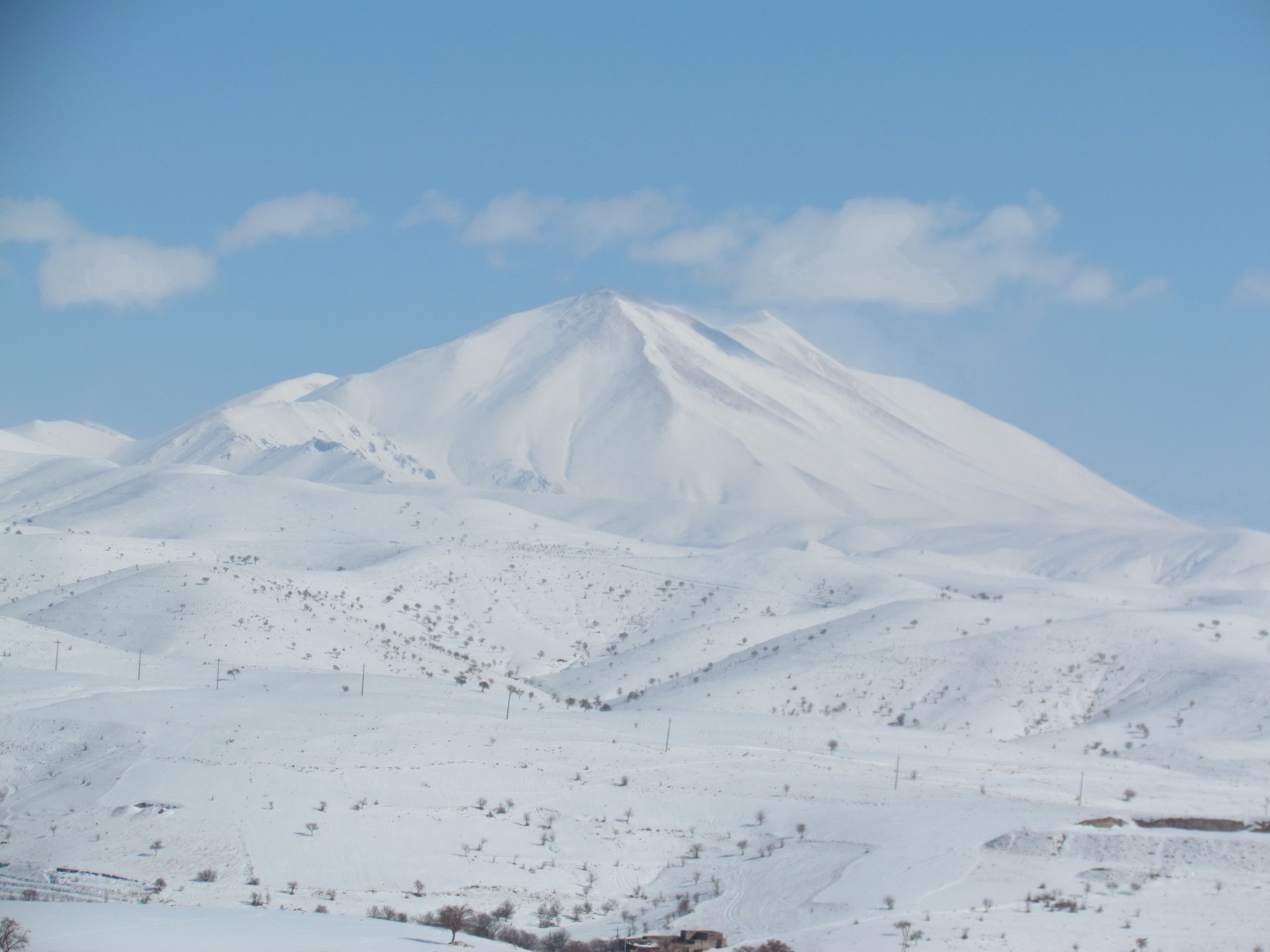
کوه سهند؛ به عقیدهٔ برخی، واژهٔ تبریز (تب‌پنهان‌کن) به جهت پنهان‌کنندگی تف و گرمای کوه سهند به این شهر اطلاق شده است.

یاقوت حموی در «معجم‌البلدان» گزارش می‌دهد که نام شهر در زمان دیدار یاقوت از تبریز در زبان محلی «تِبریز» تلفظ می‌شده است. با توجه به این، مینورسکی معتقد است که تلفظ تِبریز باید به گویش ایرانی آذری قدیم تعلق داشته باشد. این گویش به گویش‌های موسوم به گویش‌های ایرانی جنوب دریای خزر وابسته است؛ یا به احتمال بیش‌تر، تلفظ تِبریز معرب‌شدهٔ نام شهر در باب فِعلیل (در زبان عربی) است. همچنین شیوهٔ نگارش نام این شهر در زبان ارمنی و تجزیه و تحلیل صیغهٔ ارمنی، نمایانگر وابستگی واژهٔ تَوریژ به «زبان پهلوی شمالی» می‌باشد. مینورسکی در پایان چنین نتیجه می‌گیرد که این مسئله نشان می‌دهد که ریشهٔ نام شهر به زمان‌های بسیار دور تا اوایل سلسلهٔ ساسانی یا شاید قبل از اشکانیان برمی‌گردد.
بنابر گفتهٔ مصطفی مؤمنی در دانشنامهٔ جهان اسلام، اهالی بومی آذربایجان تبریز را توری (چشمه یا رود گرم) می‌خوانده‌اند. تا اوایل سدهٔ چهاردهم خورشیدی نیز روستاییان اطراف تبریز این شهر را توری می‌نامیده‌اند. حتی  درحال حاضر مردمان «قنبرآباد» در اطراف تبریز به این شهر توری می‌گویند. در نوشته‌های کهن (برای نمونه ابوالفدا) نام این شهر به شکل «تُوریز» آمده و هنوز هم در زبان‌های کردی و تاتی «توریز» و «تُوْری» به کار می‌رود.

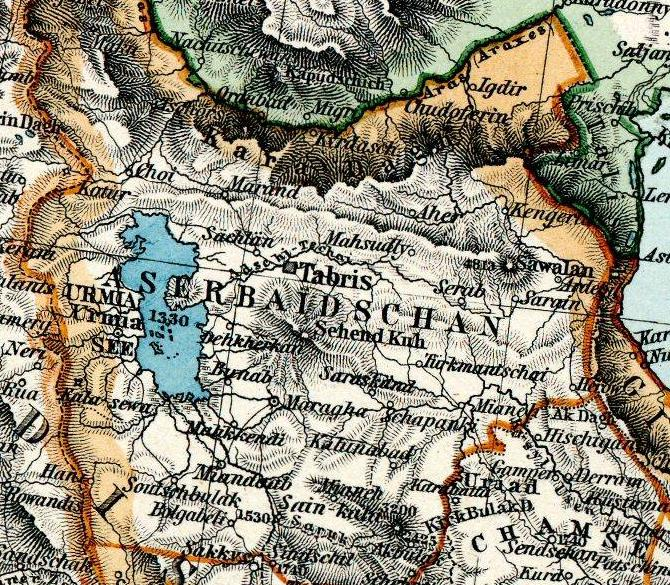
بخشی از نقشهٔ ایران و توران در دورهٔ قاجاریه؛ نام تبریز در میانهٔ نقشه (به زبان آلمانی) مشهود است.

عده‌ای از شرق‌شناسان و منابع کهن، نام شهر را دارای ریشه‌ای کهن در پارسی میانه و کهن و مرتبط با گرما و فعالیت‌های گرمایی کوه سهند دانسته‌اند. همچنین منابع ارمنی نام شهر را در سدهٔ پنجم (یا چهارم) میلادی، «تورژ» و «تَوْرِش» دانسته‌اند و به فارسی هم تَورز تلفظ کرده‌اند و با توجه به معنای متداول فارسی «تب‌ریز» و «تب‌پنهان‌کن» و احتمالاً نام تبریز «پنهان‌کنندهٔ تف و گرما» و با «جنبش‌های آتشفشانی کوه سهند» مرتبط بوده است. دانشنامهٔ بریتانیکا نیز نظری مشابه دارد و تبریز را در اصل «تپ + ریز» می‌داند، چیزی که باعث روان شدن گرما می‌شود و احتمالاً به‌خاطر چشمه‌های آب‌گرم اطراف آن است.
در مورد نام شهر توجیه مصطلح ولی عامیانهٔ دیگری وجود دارد؛  ازجمله این‌که زبیده زن هارون الرشید به بیماری تب نوبه مبتلا شده بود؛ چند روزی در آن حوالی اقامت کرده، در اثر هوای لطیف و دل‌انگیز آن‌جا بیماری وی زایل شده، فرموده شهری در آن محل بنا کنند و نام آن را «تب‌ریز» بگذارند. هرچند احمد کسروی در کتاب آذری یا زبان باستان آذربایجان توجیهات از این دست را عامیانه و نادرست می‌داند.

### لقب‌ها و عناوین

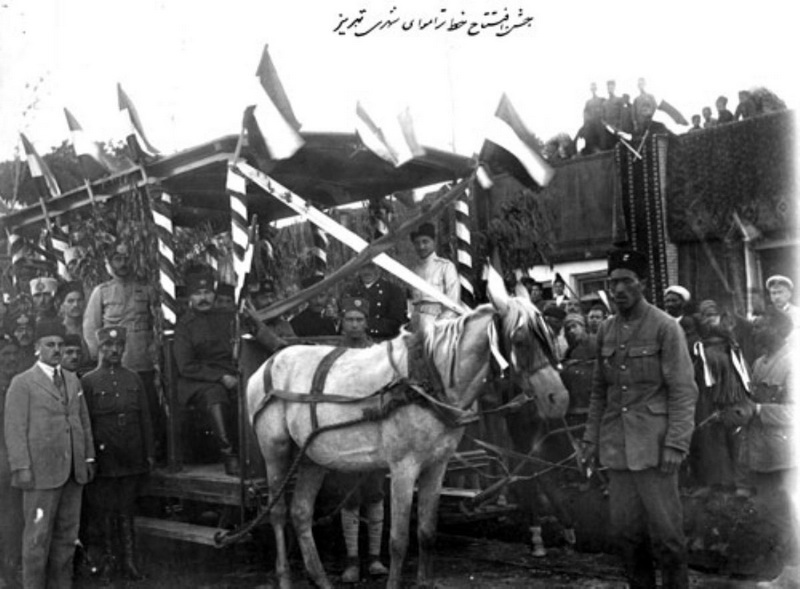
جشن افتتاح نخستین خط تراموای ایران در تبریز (معروف به قونقا) در سال ۱۲۸۰ خورشیدی؛ شهر اولین‌ها یکی از لقب‌های تبریز است.

تبریز به‌عنوان شهر اولین‌ها، شهر بدون گدا، شهر زیرگذرها و روگذرها، پایتخت گردشگری اسلامی در سال ۲۰۱۸، امن‌ترین شهر ایران، سالم‌ترین شهر ایران، مهد سرمایه‌گذاری ایران، دومین شهر صنعتی ایران، دومین شهر دانشگاهی ایران، دومین شهر بلندمرتبه‌ساز ایران، دومین قطب علوم پزشکی ایران، دومین شهر در جذب گردشگر سلامت در ایران، شهر شکلاتی ایران، قطب خودروسازی ایران، قطب قطعه‌سازی ایران، قطب تولید موتور دیزل خاورمیانه، شهر جهانی بافت فرش و یکی از مهم‌ترین شهرهای مهاجرپذیر ایران شناخته می‌شود.

## تاریخ

### دوران اولیه

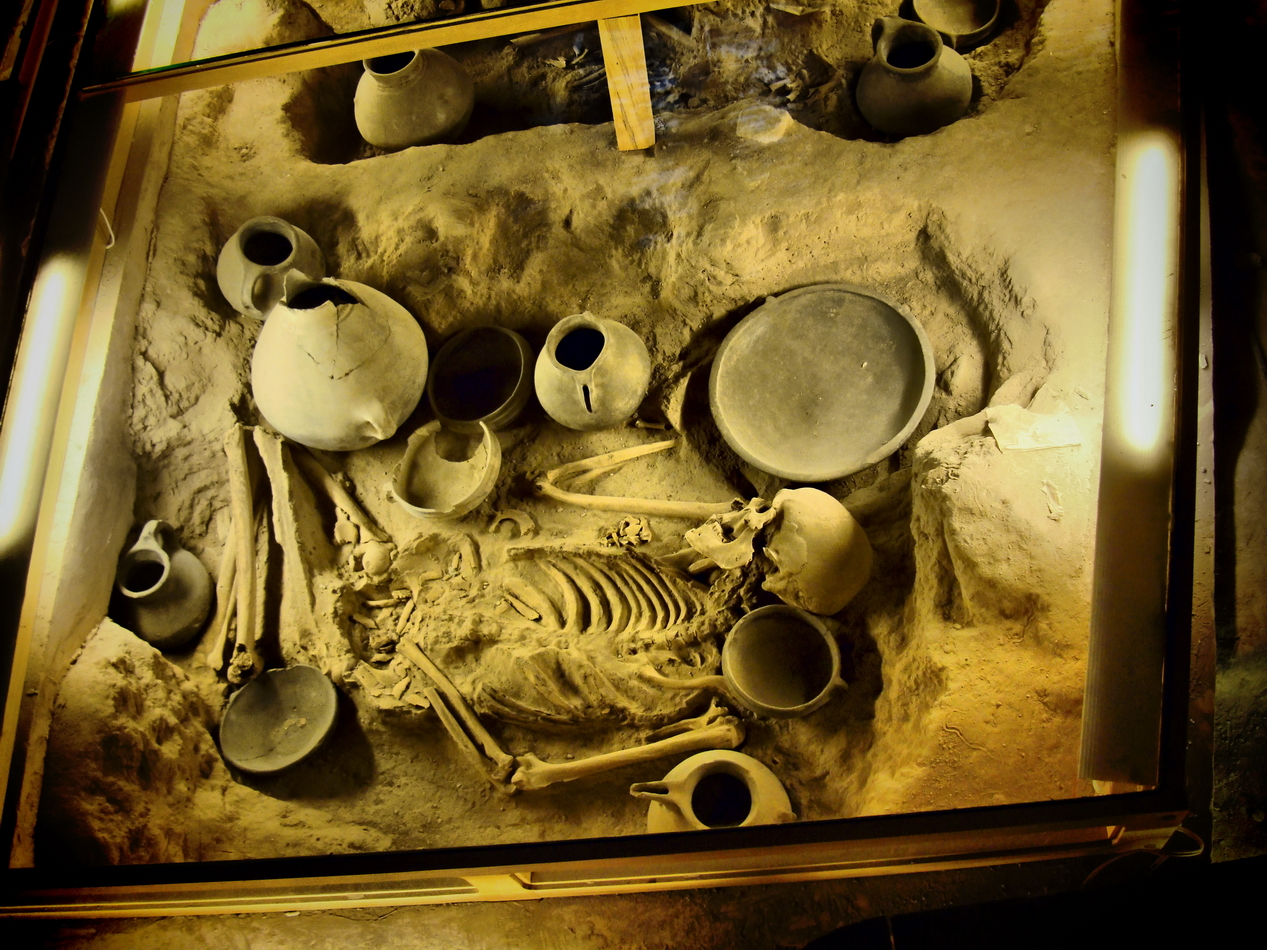
یکی از گورهای باستانی کشف شده در موزه عصر آهن تبریز واقع در شمال مسجد کبود

تاریخ اولیهٔ شهر تبریز هنوز به‌درستی معلوم نشده است و بحث‌های زیادی دراین‌باره مطرح است. برخی تاریخ‌پژوهان ادعا کرده‌اند که بهشت عدن در محل کنونی شهر تبریز بنا شده بود. نخستین نوشته موجود دربارهٔ تبریز کتیبهٔ پادشاه آشور سارگن دوم می‌باشد. اکتشافات انجام‌شده در طی سال‌های ۱۳۸۰ در سایت موزهٔ عصر آهن در حوالی مرکز تبریز نشان از وجود تمدنی در محل کنونی شهر تبریز در هزارهٔ اول و دوم قبل از میلاد دارد. این شهر در طول تاریخ چندین بار به‌عنوان پایتخت حکمرانی پادشاهان مختلف انتخاب شده است.  ازجمله نخستینِ این موارد پایتختِ حکمرانیِ فرماندهٔ اسکندر مقدونی به نام آتروپات بوده است.

### پیش از اسلام
شماری از محققان بر این عقیده‌اند که دژ «تارویی–تارمکیس» که نام آن در کتیبهٔ سارگن دوم (پادشاه آشور در بین سال‌های ۷۰۵ تا ۷۲۱ پیش از میلاد مسیح) آمده، در محل شهر کنونی تبریز قرار داشته است. در کتیبهٔ سارگن دوم این دژ را دژی بزرگ و آباد و دارای باروی تودرتو وصف شده است. این دژ بنابر نوشته‌های کتیبهٔ سارگن، محل نگه‌داری اسب‌های ذخیرهٔ سواران اورارتو بوده که در حملهٔ آشوری‌ها ویران شده است. اما این ارتباط تبریز با شهرها و قلعه‌های دوران مادها، مورد اختلاف بین محققان است.
در کتاب تاریخ ایران (چاپ دانشگاه کمبریج) آمده که تبریز در اوایل دورهٔ ساسانی (سدهٔ سه یا چهار میلادی) بنا شده یا به احتمال بیش‌تر در سدهٔ هفتم این واقعه روی داده است. شهر کنونی تبریز بر روی خرابه‌های شهر «تَوْرِژ» (بارها) بنا شده است. تورژ یکی از بااهمیت‌ترین مراکز بازرگانی منطقه بوده و به‌عنوان پل ارتباطی میان شرق و غرب اهمیت فراوانی داشته است. این شهر در زمان حکمرانان اشکانی‌تبار ارمنستان، پایتخت این منطقه بوده است.
ولادیمیر مینورسکی در دانشنامهٔ اسلام بیان می‌کند، این داستان که شاه اشکانی‌تبار ارمنستان به‌خاطر انتقام کشته‌شدن اردوان (آخرین پادشاه اشکانی) به‌دستِ اردشیر بابکان (بنیان‌گذار سلسلهٔ ساسانی) تبریز را اشغال کرده و این شهر را پایتخت ارمنستان قرار داده، تنها براساس نوشته‌های واردان (تاریخ‌نگار ارمنی در سدهٔ چهاردهم میلادی) در منابع قدیمی به چنین چیزی اشاره نشده و این روایت ریشه‌ای عامیانه دارد.

### پس از اسلام
احتمالاً تبریز در سدهٔ چهارم میلادی ویران شده بود و در زمان حملهٔ اعراب، قریه‌ای کوچک بیش نبوده است. در زمان فتح آذربایجان به‌دست مسلمانان در سال ۲۲ هجری توجه آن‌ها بیش‌تر متوجه شهر اردبیل بود و نامی از تبریز در فهرست شهرهایی که مرزبان پارسی از آن‌ها سربازگیری کرده بود، نیامده است.
پس از فتح آذربایجان، گروه‌هایی از اعراب در آذربایجان ساکن شدند. در زمان خلافت منصور عباسی (۱۵۸–۱۳۶) و در حدود سال ۱۳۷ هجری، مردی به نام «رَوّاد» از قبیلهٔ «اَزْد» از قبایل مشهور یمن در تبریز مسکن گزید و پسران او اقدام به ساخت نخستین دیوار شهر کردند. به‌گفتهٔ یاقوت حموی، تبریز قریه‌ای بود تا آن‌که روّادِ ازدی در زمان متوکل عباسی به آن درآمد. پس از رواد، پسرش «وجنا» با برادرانش در آن‌جا قصرها ساختند و گرد شهر دیوار کشیدند. سپس مردم به آن شهر درآمدند. مطهر بن طاهر مقدسی شهر را تحسین کرده و هم‌عصر او ابن حوقل (حدود ۳۶۷ هجری) تبریز را آبادتر از اغلب شهرهای کوچک آذربایجان می‌شمارد. در حالی که نویسندگانی مانند ابن خردادبه، احمدبن یحیی بلاذری و طبری، تبریز را در بین شهرهای کوچک آذربایجان نام برده‌اند.

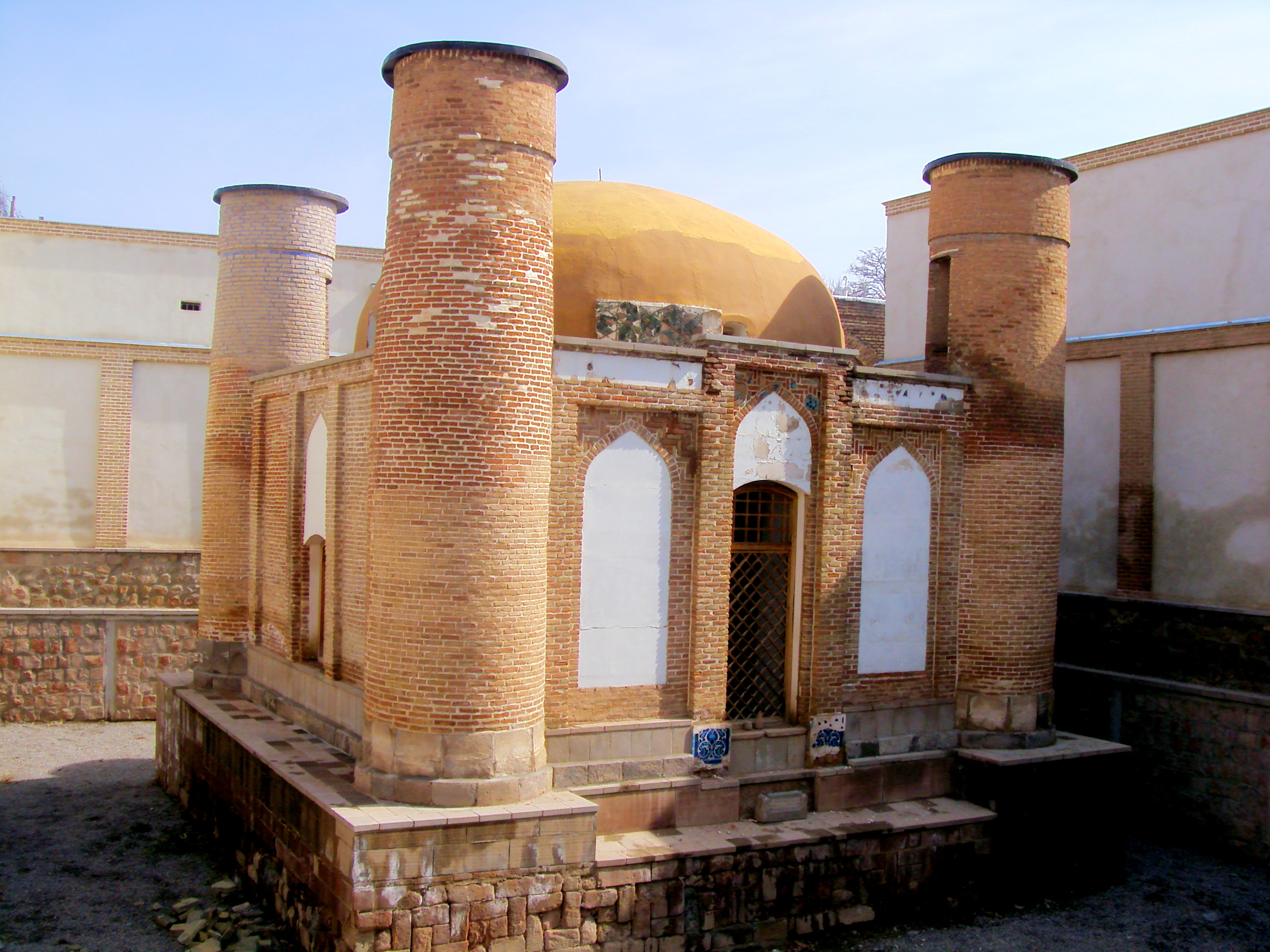
امامزاده چهارمنار (آرامگاه چند تن از امیران روادی، سلاطین سلجوقی و آق‌قویونلو) در بازار تبریز

تبریز از نیمهٔ نخست سدهٔ سوم هجری رو به گسترش نهاد و بر اهمیت آن در منطقهٔ آذربایجان افزوده شد. به‌طوری‌که متوکل عباسی پس از زمین‌لرزهٔ سخت و ویرانگر تبریز در سال ۲۴۴ هجری، بی‌درنگ فرمان بازسازی شهر را صادر نمود. این شهر که در دورهٔ فرمانروایی «ابومنصور وهسودان روادی» رو به گسترش و آبادانی نهاده بود، در اثر زمین‌لرزهٔ سال ۴۳۴ هجری مجدداً به‌شدت آسیب دید. هنگامی که ناصرخسرو که در ۴۳۸ هجری از این شهر دیدن کرده، مساحت تبریز را ۱۴۰۰ در ۱۴۰۰ گام بیان کرده که بر این اساس به نظر نمی‌رسد مساحت شهر متجاوز از یک کیلومتر مربع بوده باشد.
اعضای خاندان روادیان تا ۴۴۶ هجری با چند وقفه، حاکمان تبریز بوده‌اند. در این سال طغرل سلجوقی، وهسودان روادی را خراج‌گزار خود کرد و به‌گفتهٔ ابن اثیر، طغرل در سال ۴۵۰ هجری «مملان بن وهسودان» را به حکمرانی آذربایجان گماشت. الب ارسلان (جانشین طغرل) در ۴۶۳ حملان را از حکومت آذربایجان برکنار نمود و نزدیک به چهارصد سال فرمانروایی خاندان روادی را در این سرزمین پایان داد.
در نوشته‌های تاریخی از دوران سلجوقی، اشاره‌های زیادی به تبریز یافت نمی‌شود. در راحةالصدور آمده که طغرل جشن ازدواج خود را با دختر خلیفه در نزدیکی این شهر برپا ساخت. بعد از وفات سلطان محمود غزنوی (به سال ۵۲۵ هجری) بین داود پسر سلطان محمود و مسعود برادر وی تنشی جهت تصاحب تبریز پیش آمد که در این میان داود پیروز شد و تبریز را مقر حکومت خود ساخت. آن‌چنان‌که از شواهد تاریخی برمی‌آید از زمان قزل ارسلان (۵۸۷–۵۸۲ هجری) به بعد تبریز برای همیشه پایتخت آذربایجان گردید. در ابتدای سدهٔ هفتم هجری مغولان دو بار به تبریز حمله بردند؛ ولی با دریافت غرامت بازگشتند. در سال ۶۲۷ هجری مغول‌ها در نهایت بر تمام آذربایجان و  ازجمله تبریز دست یافتند.

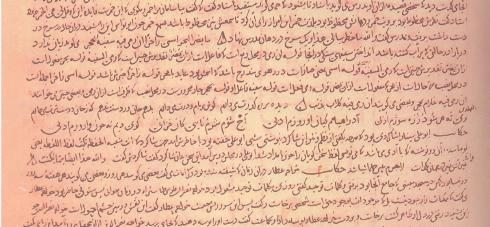
سفینهٔ تبریز؛ از آثار برجستهٔ ادبی دورهٔ ایلخانان که در میان سال‌های ۷۲۱ تا ۷۲۳ هجری توسط ابوالمجد تبریزی در تبریز گردآوری و کتابت شده است.

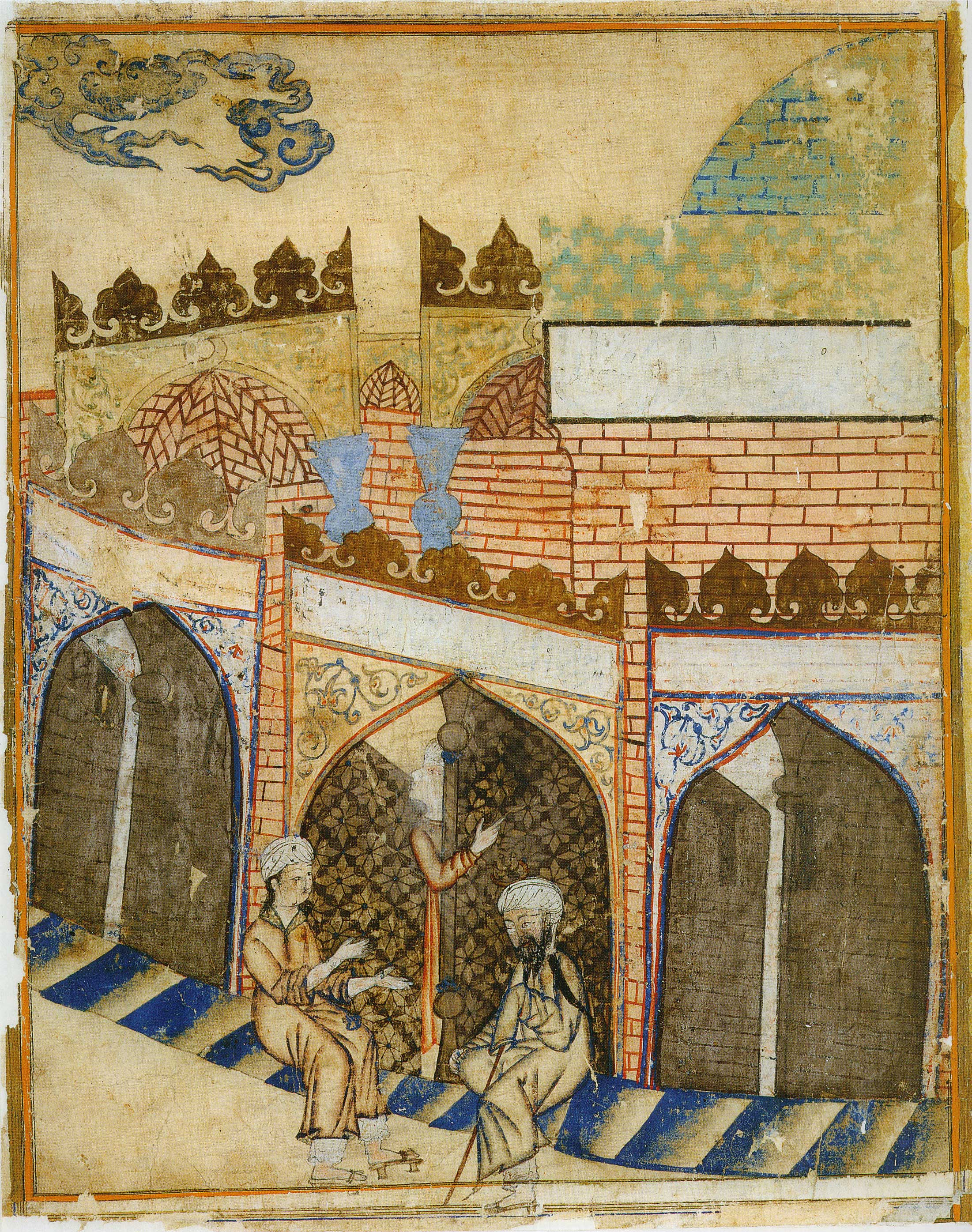
مینیاتور گنبد غازانیه (آرامگاه غازان خان و آرپاخان) در محلهٔ شنب غازان

در دوران ایلخانان تبریز به اوج شکوفایی خود رسید. اباقا خان دومین پادشاه از سلسله ایلخانان تبریز را پایتخت به عنوان قلمرو سلسله ایلخانیان برگزید و حکمرانی خود را بر قلمرویی از نیل تا آسیای مرکزی در این شهر ادامه داد. در زمان حکمرانی غازان خان اصلاحات غازانی از این شهر شروع شد و بناهای متعددی  ازجمله بنای دو شهر اقماری و نمونه شنب غازان و ربع رشیدی در این دوران انجام شد. مارکو پولو جهانگرد ونیزی که در سال ۱۲۷۵ میلادی از این شهر عبور نمود دربارهٔ شکوفایی این شهر در آن دوران نوشته است:
... شهری بسیار بزرگ که با باغ‌های زیبا و دل‌انگیز محصور شده است. موقعیت قرار گرفتن این شهر بسیار عالی است به‌طوری‌که کالاها از همه نقاط به این شهر آورده می‌شوند. بازرگانان لاتین و به ویژه ژنوی‌ها به این شهر می‌روند تا کالاهایی که از سایر نقاط به این شهر آورده شده‌اند را خریداری نمایند.

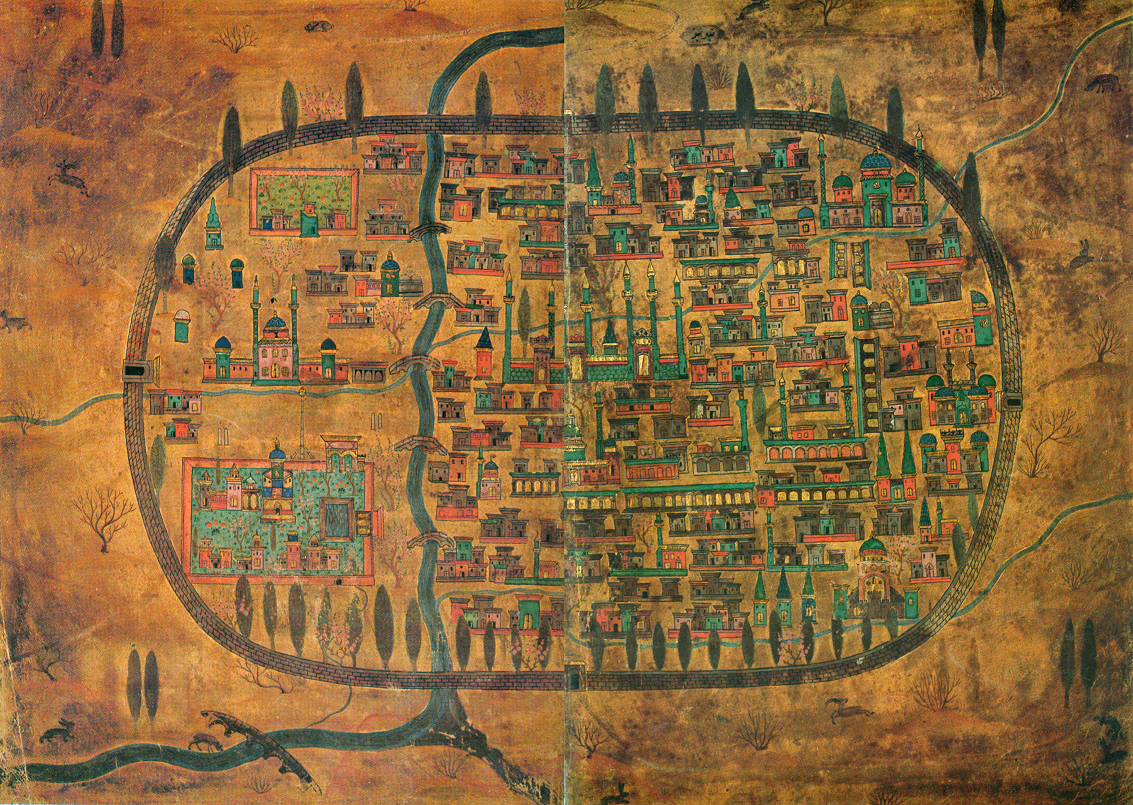
طرحی از شهر تبریز در سده شانزدهم میلادی توسط ریاضی‌دان عثمانی نصوح مطراقچی.

دوران شکوه تبریز در سلسله‌های تیموریان، قراقویونلوها و اوایل سلسلهٔ صفویه ادامه یافت. به سال ۱۵۰۰ میلادی (۹۰۶ هجری) شاه اسماعیل تبریز را به تصرف خود درآورد و نخستین پایتخت ایران جدید در دورهٔ صفویه را در این شهر بنیان‌گذارد. در این زمان حدود دوسوم جمعیت ۳۰۰–۲۰۰ هزار نفری تبریز سنی‌مذهب بودند و به‌زودی سیاست‌های سختی جهت تحمیل مذهب شیعه بر سنیان اعمال گردید. نزدیکی این شهر به مرز ایران و عثمانی موجب شد که تبریز در برابر تهدیدهای این حکومت آسیب‌پذیر شود؛ به‌طوری‌که چندین‌بار به تصرف عثمانیان درآمد تا این که شاه طهماسب صفوی در سال ۱۵۱۴ میلادی (۹۲۰ هجری) پایتخت را از تبریز به قزوین منتقل نمود.
تبریز بار دیگر در اواخر صفویان و در خلال جنگ‌های دوازده ساله بین ایران و عثمانی، تصرف شد و در اشغال تبریز به‌دست عثمانی‌ها در سال ۱۵۸۵، مردم این شهر توسط عثمانی‌ها مورد کشتار و غارت قرار گرفتند. در زلزله مهیبی در ۱۷۲۱ میلادی هشتاد هزار تن از ساکنان این شهر کشته شدند. در اشغال مجدد شهر توسط عثمانی‌ها ما بین سال‌های ۱۷۲۴–۱۷۲۵ میلادی حدود دویست هزار تن از مردم این شهر به‌دست قوای عثمانی کشته‌شدند. در سال ۱۷۸۰ زلزله مهیب دیگری دویست هزار نفر دیگر از مردمان این شهر را کشت. این بلایای متعدد باعث شدند تا در اواخر سده هجدهم میلادی تبریز با جمعیتی سی هزار نفری به شهر ارواح مبدل شود. در این سال‌ها هر قسمتی از شهر توسط خانواده‌ای اداره می‌شد.

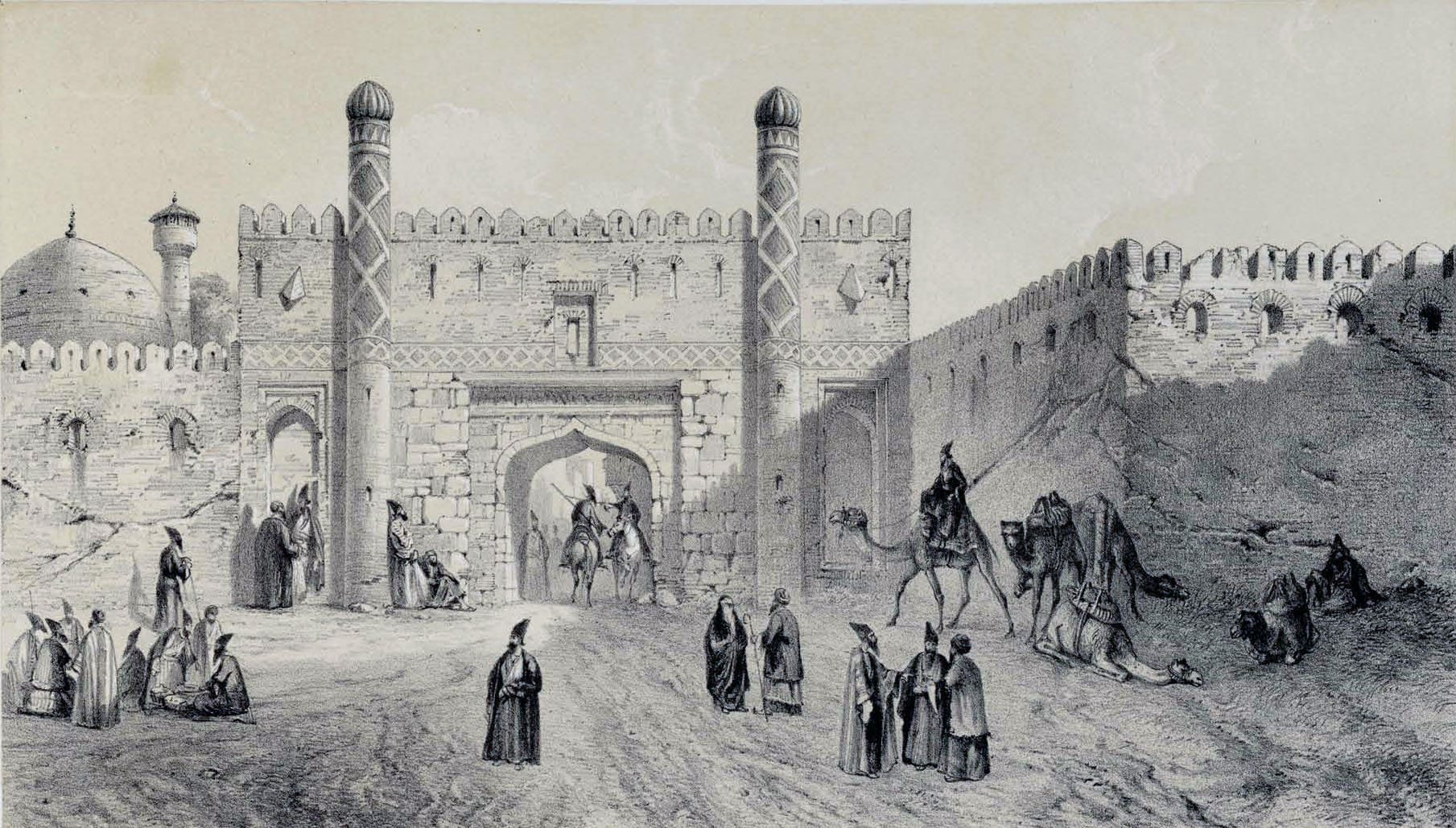
یکی از دروازه‌های تبریز قدیم (۱۸۴۱)

با آغاز دوران قاجار این شهر دوباره مورد توجه قرار گرفت. تبریز در دورهٔ قاجاریان به عنوان ولیعهد نشین این سلسله انتخاب شد. با آغاز جنگ‌های ایران و روسیه در این دوران، تبریز یکی از اهداف قوای روس به‌شمار می‌رفت. روس‌ها سرانجام در سال ۱۸۲۶ میلادی تبریز را به تصرف خود درآوردند. با امضای توافقنامه صلح بین ایران و روس این شهر دوباره به دست نیروهای ایرانی افتاد. در آرامش پس صلح عباس میرزا، ولیعهد وقت و والی آذربایجان، شروع به اصلاحات گسترده و مدرن‌سازی در شهر نمود. او نقشه جدیدی از شهر تهیه کرد و به بازسازی تبریز پرداخت. عباس میرزا سیستم پستی و سیستم مالیاتی نوینی را در این شهر بنیان نهاد و همچنین مدرن‌سازی نظامی ارتش ایران و صنایع مرتبط با آن در این شهر آغاز شدند.

### معاصر
رونق مبادلات تجاری و فرهنگی تبریز و مرکزیت اقتصادی این شهر در طول سده‌ها، به پیشرفت و گسترش نهادهای مدنی و اجتماعی تبریز منجر شده است. توسعه این شهر به‌ویژه با ثبات نسبی در دوران قاجار با همجواری با روسیه و عثمانی و موقعیت سوق‌الجیشی این شهر در مسیر مبادلاتی ارتباطی شرق و غرب شدت یافت. از همین رو بسیاری از پیشرفت‌ها و مظاهر تمدن نوین در سطح کشور از تبریز آغاز شده است. در این دوران بسیاری از جنبش‌های فکری، تحولات اجتماعی، اقتصادی و فنی و بسیاری از نهادهای مدنی پیش از دیگر نقاط ایران، در این شهر شکل می‌گرفت. بسیاری از اولین‌های تاریخ ایران مانند اولین چاپخانه، اولین سینمای عمومی، اولین کودکستان و اولین مدرسهٔ کر و لال‌های ایران، ادبیات نوین، نمایشنامه‌نویسی به زبان فارسی و زبان ترکی آذربایجانی و اولین خیابانی که در ایران دارای برق شد در تبریز بوده است. از این رو تبریز، به عنوان شهر اولین‌ها مشهور شده است.

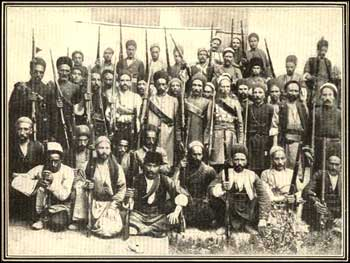
ستارخان و باقرخان در میان مشروطه‌طلبان تبریز.

نزدیکی این شهر به مسیر مبادلات با غرب باعث ارتباط و رشد و نمو جنبش‌های روشنفکر و آزادی‌خواه این شهر گردید. نقطه بارز این تأثر در نقش ویژه تبریز در جنبش مشروطه نمودار گشت. پس از سرکوب مشروطه توسط محمدعلی‌شاه قاجار تمام حرکت‌های مشروطه‌خواهانه در تهران خاموش شدند. در این زمان در تبریز و تنها در چند محلهٔ آن، هنوز کسانی چون ستارخان (سردار ملی)، باقرخان (سالار ملی)، و شیخ‌الاسلام بودند که از این دست‌آورد پاسداری کنند. مقاومت تبریز با واکنش نیروهای دولتی مواجه شد به‌طوری‌که شهر تبریز توسط نیروهای دولت برای مدت چندین ماه محاصره شد. سرانجام در آستانه بحرانی شدن قحطی در تبریز با مداخله قزاق‌های روس برای حفظ جان کنسول آن کشور محاصره تبریز شکسته شد و نیروهای آزادی‌خواه (قشون ملی) به طرف تهران حرکت کرد. آزادی خواهان از جنوب اصفهان و گیلان نیز مردم به پا خواستند. با هجوم آزادی‌خواهان و فتح تهران مشروطه‌خواهان و آزادی‌خواهان در قیامی که تبریز سرآغاز آن بود به پیروزی رسیدند.
این آزادی‌خواهی در تبریز بعد از پیروزی جنبش مشروطه و با اشغال این شهر توسط قوای روس بهای سنگینی را بر دوش مردمان این شهر نهاد. چهار ماه پس از پیروزی مشروطه خواهان در ایران در آذر ماه سال ۱۲۹۰ خورشیدی قوای روس با تهاجمی مجدد این شهر را آماج حملات خود قرار داده و اشغال نمودند. روس‌ها در روزهای پس از تسخیر تبریز به سرکوب آزادی‌خواهان و مردم عادی این شهر پرداختند و فجایع خونباری را علیه مردم این شهر رقم زدند. اشغال روس‌ها تا اواخر جنگ جهانی اول که شهر تبریز بین قوای دوطرف درگیر دست به دست شد ادامه یافت.

پرچم جمهوری آزادیستان (۱۹۲۰) به رهبری محمد خیابانی و مرکزیت تبریز

پرچم حکومت خودمختار آذربایجان (۱۹۴۶–۱۹۴۵) به رهبری سید جعفر پیشه‌وری و مرکزیت تبریز

پس از جنگ جهانی اول، با پیروزی انقلاب روسیه نیروهای این کشور در اسفند ۱۲۹۶ تبریز را تخلیه کردند و قدرت را به کمیته محلی حزب دموکرات ایران واگذار نمودند. در این هنگام با خلأ قدرت نظامی ناشی از تخلیه قوای روس، نیروهای امپراتوری عثمانی تبریز را به اشغال خود درآورده و سران دموکرات این شهر را  ازجمله شیخ محمد خیابانی تبعید نمودند. با اضمحلال امپراتوری عثمانی کنترل تبریز مجدداً به دست ایرانی‌ها افتاد. شیخ محمد خیابانی در بازگشت از تبعید، دولتی خودمختار به نام دولت آزادیستان را در این شهر بنا نمود که با سرکوب و کشتار سران این دولت توسط نیروهای دولت مرکزی ایران، کنترل شهر مجدداً به دست دولتیان افتاد. در سوم اسفند ۱۲۹۹ رضاخان با کودتایی در شهر تهران با همراهی سید ضیا قدرت سیاسی کشور ایران را در دست گرفت. در دوران پس از کودتا نارضایتی‌هایی در بسیاری از نقاط ایران به‌وجود آمد.  ازجمله این ناآرامی‌ها قیام سرگرد لاهوتی فرمانده ژاندارمری در تبریز بود که مورد حمایت دموکرات‌های تبریزی قرار گرفت. قیام لاهوتی دوام زیادی نیاورد و پس از یک هفته در مقابل نیروهای قزاق ایرانی شکست خوردند.: ۴۷–۵۱ 
در دوران زمامداری رضاشاه سیاست یک کشور، یک ملت در پیش گرفته شد. این سیاست بر یکسان‌سازی کلیه امور مردمی  ازجمله زبان کشور استوار بود. در این دوران سیاست‌های خشنی در اجبار به استفاده از زبان فارسی و فارسی‌سازی امور اتخاذ شد. چاپ و نشر به زبان‌های دیگر  ازجمله ترکی آذربایجانی به کل ممنوع شد. سیستم آموزش سنتی با سیستم آموزش نوین که زبان فارسی تنها زبان مجاز ایرانی در آن به‌شمار می‌رفت جایگزین شد. همچنین آذربایجان برخلاف استان‌های مرکزی و استان‌های سواحل خزر که دولت وقت دست به صنعتی کردن این نواحی زده‌بود از مدرن‌سازی و در پی آن صنعتی‌سازی دوران رضاخان بهره چندانی نبرد. ایالت آذربایجان به مرکزیت تبریز که به‌طور سنتی دارای دولتمرد خود بود به دو استان آذربایجان شرقی به مرکزیت تبریز و استان آذربایجان غربی به مرکزیت رضاییه (با نام خود ساخته جدید) تقسیم شد و آذربایجان که زمانی دروازه ایران به مبالات با غرب بود به انبار غلات ایران تقلیل داده‌شد.: ۵۴–۶۱ 

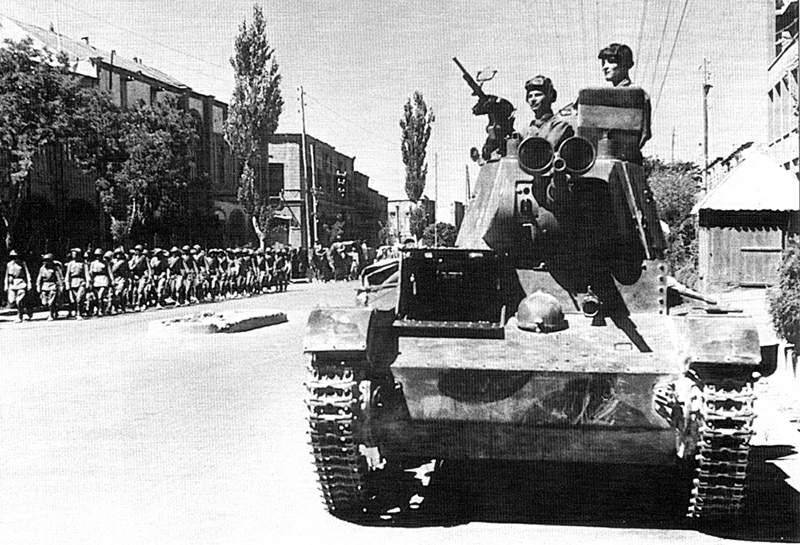
رژهٔ سربازان ارتش سرخ شوروی در خیابان‌های تبریز در جریان اشغال ایران در جنگ جهانی دوم؛ شهریور ۱۳۲۰

در جریان جنگ جهانی دوم و اشغال ایران به‌دست متفقین رضاخان از قدرت خلع شد و تبریز به اشغال قوای شوروی درآمد. پس از اتمام جنگ قوای شوروی از تخلیه این منطقه سر باز زدند و در سال ۱۳۲۴، فرقه دموکرات آذربایجان، به رهبری سید جعفر پیشه‌وری و با حمایت شوروی سعی در برپایی حکومتی خودمختار از دولت مرکزی ایران به مرکزیت تبریز کرد. با بیرون رفتن نیروهای شوروی و حمله نیروهای ارتش ایران نیروهای فرقه دموکرات شکست خورده و حکومت خودمختار آذربایجان درست یک سال پس از تأسیس فرو پاشید. سیاست دوران شوروی کمونیستی و استالین موسوم به دیوار آهنین و بسته‌شدن مرزهای شمالی ایران در این دوران، ضربهٔ بزرگی به رونق تجاری شهر به‌عنوان مرکز مبادلات منطقه با همسایگان شمالی ایران وارد نمود.
در ۲۹ بهمن ۱۳۵۶ خورشیدی، تظاهرات مردم تبریز به مناسبت چهلمین روز کشته‌شدگان ۱۹ دی ۱۳۵۶ تظاهرات قم به درگیری با پلیس و نیروهای امنیتی وقت کشید و معترضان پس از یک روز تظاهرات و درگیری بیش‌تر نقاط شهر را تسخیر نمودند. در سال‌های نخست بعد از انقلاب ایران در سال ۱۳۵۷، طرفداران حزب جمهوری خلق مسلمان ایران، به طرفداری از آیت الله شریعتمداری برخی ناآرامی‌ها را در این شهر پدیدآوردند. طرفداران این حزب با اختلاط دین و سیستم سیاسی مخالف بودند و همچنین خواهان احقاق حقوق اقلیت آذربایجانی بودند. در پی گسترش ناآرامی‌ها نیروهای نظامی مستقر در این شهر  ازجمله پایگاه نیروی هوایی تبریز به حمایت از معترضان پرداخت. آن‌ها برای نشان دادن قدرت خود شش فروند جنگده فانتوم را در ارتفاع پایین بر فراز تبریز به پرواز درآوردند. در نهایت کنترل مراکز حساس شهر  ازجمله مرکز صدا و سیما تبریز و پایگاه دوم شکاری نیروی هوایی به دست معترضان آمد. با دخالت نیروهای پاسداران انقلاب اسلامی اعزامی از تهران و نیروهای چپ دانشگاه تبریز که در آن زمان از رژیم جدید در تهران حمایت می‌کردند درگیری‌ها در تبریز به خشونت کشید. سید محمدکاظم شریعتمداری که در قم زندگی می‌کرد در پیامی که از تلویزیون دولتی ایران پخش شد، مردم را به پرهیز از خشونت دعوت نمود و سرانجام اعتراضات تبریز آرام گرفت. با دستگیری و اعدام‌های گسترده، حصر خانگی و خلع لباس سید محمدکاظم شریعتمداری، و تعطیلی حزب خلق مسلمان این ناآرامی‌ها در۲۰ دی‌ماه ۱۳۵۸ خاتمه یافت.

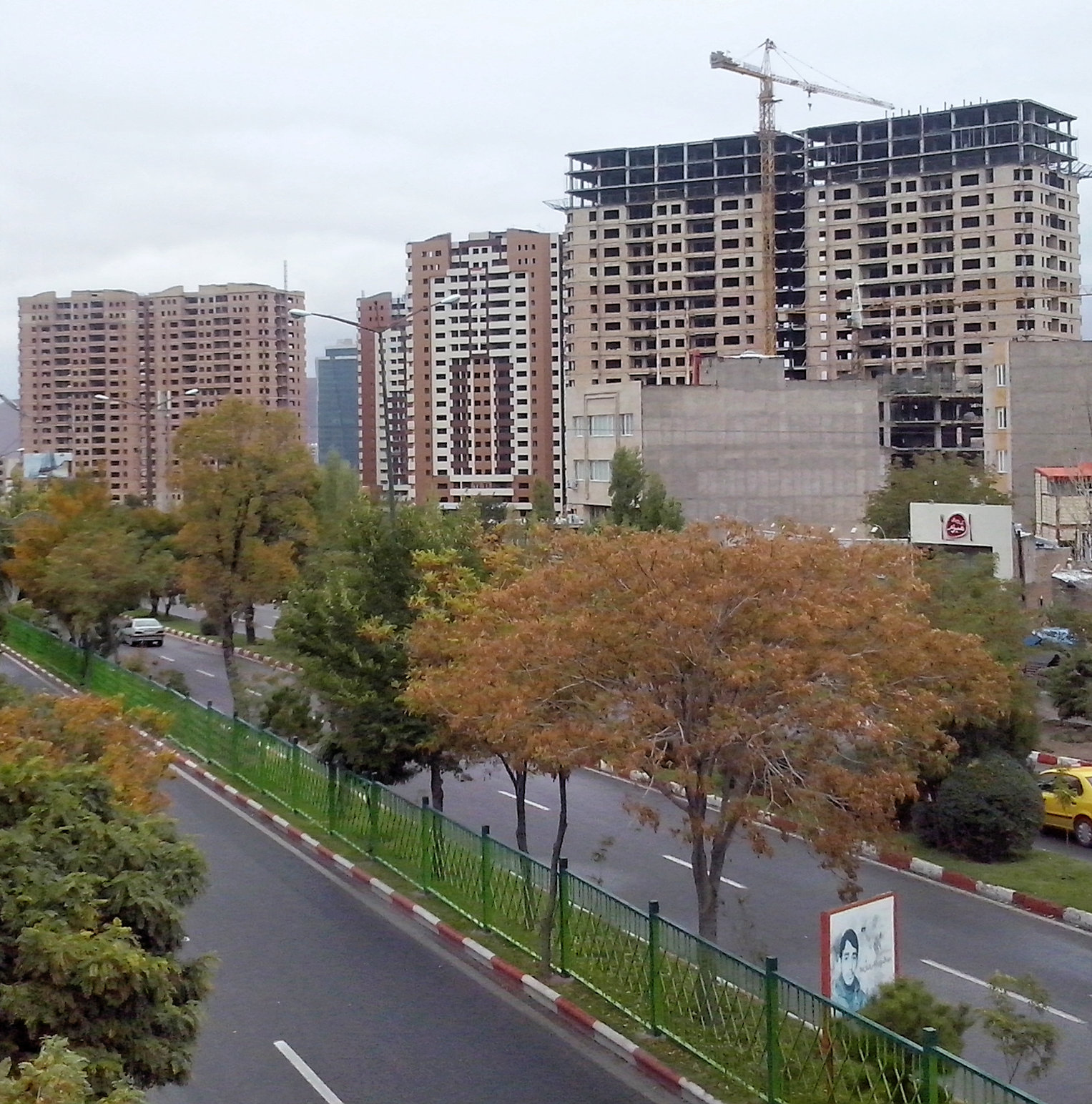
ساخت و ساز بناهای مدرن در بافت جدید شهر تبریز.

جنگ ایران و عراق این شهر را مانند سایر نقاط نیمه غربی ایران متأثر نمود. نیروهای داوطلب تبریز در سال‌های جنگ عراق با ایران نقش بارزی در دفاع از مرزهای کشور ایران داشتند و حضور نیروهای داوطلب تبریزی در آن دوران درخور توجه بود. بنابر آمار رسمی موجود، شمار کشته‌شدگان (شهیدان) این شهر در این جنگ بیش از ۴٬۲۰۰ تن بوده است. در جریان این جنگ، به هنگام جنگ شهرها، مناطق صنعتی و مسکونی این شهر بیش از ۴۰ بار مورد حمله هوایی نیروی هوایی ارتش عراق قرار گرفت.  ازجمله قربانیان بمباران هوایی تبریز، کشته‌شدن ۲۲ تن از دانشجویان دانشگاه تبریز به هنگام بمباران ساختمان‌های این دانشگاه می‌باشند.
در دوران پس از جنگ، توسعهٔ این شهر با سرعت ادامه یافت. با این حال، توسعهٔ غیرمتوازن تبریز در سال‌های بعد از انقلاب اسلامی و بعد از جنگ بدون توجه به برنامه توسعهٔ کلان‌شهری انجام پذیرفته است. این توسعهٔ افسار گسیخته باعث ایجاد و گسترش نارسایی‌های مبرم در خدمات شهری و آسیب‌های زیست‌محیطی در تبریز و اطراف آن شده است. در سال‌های اخیر طرح توسعه جدیدی برای این شهر ترسیم شده که هدف آن متوازن نمودن توسعه شهری تبریز می‌باشد.

## وضعیت طبیعی

### جغرافیا

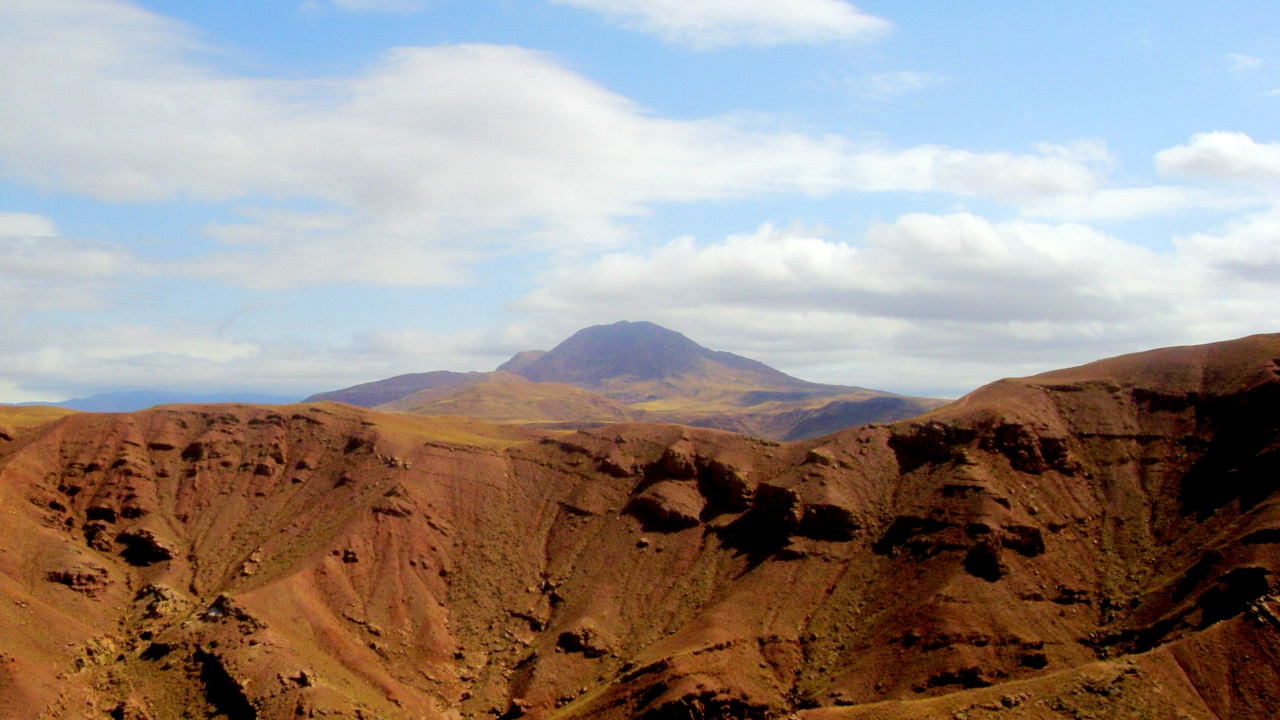
دورنمایی از کوه دند و قلهٔ آن

تبریز در غرب استان آذربایجان شرقی و در منتهی‌الیه مشرق و جنوب‌شرق جلگهٔ تبریز قرار گرفته است. این شهر از سمت شمال به کوه‌های پکه‌چین و عون بن علی، از سمت شمال‌شرق به کوه‌های گوزنی و باباباغی، از سمت شرق به گردنهٔ پایان و از سمت جنوب به دامنه‌های رشته‌کوه سهند محدود شده است.
تبریز از سمت شمال، جنوب و شرق به کوهستان و از سمت غرب به زمین‌های هموار دشت تبریز و شوره‌زارهای تلخه‌رود (آجی‌چای) محدود شده و به شکل یک چالهٔ نسبتاً بزرگ یا یک جلگهٔ بین‌کوهی درآمده است. ارتفاع این شهر از سطح دریا از ۱۳۴۸ متر در سه‌راهی مرند تا ۱۵۶۱ متر در محلهٔ زعفرانیه متغیر بوده و شیب عمومی زمین‌های تبریز به سمت مرکز شهر و سپس به سمت مغرب است. مسافت جاده‌ای بین این شهر تا اردبیل ۲۱۹ کیلومتر، تا زنجان ۲۸۰ کیلومتر، تا ارومیه ۱۴۹ کیلومتر و تا تهران ۵۹۹ کیلومتر است.

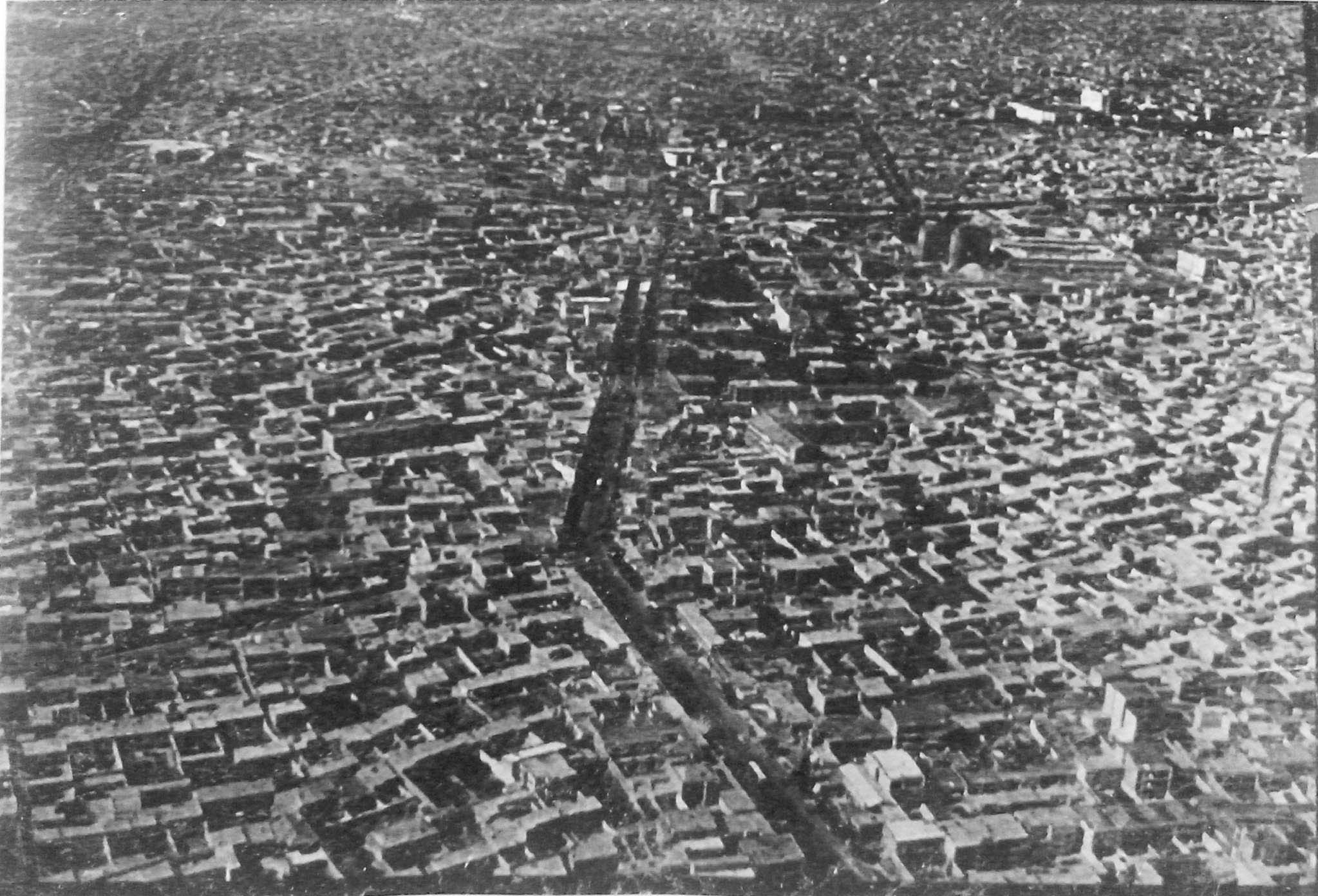
تصویر هوایی شهر تبریز، سال ۱۳۳۴ خورشیدی

مساحت تبریز از سال ۱۲۸۰ تا سال ۱۳۶۵ خورشیدی، تقریباً ۲۰ برابر شده است، به‌طوری‌که مساحت این شهر از حدود ۷ کیلومتر مربع در سال ۱۲۸۰ خورشیدی به ۱۷٫۷ کیلومتر مربع در سال ۱۳۳۵ خورشیدی، ۴۵٫۸ کیلومتر مربع در سال ۱۳۵۵ خورشیدی و نهایتاً ۱۴۰ کیلومتر مربع در سال ۱۳۶۵ خورشیدی رسیده است.
مساحت تبریز در سال ۱۳۸۵ خورشیدی به ۲۳۷٫۴۵ کیلومتر مربع افزایش یافته که ۲۵٫۲۲ کیلومتر مربع از آن –معادل ۱۱ درصد از مساحت کل شهر– جزء بافت‌های فرسوده بوده است.

### رودخانه‌ها
از پیرامون و نیز از داخل تبریز دو رودخانه عبور می‌کند: تلخه‌رود یا آجی چای، رودخانه‌ای دایمی که از شمال غربی این شهر می‌گذرد و رود موسمی مهرانه‌رود که پس از عبور از مرکز تبریز در شمالغرب این شهر به آجی‌چای می‌پیوندد.
تلخه‌رود (آجی‌چای)

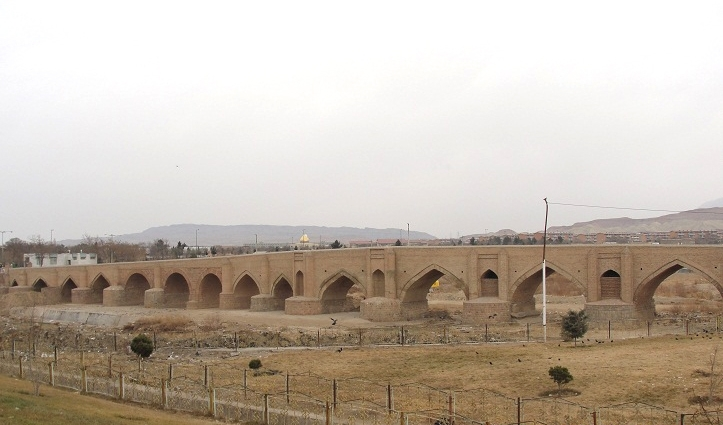
پل آجی‌چای برروی تلخه‌رود

رودخانهٔ تلخه‌رود که از دامنه‌های جنوبی کوه سبلان سرچشمه می‌گیرد، پس از عبور از جلگهٔ سراب و پیوستن چندین شعبه از دامنه‌های قوشه‌داغ در شمال و بزقوش و سهند در جنوب به آن، وارد جلگهٔ تبریز می‌شود و در امتداد جادهٔ تبریز–آذرشهر به سمت جنوب‌غرب جریان پیدا می‌کند و در اطراف گوگان به دریاچهٔ ارومیه می‌ریزد. آب رودخانهٔ تلخه‌رود  به‌دلیل عبور از زمین‌های گچی و نمکی در مناطق شمال‌شرق تبریز تلخ و شور است و برای کشاورزی مناسب نیست. میانگین آبدهی این رودخانه در ایستگاه اندازه‌گیری ونیار –در شمال‌شرق تبریز– بین ۱۲٫۵ تا ۱۵ متر مکعب در ثانیه است.
مهرانه‌رود (قوری‌چای)

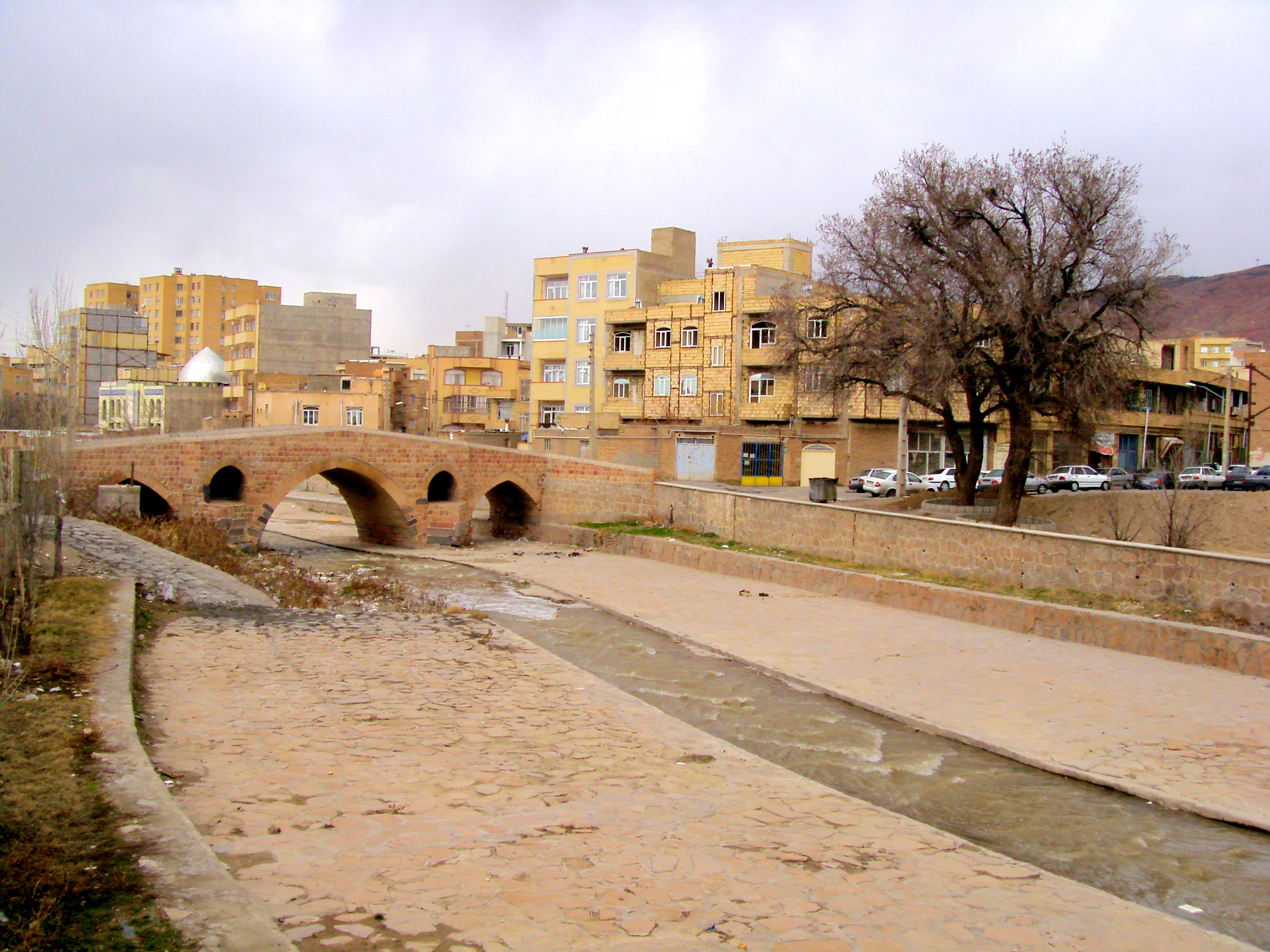
پل بیلانکوه برروی رودخانهٔ اسبه‌ریز

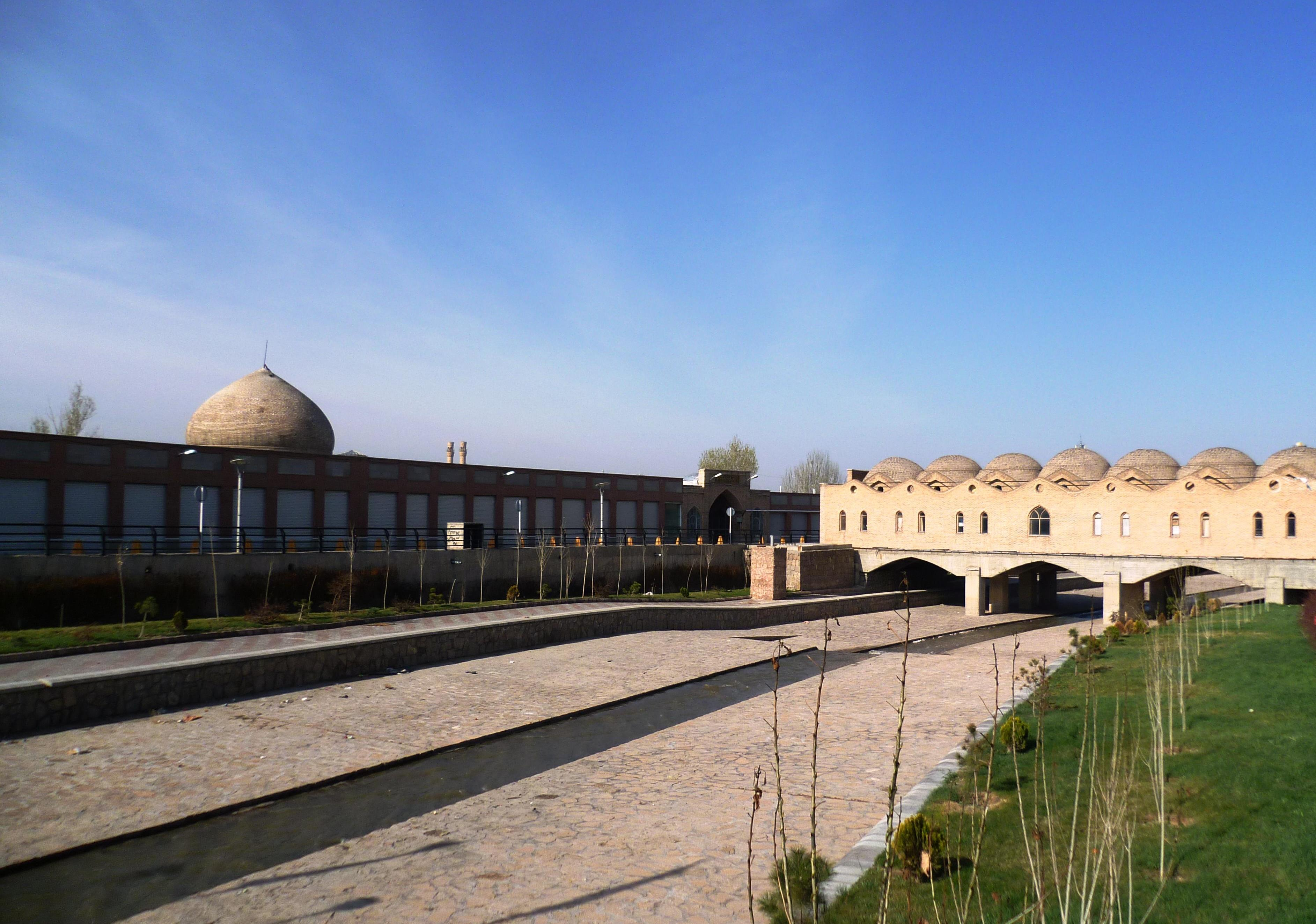
«پل بازار» برروی مهرانه‌رود، که بخش شمالی بازار تبریز را با بخش اصلی آن مرتبط می‌سازد.

رودخانهٔ مهرانه‌رود نسبت به رودخانهٔ تلخه‌رود از میزان آبدهی کم‌تری برخوردار است و در بیش‌تر ماه‌های سال کم‌آب و در برخی ماه‌های گرم، خشک می‌شود. این رودخانه از دامنه‌های کوه سهند در جنوب شرق تبریز سرچشمه می‌گیرد و با عبور از درهٔ لیقوان به شهر باسمنج در جنوب‌شرق تبریز می‌رسد؛ سپس در مسیر خود با پیوستن به رودخانه‌های فصلی و فرعی متعدد (همچون اسبه‌ریز)، بر آب آن افزوده می‌گردد. مهرانه‌رود از سمت شرق تبریز، وارد این شهر می‌شود. این رود پس از ورود به تبریز با جهت شرقی–غربی از داخل شهر عبور کرده و بعد از عبور از زمین‌های کشاورزی غرب تبریز در ناحیهٔ شمال‌غربی تبریز و در نزدیکی فرودگاه تبریز به تلخه‌رود ملحق می‌شود.

### اقلیم

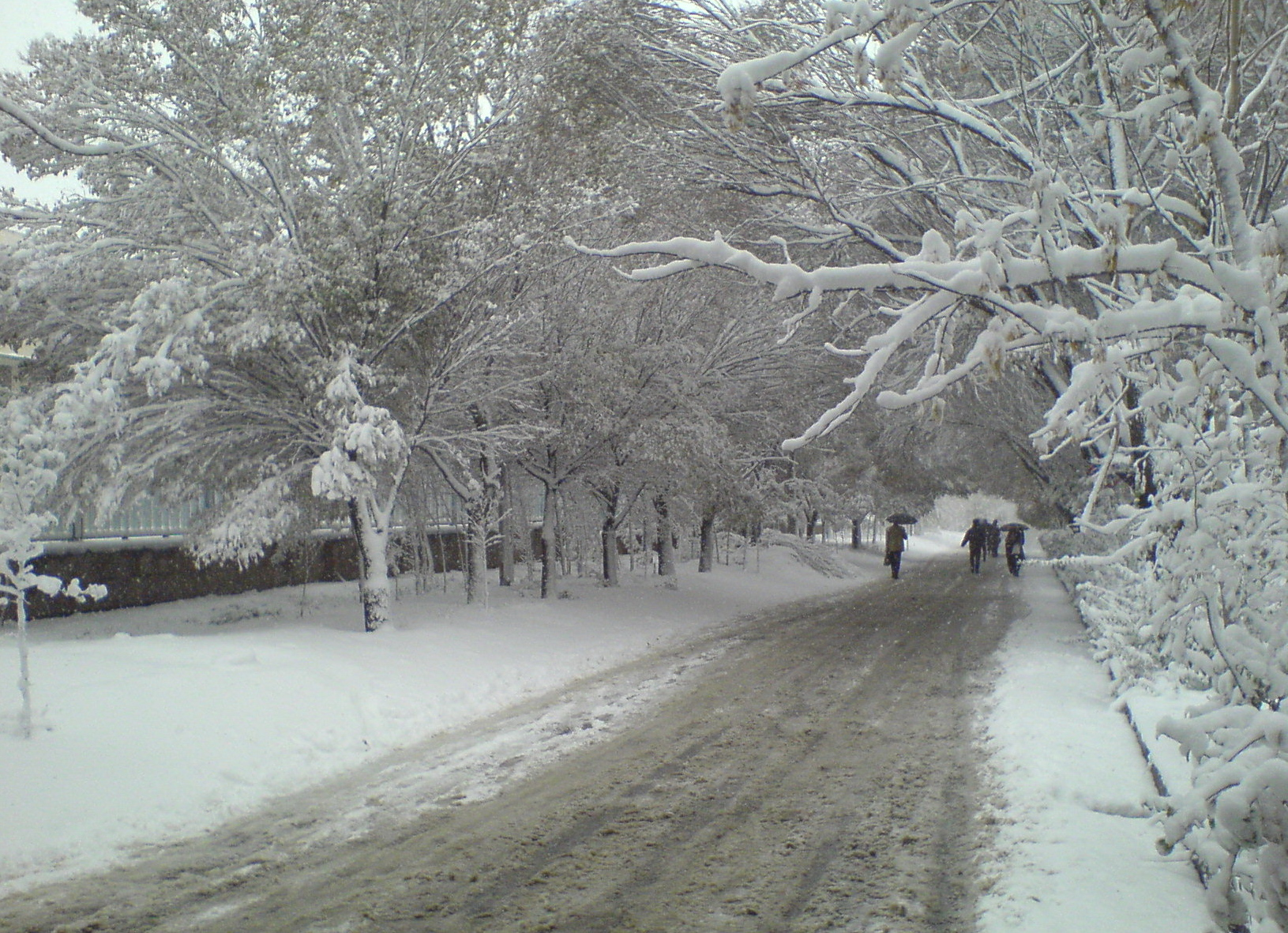
نمایی از محوطهٔ دانشگاه تبریز در فصل زمستان

اقلیم تبریز استپی خشک با تابستان‌های گرم و خشک و زمستان‌های سرد است. سرمای زمستانی، تأثیرپذیرفته از ارتفاع بالا و توپوگرافی کوهستانی منطقه است. اقلیم این شهر در تابستان‌ها خشک و گرم است؛ اگرچه حرارت  به‌دلیل نزدیکی به کوه سهند و وجود باغ‌های زیادی در پیرامون شهر تعدیل می‌گردد.
میانگین دمای تبریز در تیرماه (گرم‌ترین ماه سال) ۲۵٫۴ درجهٔ سانتی‌گراد، در دی‌ماه (سردترین ماه سال) ۲٫۵- درجهٔ سانتی‌گراد، در فروردین‌ماه ۱۰٫۵ درجهٔ سانتی‌گراد و در مهرماه ۱۴٫۱ درجهٔ سانتی‌گراد و میانگین سالانهٔ دما ۱۱٫۹ درجهٔ سانتی‌گراد است. میانگین بارندگی سالیانهٔ تبریز مانند بیش‌تر شهرهای ایران بسیار اندک و در حدود ۳۳۰٫۱ میلی‌متر در سال است. معمولاً در طول فصل تابستان، میزان بارندگی بسیار ناچیز بوده و به ندرت بارش رخ می‌دهد.
| آب و هوای تبریز                         | آب و هوای تبریز | آب و هوای تبریز | آب و هوای تبریز | آب و هوای تبریز | آب و هوای تبریز | آب و هوای تبریز | آب و هوای تبریز | آب و هوای تبریز | آب و هوای تبریز | آب و هوای تبریز | آب و هوای تبریز | آب و هوای تبریز | آب و هوای تبریز |
|                                         | ژانویه          | فوریه           | مارس            | آوریل           | مـــــه         | ژوئـن           | ژوئیـه          | اوت             | سپتامبر         | اکتبـر          | نوامبر          | دسامبر          | سـال            |
| --------------------------------------- | --------------- | --------------- | --------------- | --------------- | --------------- | --------------- | --------------- | --------------- | --------------- | --------------- | --------------- | --------------- | --------------- |
| گرم‌ترین C°                              | ۱۶٫۰            | ۱۹٫۰            | ۲۵٫۴            | ۳۰٫۴            | ۳۳٫۵            | ۳۹٫۰            | ۴۲٫۰            | ۴۰٫۰            | ۳۸٫۰            | ۳۰٫۶            | ۲۳٫۴            | ۲۱٫۸            | ۴۲٫۰            |
| میانگین گرم‌ترین‌ها C°                    | ۲٫۳             | ۴٫۷             | ۱۰٫۳            | ۱۶٫۹            | ۲۲٫۷            | ۲۸٫۷            | ۳۲٫۷            | ۳۲٫۶            | ۲۸٫۲            | ۲۰٫۵            | ۱۱٫۹            | ۵٫۱             | ۱۸٫۰            |
| میانگین سردترین‌ها C°                    | -۵٫۷            | -۴٫۱            | ۰٫۴             | ۵٫۹             | ۱۰٫۶            | ۱۵٫۲            | ۱۹٫۳            | ۱۹٫۰            | ۱۴٫۴            | ۸٫۲             | ۲٫۱             | -۲٫۸            | ۶٫۹             |
| سردترین C°                              | -۲۵٫۰           | -۲۲٫۰           | -۱۹٫۰           | -۱۲٫۰           | ۰٫۶             | ۴٫۰             | ۷٫۰             | ۱۰٫۰            | ۴٫۰             | -۴٫۰            | -۱۷٫۰           | -۱۹٫۵           | -۲۵٫۰           |
| بارش mm                                 | ۲۲٫۳            | ۲۴٫۲            | ۴۰٫۶            | ۵۲٫۷            | ۴۲٫۶            | ۱۶٫۹            | ۵٫۸             | ۳٫۲             | ۷٫۶             | ۲۱٫۹            | ۲۷٫۹            | ۲۳٫۲            | ۲۸۸٫۹           |
| منبع: سازمان هواشناسی ایران (۲۰۰۵–۱۹۵۱) |                 |                 |                 |                 |                 |                 |                 |                 |                 |                 |                 |                 |                 |

### زمین‌لرزه‌ها

مقایسهٔ نسبی میزان خطر زمین‌لرزه در نقاط مختلف ایران؛ نقاط قرمزتر نقاطی هستند که شتاب حداکثر جنبش زمین در آن‌ها بیش‌تر است.

تبریز در ناحیه‌ای زلزله‌خیز واقع شده و این شهر در طول تاریخ بارها با زلزله‌های مهیبی مواجه شده است. مهیب‌ترین زمین‌لرزه‌ای که تا به حال تبریز شاهد آن بوده، در سال ۱۱۵۸ خورشیدی (۱۷۸۰ میلادی) روی داده است.

جنبش و حرکت خفیف زمین به‌صورت روزانه در تبریز اتفاق می‌افتد. دلیل وقوع زمین‌لرزه‌های بزرگ و مخرب رشته‌کوه‌های البرز و زاگرس و شهر تبریز که محل تلاقی این دو رشته کوه می‌باشد، قرارگرفتن آن‌ها در مسیر کمربند آلپاید است. مسیر این کمربند از میانهٔ اقیانوس اطلس شروع می‌شود و پس از عبور از دریای مدیترانه، شمال ترکیه، ایران، هند، چین و جزایر فیلیپین، به کمربند دیگری که اقیانوس آرام را دور می‌زند، متصل می‌شود. ازجمله گسل‌های بارز آذربایجان، «گسل شمال تبریز» است. این گسل که به موازات جادهٔ اصلی تبریز–بستان‌آباد تا میانه امتداد یافته، مسبب زمین‌لرزهٔ سال ۱۷۲۱ میلادی با شدت ۷٫۶ درجهٔ ریشتر می‌باشد. هرچند این گسل در سدهٔ حاضر فعالیت مشخصی نداشته است؛ ولی شواهدی مبنی بر امکان تجدید حرکت آن وجود دارد. اطلاعات آماری نیز نشان می‌دهد که دورهٔ بازگشت زمین‌لرزه‌های شدید و مخرب در تبریز می‌تواند تا حدود ۲۶۰ سال نیز برسد.

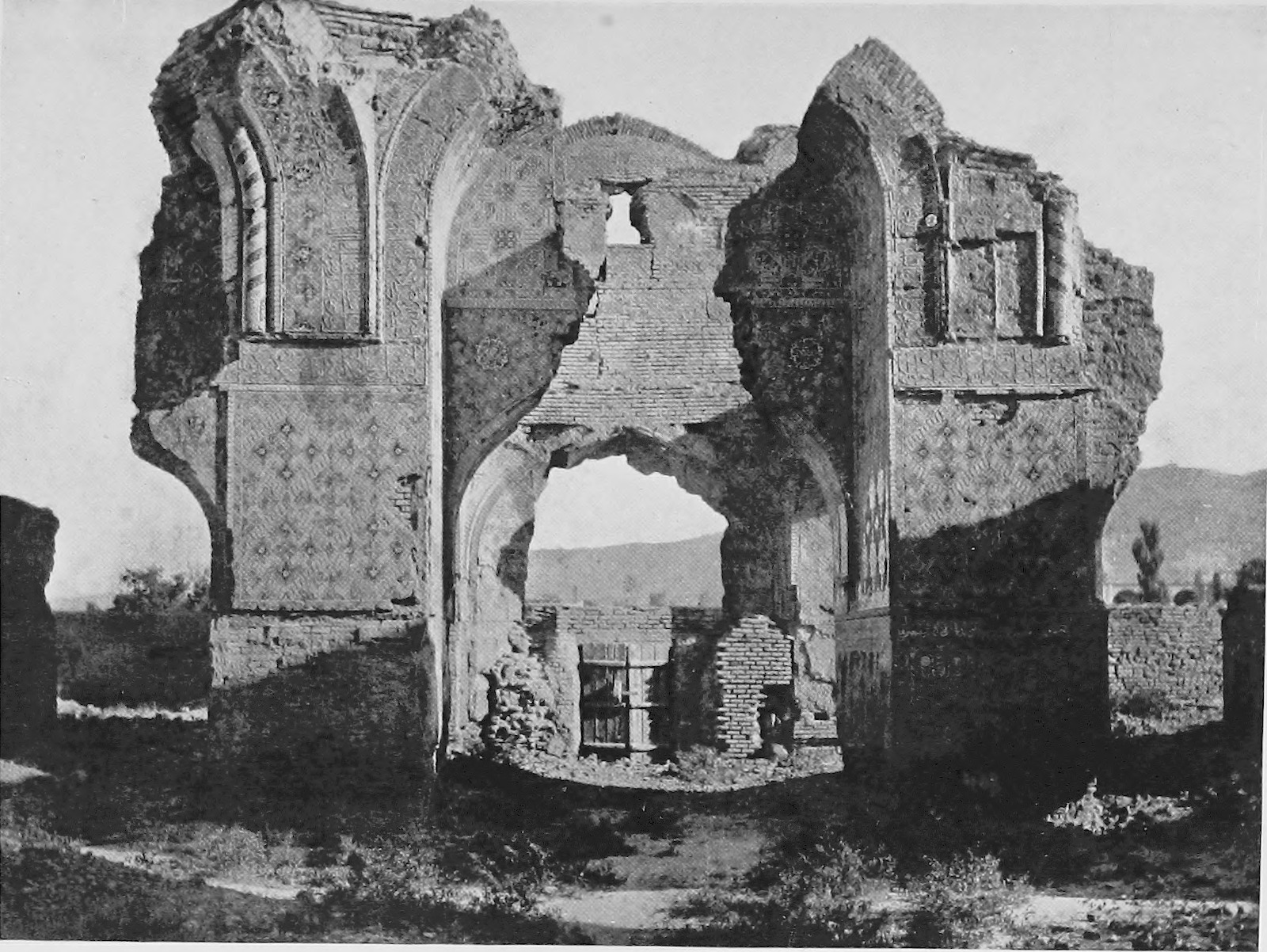
مسجد کبود، پس از پشت‌سر گذاشتن زمین‌لرزهٔ ویرانگر سال ۱۷۸۰ میلادی

تعدادی از تاریخ‌های مهم وقوع زمین‌لرزه در تبریز در زیر فهرست شده‌اند:
- در سال ۲۴۴ هجری قمری و در زمان حکومت ابوالفضل جعفر متوکل (خلیفهٔ عباسی) تبریز با خاک یکسان شد و تا پیش از پایان حکومت متوکل دوباره بازسازی گردید.[۲]
- در سال ۴۳۴ هجری قمری تبریز از زمین‌لرزه سخت آسیب دید. منجمی به‌نام «ابوطاهر شیرازی» نیز این زمین‌لرزه را پیش‌بینی کرده بود.[۲] در سفرنامه‌ای که از ناصر خسرو برجای مانده، به این زمین‌لرزه اشاره شده است:[۹۷]

مرا حکایت کردند که بدین شهر زلزله افتاد شب پنج‌شنبه هفدهم ربیع‌الاول سنهٔ اربع و ثلاثین و اربعمائه (۴۳۴) و در ایام مسترقه بود پس از نماز خفتن. بعضی از شهر خراب شده بود و بعضی دیگر را آسیبی نرسیده بود و گفتند چهل هزار آدمی هلاک شده بودند؛ و در تبریز قطران نام شاعری را دیدم. شعری نیک می‌گفت، اما زبان فارسی نیکو نمی‌دانست. پیش من آمد دیوان منحیک و دیوان دقیقی بیاورد و پیش من بخواند و هر معنی که او را مشکل بود از من بپرسید، با او بگفتم و شرح آن بنوشت و اشعار خود بر من خواند.
قطران تبریزی زمین‌لرزهٔ سال ۴۳۴ را چنین توصیف می‌کند:
| خدا به مردمِ تبریز برفکند فنا          |  | فلک به نعمتِ تبریز برگماشت زوال         |
| فراز گشت نشیب و نشیب گشت فراز         |  | رِمال گشت جبال و جبال گشت رمال          |
| دریده گشت زمین و خمیده گشت نبات       |  | دمنده گشت بحار و رونده گشت جبال        |
| بسا سرای که بامش همی‌بسود فلک          |  | بسا درخت که شاخش همی‌بسود هلال          |
| کز آن درخت نمانده کنون مگر آثار       |  | وز آن سرای نمانده کنون مگر اطلال       |
| کسی که رسته شد از مویه گشته بود چو مو |  | کسی که جسته شد از ناله گشته بود چو نال |
| یکی نبود که گوید به دیگری که مَموی     |  | یکی نبود که گوید به دیگری که منال      |
| همی به دیده بدیدم چو روز رستاخیز      |  | ز پیش رایتِ مهدی و فتنهٔ دجال            |
| کمال دور کُناد ایزد از جمالِ جهان       |  | کمی رسد به جمالی کجا گرفت کمال         |

- در سال ۱۱۵۸ خورشیدی زمین‌لرزه خسارت‌های عمده‌ای به تبریز وارد کرد.[۲]

تبریز دارای یک شهرک امن برای اسکان شهروندان در مواقع وقوع بحران و بلایای طبیعی — به‌ویژه زمین‌لرزه — است. این شهرک که در بالادست بزرگراه شهید کسایی و در جوار پارک جنگلی عباس میرزا واقع شده، دارای گنجایش اسکان ۱۰ هزار نفر بوده و امکان اسکان ۲۰ هزار نفر را در شرایط بحرانی دارد.

## مردم

توزیع جغرافیایی مناطقی که در آن‌ها به زبان ترکی آذربایجانی سخن گفته می‌شود.

### زبان
زبان مردم تبریز به ترکی آذربایجانی، ترکی آذری معروف است همچنین اقلیتی از فارسی‌زبان‌ها و ارمنی‌ها در این شهر زندگی می‌کنند که به ترکی آذربایجانی مسلط هستند.
همچنین زین‌العابدین شیروانی (معاصر فتحعلی‌شاه و محمدشاه) در کتاب «حدایق السیاحه» نیز تأیید می‌کند که ساکنان تبریز به این زبان سخن می‌گویند.
تا پیش از ورود زبان ترکی به منطقه، مردم تبریز به زبان آذری با گویش تبریزی سخن می‌گفته‌اند که تا حدود سدهٔ یازدهم هجری در آذربایجان رایج بوده است. زبان آذری از زبان‌های ایرانی و نزدیک به گویش‌های جنوب دریای خزر و تاتی بوده است.

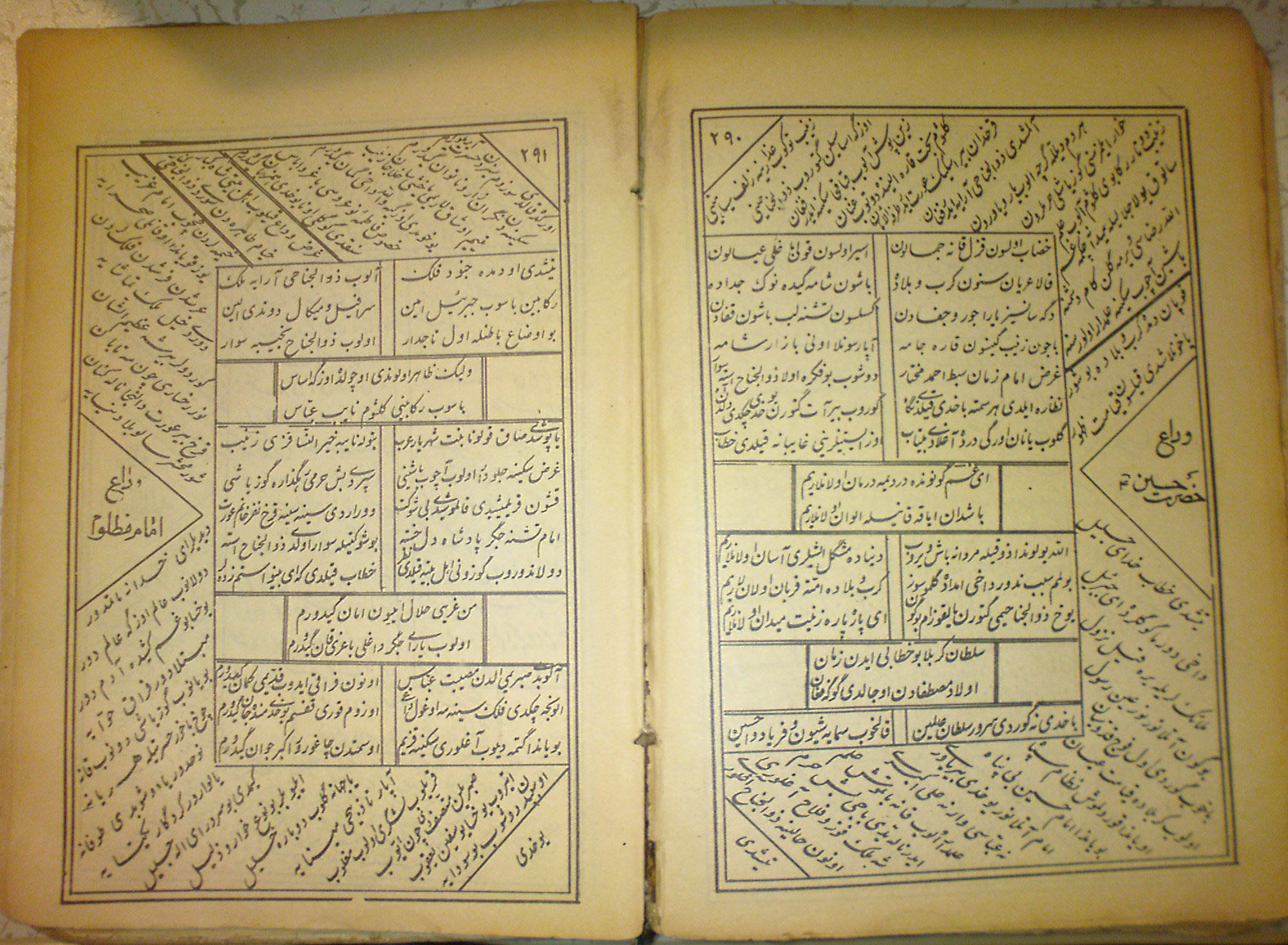
زبان ترکی آذربایجانی در ایران –برخلاف جمهوری آذربایجان– به الفبای فارسی نگاشته می‌شود.

مسعودی در سال ۳۱۴ (سدهٔ چهارم هجری) از میان زبان‌های رایج در این شهر، زبان‌های پهلوی، دری و آذری را ذکر نموده است. محمدجواد مشکور در کتاب «نظری به تاریخ آذربایجان» می‌نویسد: «زمانی که به سال ۴۸۸ هجری (سدهٔ پنجم هجری) ناصر خسرو با قطران در تبریز ملاقات می‌کند، مردم به زبان پهلوی آذری سخن می‌گفته‌اند؛ ولی به فارسی نمی‌توانسته‌اند سخن بگویند؛ البته تمام مکاتبات خود را به فارسی می‌نوشته‌اند».
یاقوت حموی در سدهٔ ششم هجری به ابو زکریای تبریزی (شاگرد ابوالعلای مصری) اشاره می‌کند که به یک لهجهٔ محلی ایرانی تکلم می‌کرده است. همچنین در رساله‌ای از مولانا روحی انارجانی به نام «اصطلاحات و عبارات اناث و اعیان و اجلاف تبریز» (سدهٔ یازدهم هجری) بخشی به زبان آذری نوشته شده و این می‌نمایاند که تا زمان سلطان محمد خدابنده و حمزه میرزای صفوی، هنوز این زبان ایرانی در تبریز رواج داشته است.
اولیا چلبی، سیاحِ معروفِ عثمانی، در سیاحتنامه خود (۱۶۴۷ تا ۱۶۵۴ میلادی) زبان مردم تبریز را این‌گونه شرح می‌دهد: «ارباب فرهنگ و معارف شهر به فارسی تکلم کنند، اما تره افشار و گوک دولاق‌هایش لهجه مخصوصی دارند که چند نمونه تقدیم می‌شود: هزه تانمه میشم، منمچون خاطرمانده اولوبدر، دارجنحمشم، یارونجشم، آپارکیلن چاقری.» اشاره این سیاحتنامه نشان می‌دهد که تا سال‌های ۱۶۵۰ یعنی حدوداً ششصد سال پس از تسلط سلسله‌های ترک‌زبان بر ولایات ایران و به‌ویژه سلجوقیان و کوچ و استقرار برخی اقوام و قبایل ترک‌زبان در آن منطقه، هنوز زبان مردم تبریز کاملاً به ترکی تبدیل نشده بود.

### قومیت

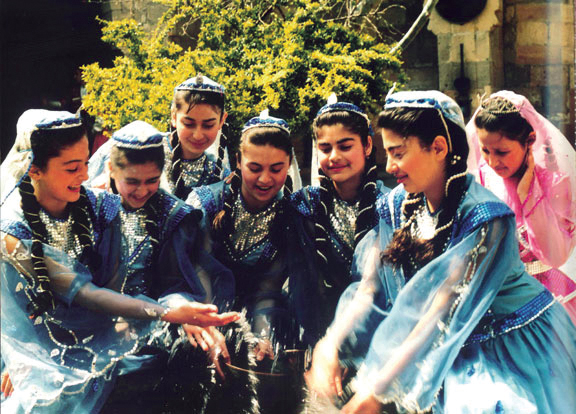
نوع پوشش مردم آذری

قومیت مردم ساکن در تبریز شامل ۹۶٫۵٪ آذری‌های ایرانی، ۲٫۹٪ فارسی‌زبان و ۰٫۶٪ از سایر قومیت‌ها می‌باشد. همچنین مطالعهٔ مقایسه‌ای در مورد ساختار ژنتیکی ۳۵۲ ایرانی نشان داده که آذری‌های ایرانی و احتمالاً اهالی تبریز، قرابت ژنتیکی نزدیکی با مردم گرجستان دارند.
بر پایه سفرنامه‌ها و تاریخ نوشته‌های جهانگردان و تاریخ نگارانی که از تبریز گذر کرده‌اند در گذشته قومیت‌های مختلفی در شهر تبریز سکونت داشته‌اند. برای مثال بنا به گفتهٔ جهانگردان ونیزی که در حوالی دوره آق‌قویونلو از تبریز دیدن کرده‌اند: «ایرانیان، ترکمانان، عشایر هواخواه صفویه و ارامنه» ساکنان تبریز را تشکیل می‌دادند.
آنتوریو تنرئیرو (جهان‌گرد پرتغالی) در سال ۱۵۲۵ میلادی (همزمان با حکومت شاه طهماسب صفوی) در مورد مردم تبریز می‌نویسد: «در این شهر فارسی‌زبانان و عده‌ای از ترکمانان زندگی می‌کنند که همگی سفیدپوست بوده و ظاهر و شکلی زیبا دارند».

### مذهب

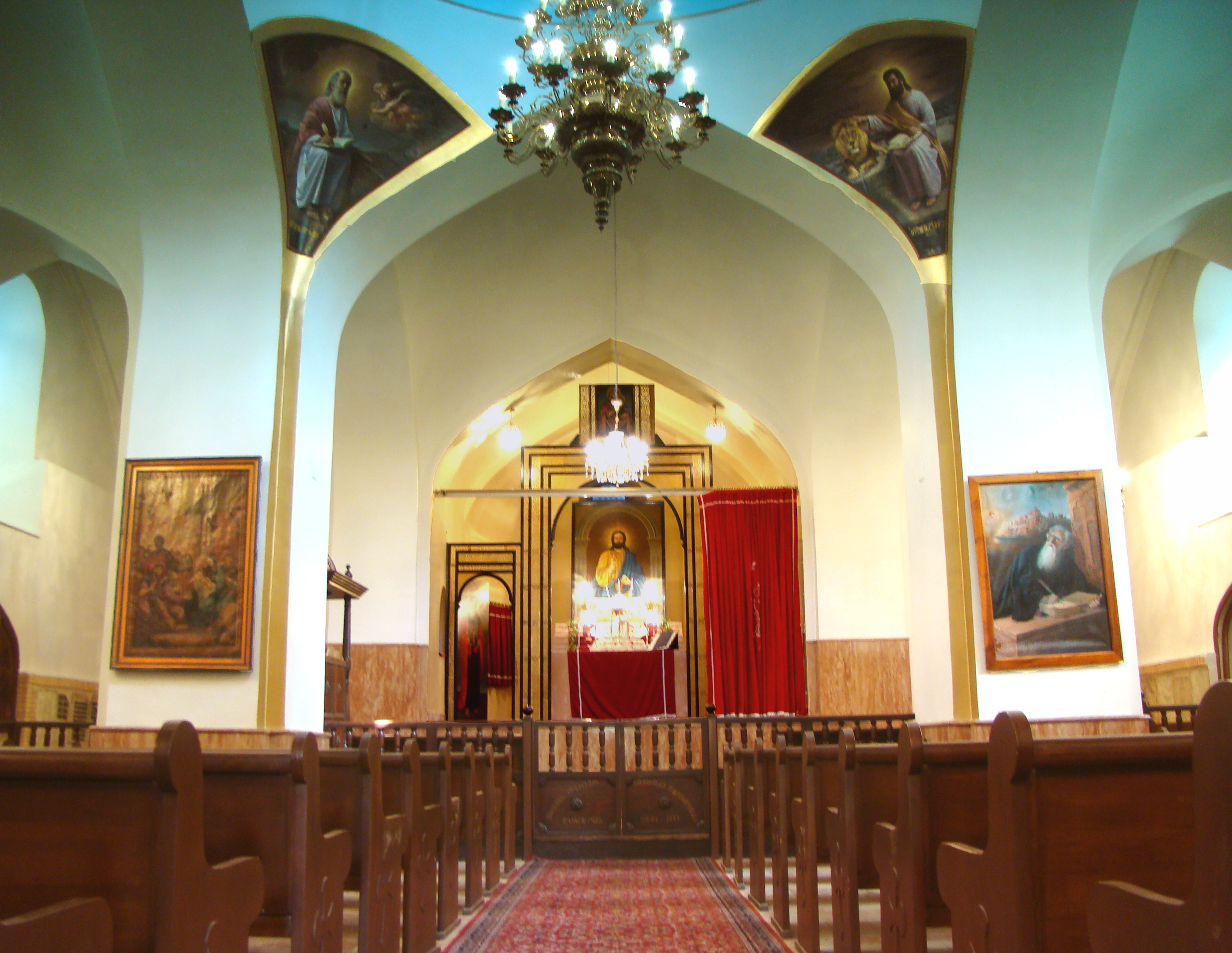
کلیسای مریم مقدس تبریز

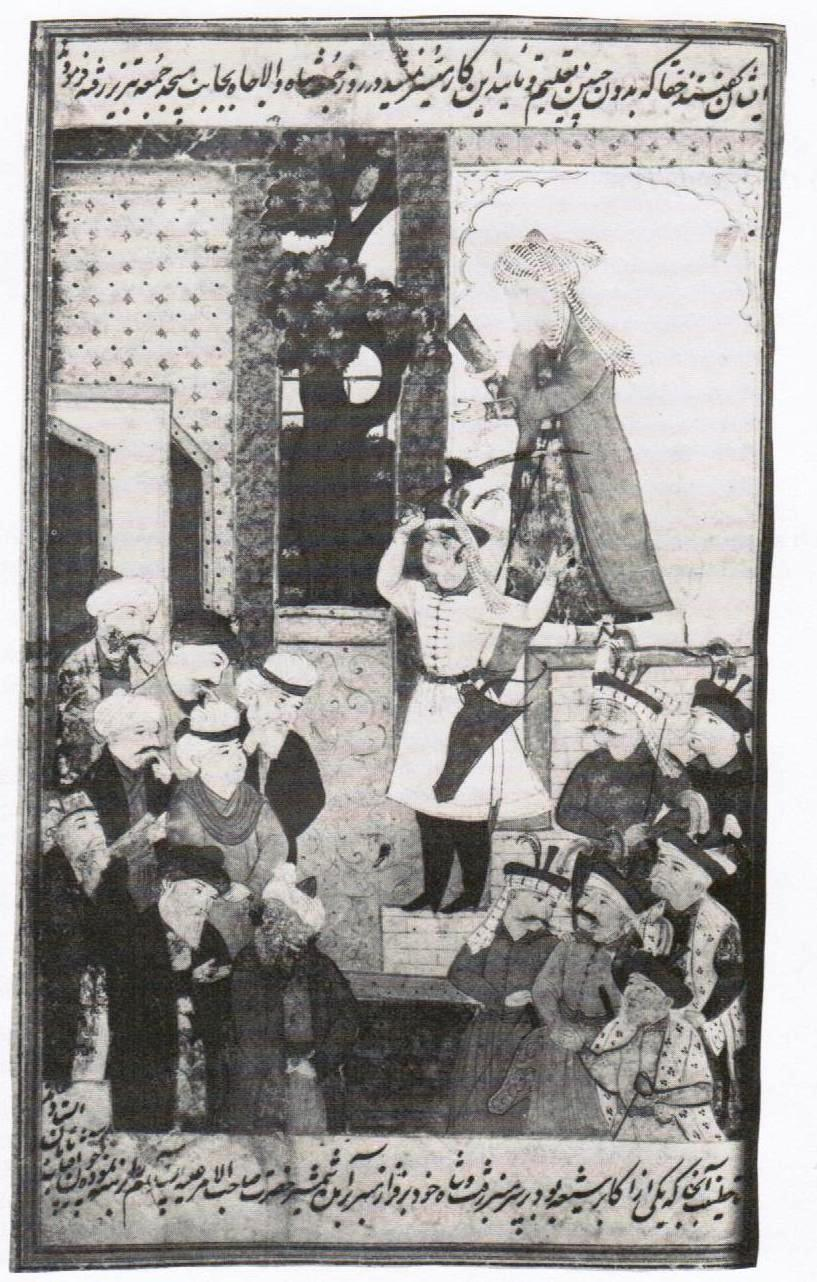
نگاره‌ای از لحظه اعلام تشییع به عنوان مذهب رسمی ایران؛ مسجد جامع تبریز، ۱۵۰۱ میلادی

بیشینهٔ مردم تبریز مسلمان و پیرو مذهب شیعهٔ دوازده‌امامی هستند. هرچند کمینه‌ای از مسیحیان ارمنی با ۱٬۰۹۷ نفر و آشوری با ۵۰۳ نفر، زرتشتی با ۲۶ نفر، سایر مسیحیان با ۱۷ نفر و کلیمی با ۵ نفر جمعیت نیز در این شهر سکونت دارند.
شاه اسماعیل یکم هنگام تاجگذاری در شهر تبریز به سال ۱۵۰۱ میلادی، علی‌رغم آن‌که در آن زمان اکثریت ساکنان شهر سنی‌مذهب بودند، مذهب شیعهٔ دوازده‌امامی را مذهب رسمی ایران اعلام کرد.
تبریز شمار زیادی از پیروان اهل حق را در خود جای داده است. البته بنا به یک رسم نانوشته، هیچ‌گاه از این جماعت آمار گرفته نمی‌شود؛ ولی هر مسافری می‌تواند مردان آن‌ها را به راحتی از طریق سبیل بلندشان در بیرون تشخیص دهد. با توجه به این‌که تبریز محل اعدام سید علی‌محمد باب (ژوئیهٔ ۱۸۵۰) بوده، احتمال دارد تعدادی بهایی هم در شهر ساکن باشند.
ارامنهٔ تبریز که بیش‌ترین کمینهٔ ساکن این شهر را تشکیل می‌دهند، در طی نسل‌کشی ارمنی‌ها که توسط امپراتوری عثمانی و هم‌زمان با جنگ جهانی اول صورت گرفت، به تبریز و دیگر نقاط آذربایجان پناه برده و در این منطقه ساکن شدند. مذهب ارامنهٔ تبریز کلیسای حواری ارمنی (گریگوری) است که یکی از مذاهب کهن آیین مسیحیت محسوب می‌شود.
پیش‌تر جمعیت کوچکی از کلیمیان هم در شهر ساکن بودند. بعد از آنکه «هولاکوخان» در سال ۱۲۸۵ سلسله خود را تأسیس کرد بسیاری از یهودیان به این شهر مهاجرت کردند.  به‌دلیل تبعیضات و تعدیات فراوان جمعیت کلیمیان تبریز در دوران صفوی پراکنده شدند. هر چند در سده ۱۹ به حضور پررنگ ایشان در عرصه فرش اشاره شده است. امروزه همهٔ آن‌ها به تهران مهاجرت کرده‌اند.

### فرهنگ

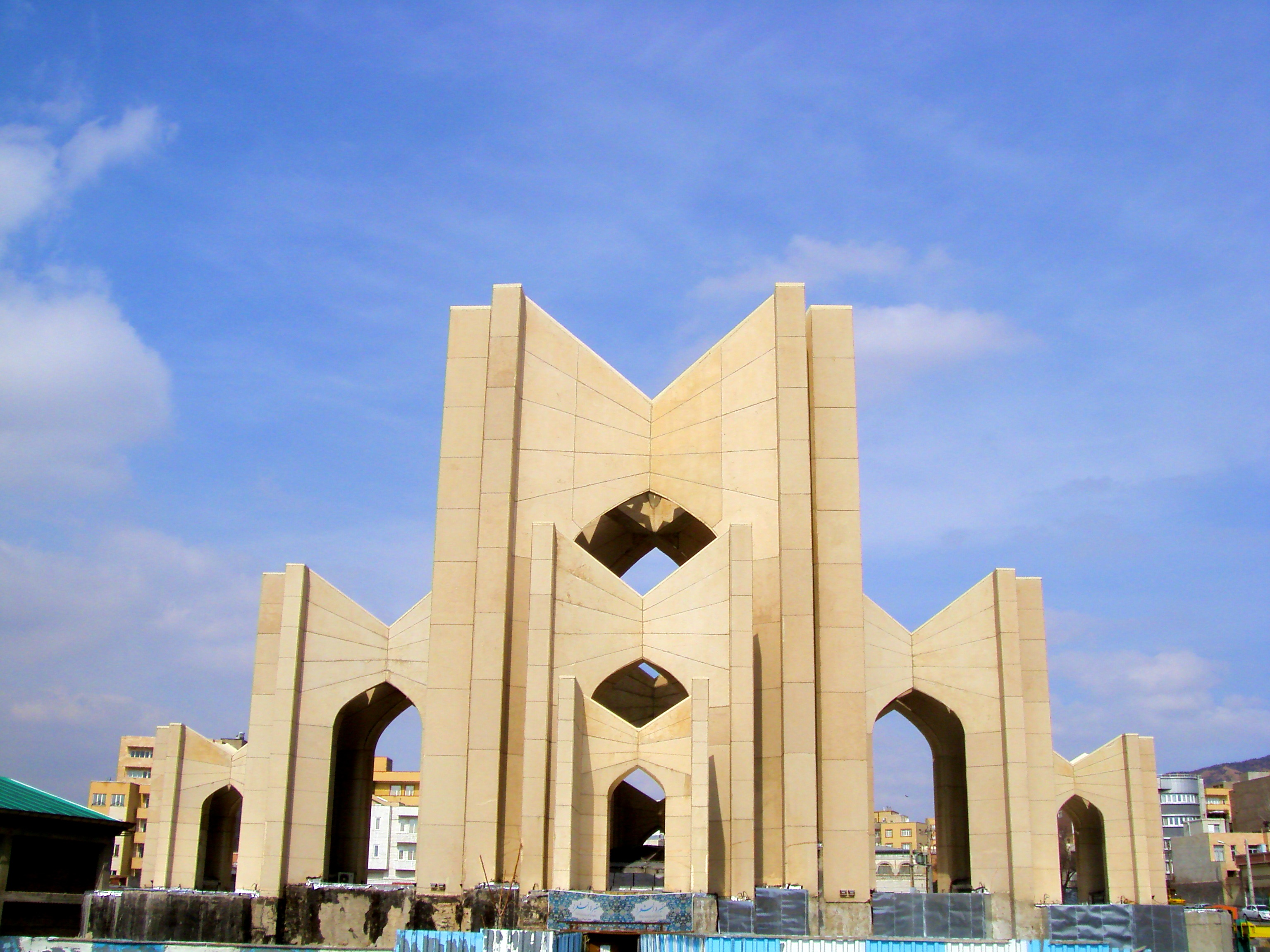
مقبرةالشعرای تبریز؛ آرامگاه بیش از ۴۰۰ شاعر، عارف و نام‌آور ایرانی. اسدی توسی نخستین و محمدحسین شهریار واپسین آرمیده در این آرامگاه است.

از دیرباز قرار گرفتن شهر تبریز در منتهی‌الیه مسیر تجارت ایرانیان به غرب و واقع شدن در مسیر جاده ابریشم علاوه بر رونق تجارت باعث رونق فرهنگ و هنر در این شهر شده است. ایجاد مدارسی همچون ربع رشیدی نیز به این رونق افزوده است. در دوران معاصر تأسیس مدرسه مموریال در اواخر سده نوزدهم و بعدها ایجاد دانشگاه تبریز و همچنین وجود جریان‌های روشنفکر در این شهر به رونق تبادلات فرهنگی این شهر افزود. این شهر همچنین خاستگاه یکی از مکتب‌های نگارگری ایران می‌باشد که با نام همین شهر، «مکتب تبریز»، شناخته می‌شود که در دوران ایلخانان، جلایریان، ترکمانان قراقویونلو و آق‌قویونلو و صفویان شکل گرفته است.

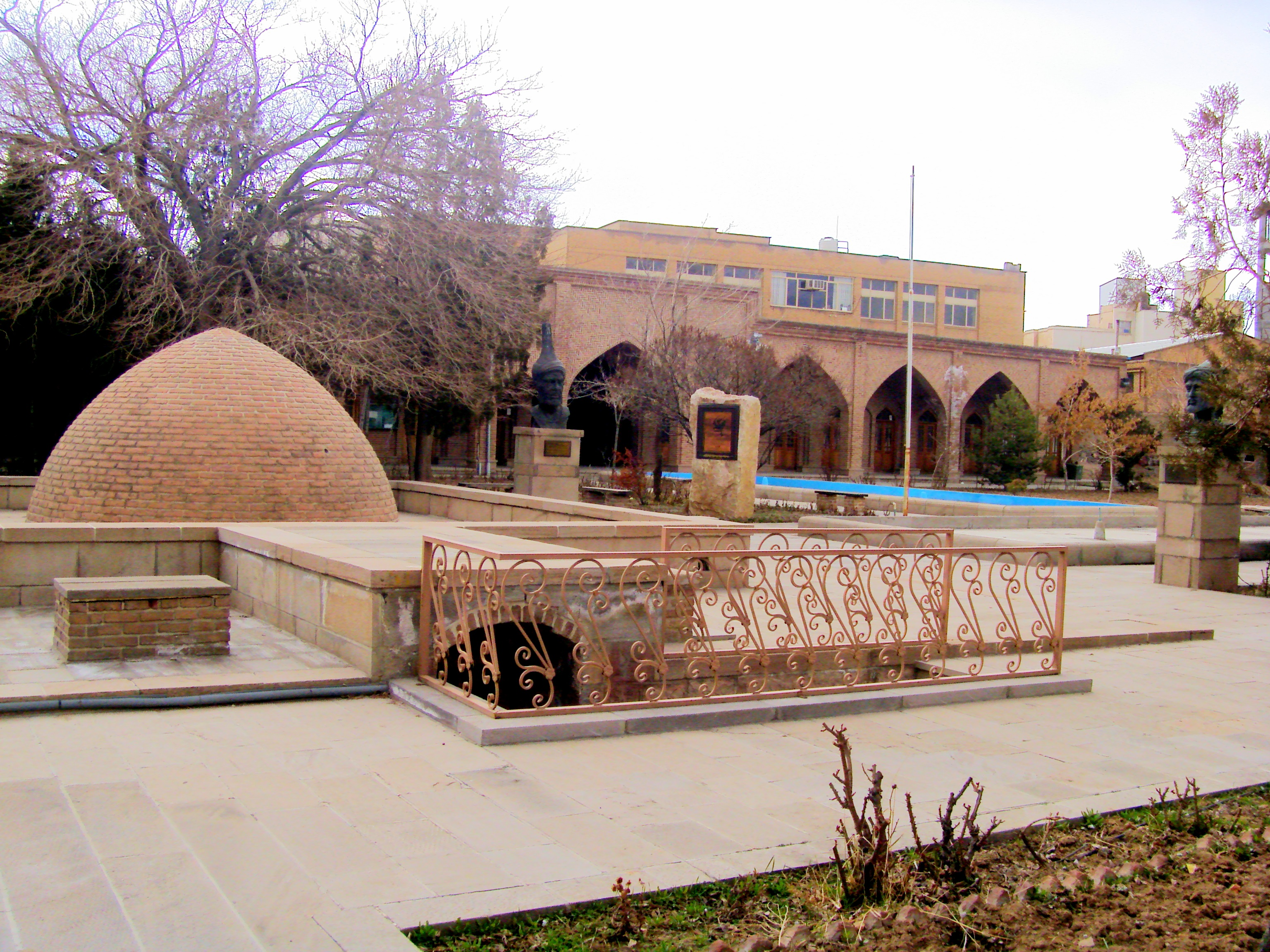
آرامگاه دو کمال (کمال خجندی و کمال‌الدین بهزاد) در محلهٔ بیلانکوه

مشاهیر زیادی در زمینه‌های شعر، ادب، هنر، خطاطی، تاریخ، سیاست، فقه، تفسیر و فلسفه، از شهر تبریز برخاسته‌اند. از جملهٔ مشاهیر تبریز در سده‌های گذشته می‌توان نظام‌الدین تبریزی فقیه شافعی سدهٔ هشتم، قطران تبریزی شاعر پارسی‌گوی سدهٔ پنجم، خطیب تبریزی عالم ادبیات عرب و نویسندهٔ دیوان حماسه در سدهٔ پنجم و اوایل سدهٔ ششم، تاج‌الدین تبریزی مفسر شافعی سدهٔ هشتم، ملا قاسم انوار عارف و شاعر سدهٔ نهم، ملا رجبعلی تبریزی حکیم و عارف سدهٔ یازدهم، بدیع‌الزمان تبریزی خوش‌نویس و شاعر سدهٔ یازدهم نام برد. از مشاهیر معاصر کشور ایران افرادی همچون سید محمدحسین طباطبایی مفسر و فیلسوف، شیخ عبدالحسین امینی مؤلف کتاب الغدیر، سید حسن تقی‌زاده سیاست‌مدار و محقق، سید احمد کسروی مورخ، محسن هشترودی ریاضیدان، حسین کاظم‌زادهٔ ایرانشهر نویسنده و سید محمدحسین شهریار بخشی از زندگی خود را در این شهر گذرانده‌اند.
نمونه‌هایی از آثار مکتب نگارگری تبریز در سدهٔ چهاردهم میلادی

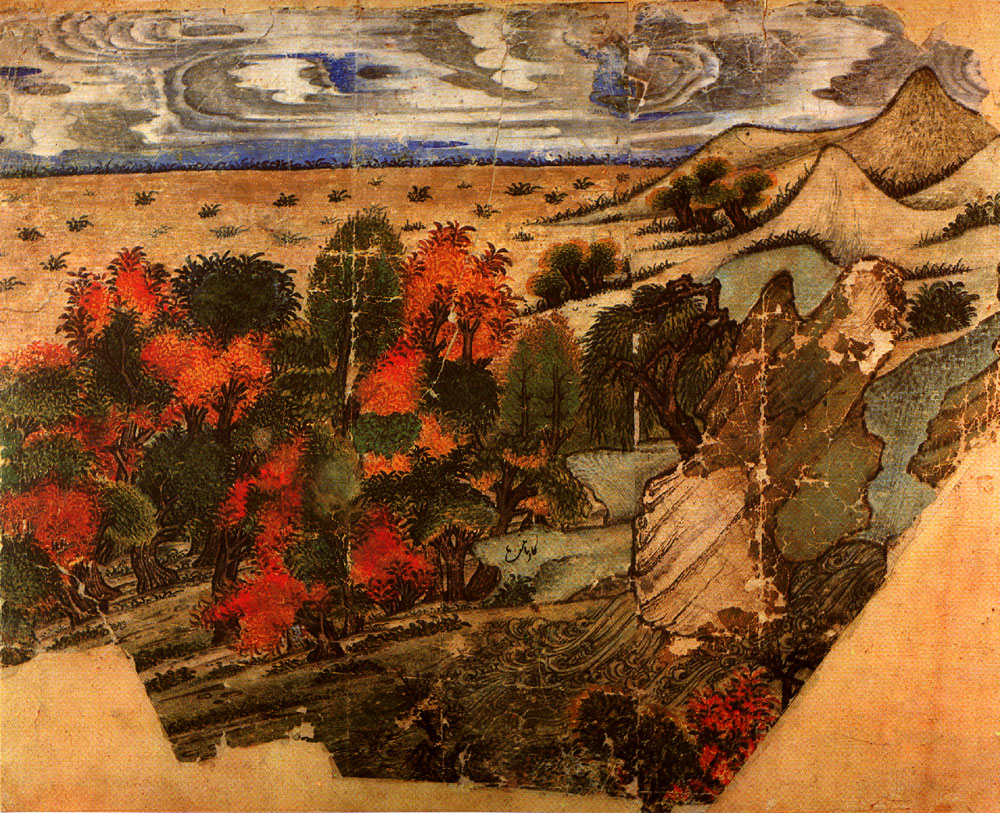
منظرهٔ تابستان
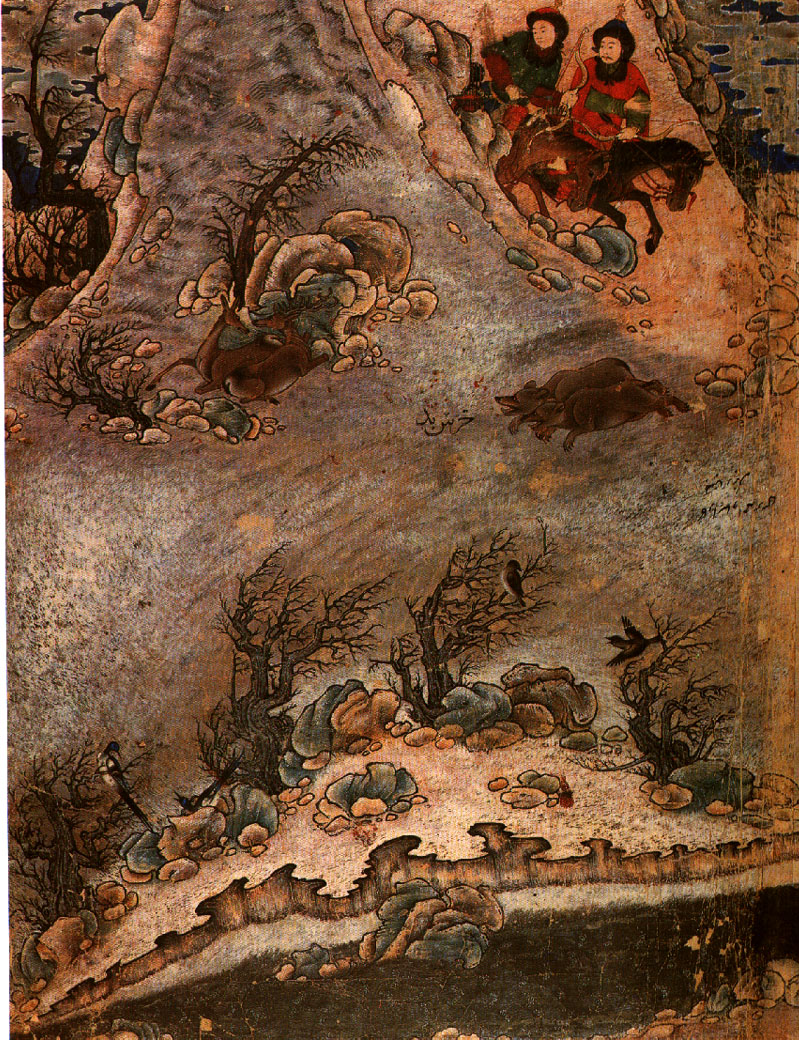
منظرهٔ زمستان
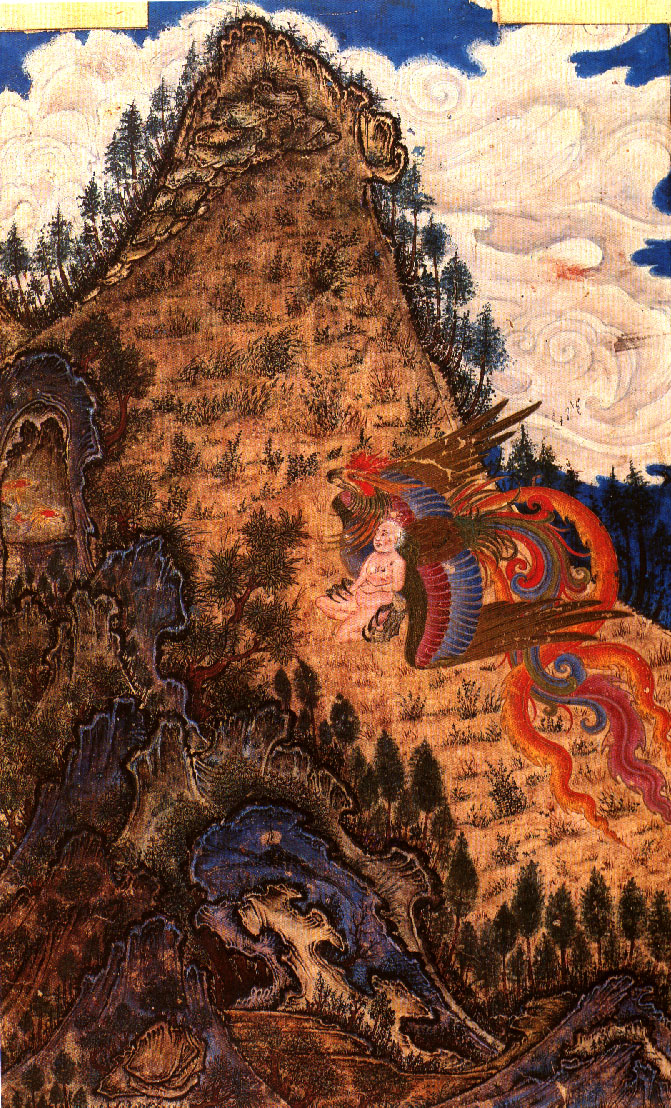
سیمرغ زال را می‌رباید.
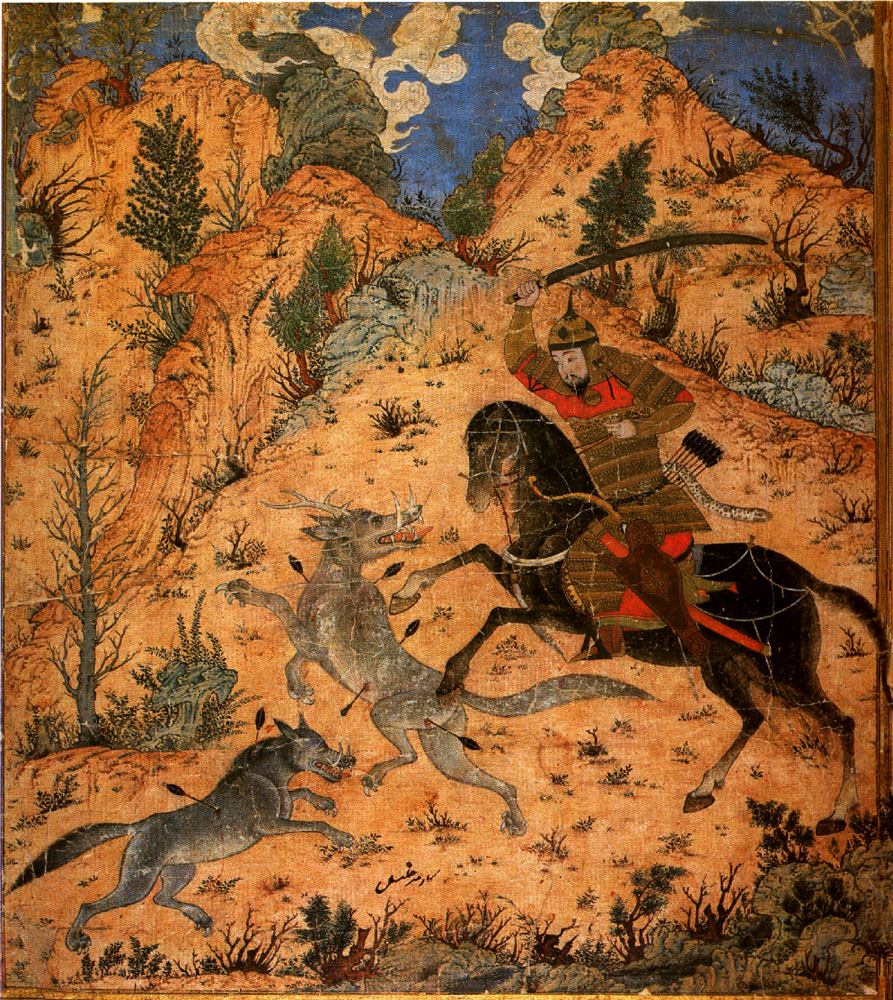
اسفندیار با گرگ‌ها می‌جنگد.

### جمعیت

تغییرات جمعیت تبریز (۱۳۹۵–۱۳۳۵)

جمعیت تبریز در سال ۱۳۹۵ خورشیدی بالغ بر ۱٬۵۸۴٬۸۵۵ نفر بوده و در سال ۲۰۲۲ میلادی به ۱٬۶۴۳٬۹۶۰ نفر رسیده که از این جهت، پنجمین شهر پرجمعیت ایران پس از تهران، مشهد، اصفهان و شیراز محسوب می‌شود. این شهر تا اواخر دورهٔ پادشاهی ناصرالدین‌شاه قاجار، پرجمعیت‌ترین شهر ایران بود:
- رتبهٔ یکم (پیش از ۱۲۶۹ خورشیدی): تبریز در سال ۱۲۴۷ خورشیدی، پرجمعیت‌ترین شهر ایران بود و در همین سال، تهران در جایگاه دوم قرار داشت.[۱۲۰]
- رتبهٔ دوم (۱۳۴۳ – ۱۲۶۹ خورشیدی): در سال ۱۲۶۹ خورشیدی، جمعیت تبریز و تهران برابر شد و پس از آن، تبریز رتبهٔ دوم را به خود اختصاص داد.[۹][۱۲۰]
- رتبهٔ سوم (۱۳۴۵ – ۱۳۴۳ خورشیدی): ارتقای رتبهٔ جمعیتی اصفهان نسبت به تبریز در سال ۱۳۴۳ خورشیدی.[۹]
- رتبهٔ چهارم (۱۳۸۶ – ۱۳۴۵ خورشیدی): ارتقای رتبهٔ جمعیتی مشهد نسبت به تبریز در سال ۱۳۴۵ خورشیدی.[۹][۴]

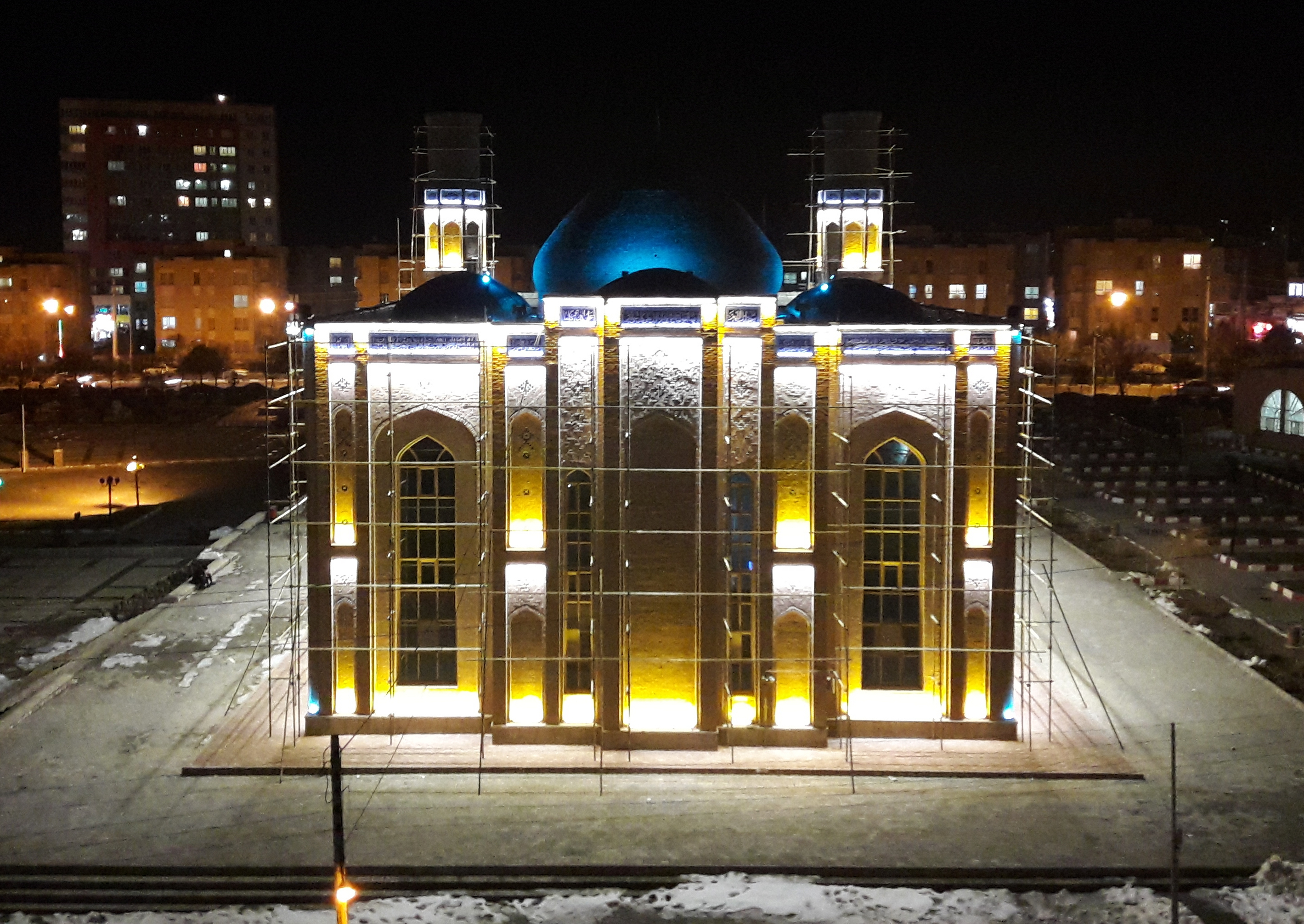
نمایی از مسجد شهر جدید سهند و بخشی از نمای این شهر در پس‌زمینه. شهر سهند جهت اسکان سرریز جمعیت تبریز طراحی و ساخته شده است.

- رتبهٔ پنجم (۱۳۹۵ – ۱۳۸۶ خورشیدی): ارتقای رتبهٔ جمعیتی کرج نسبت به تبریز در سال ۱۳۸۶ خورشیدی.[۹][۴]
- رتبهٔ ششم (۱۳۹۸ – ۱۳۹۵ خورشیدی): ارتقای رتبهٔ جمعیتی شیراز نسبت به تبریز در سال ۱۳۹۵ خورشیدی.[۹][۴]
- رتبهٔ پنجم (پس از ۱۳۹۸ خورشیدی): در سال ۱۳۹۸ خورشیدی، پس از الحاق ۶ روستا به تبریز، این شهر مجدداً در جایگاه پنجم جای گرفت.[۴][۹][۶][۷]

تبریز به سبب موقعیت‌های اقتصادی، صنعتی، اداری و وجود زیر ساخت‌های شهری و همچنین اعتبار بین‌المللی، مهاجرپذیرترین شهر استان آذربایجان شرقی محسوب می‌گردد. شهر جدید سهند در ۲۴ کیلومتری جنوب غرب تبریز و در جادهٔ تبریز-آذرشهر برای جذب سرریز جمعیتی این شهر ساخته شده، تا کانون جدیدی برای جمعیت و اشتغال ایجاد شود و توسعهٔ شهری تضمین گردد.

## اماکن تاریخی

### بناها

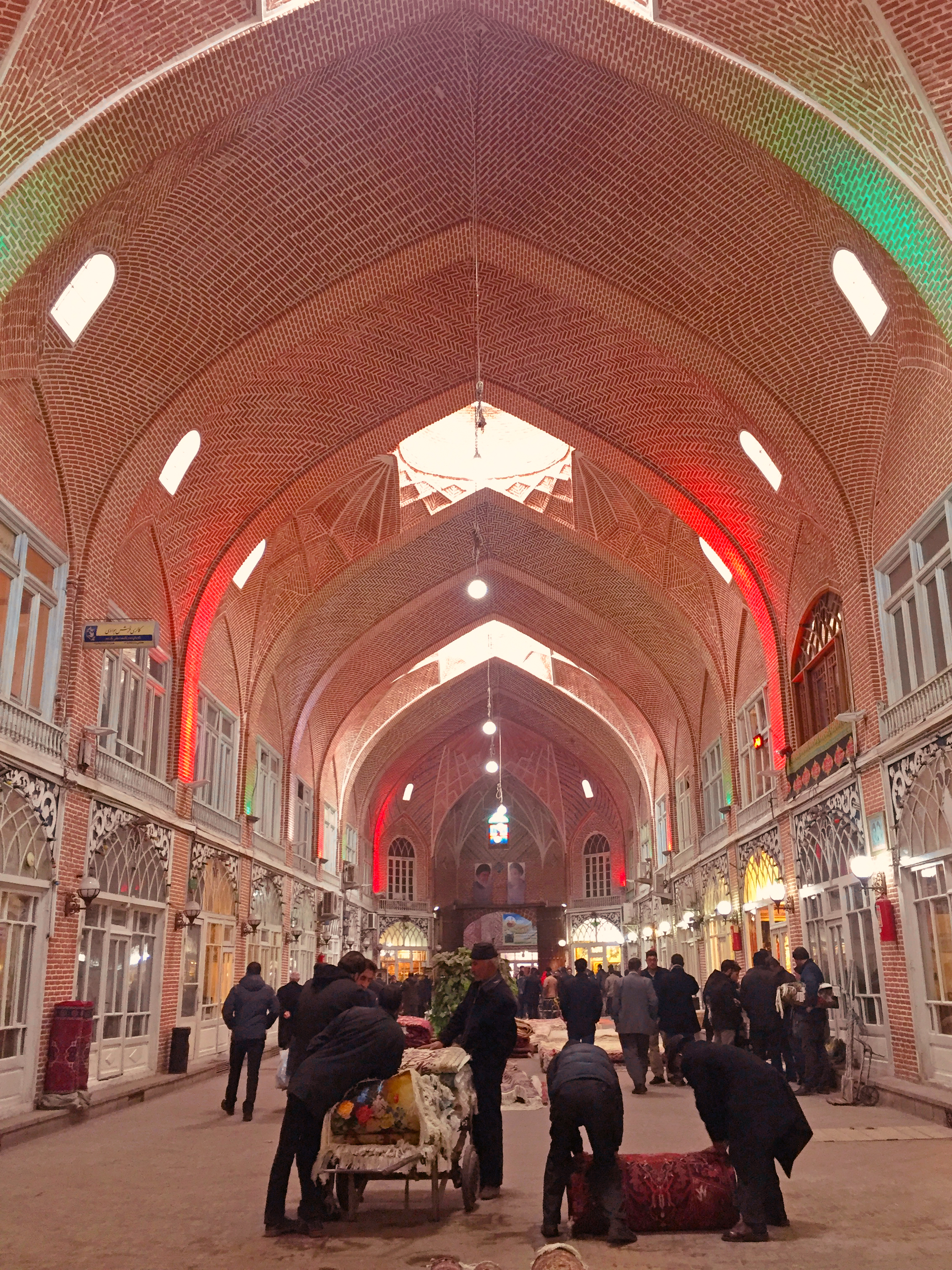
بازار تبریز، تیمچهٔ مظفریه؛ این بازار، بزرگ‌ترین بازار سرپوشیدهٔ جهان است.

شهر تبریز دارای تاریخی طولانی و پر آشوب است که نخستین نشانه‌های کشف شده تمدن باستانی در آن به ۱۵۰۰ سال پیش از میلاد مسیح بازمی‌گردد. با آنکه شهر تبریز در طول تاریخ پر تلاطم خود بارها بر اثر زمین‌لرزه آسیب جدی دیده و بارها در اثر حمله‌های سلجوقیان، مغولان، عثمانی، اشغال تبریز توسط روس‌ها (به سال ۱۸۲۸–۱۸۲۷) دچار خرابی‌های شدیدی شده است و این جنگ‌ها و حوادث طبیعی مکرر، بخش‌های عمده‌ای از قسمت‌های قدیمی شهر را نابود کرده‌اند؛ اما همچنان بناهای تاریخی بسیاری، از گذشتهٔ تبریز بر جای مانده که نشانه‌هایی از معماری‌های ایرانی در دوران مختلف را نمایش می‌دهند. بیشتر آثار تاریخی پابرجا در این شهر متعلق به دوره‌های ایلخانیان، صفویان، و قاجار می‌باشد. این شهر همچنین دارای آثار و بناهای متعددی از دوران معاصر می‌باشد.
از بناهای تاریخی تبریز، می‌توان به بناهای باستانی ارگ علیشاه و مسجد کبود در قسمت مرکزی شهر اشاره نمود. ارگ علیشاه بنایی آجری است که پیش از سال ۷۰۱ خورشیدی بر روی آواره‌های مسجدی ساخته شده و از نظر سادگی، اندازه و پایداری، چشم‌گیر است. مسجد کبود، بنایی است که حدود سال ۸۲۹ خورشیدی ساخته شده و  به‌دلیل کاشی‌کاریِ آبیِ تزئینیِ زیبایش، شهرت یافته است. بازار تبریز که توسط یونسکو در فهرست میراث جهانی ثبت شده است در مرکز شهر قرار دارد. این بازار هنوز یکی از مراکز اقتصادی مهم شهر به حساب می‌آید. در حاشیه تبریز بناهایی نظیر مسجد عینالی در بالای کوه عینالی، مشرف به تبریز قرار گرفته و گمان می‌رود در دوران پیش از اسلام، آتشگاه تبریز بوده است. بنای شاه‌گلی یا ائل‌گلی نیز در پارک بزرگ جنوب شرق تبریز قرار دارد. شاه‌گلی کاخ ییلاقی والیان و حاکمان تبریز به‌شمار می‌رفت که در زمان قاجار کار برای تبدیل آن به تفرجگاه عمومی آغاز شد و سرانجام در دوران پیش از انقلاب اسلامی با بازسازی عمارت مرکزی و افزودن گذرگاه پیاده‌روی به آن این محل به تفرجگاه عمومی تغییر کاربری داده‌شد.

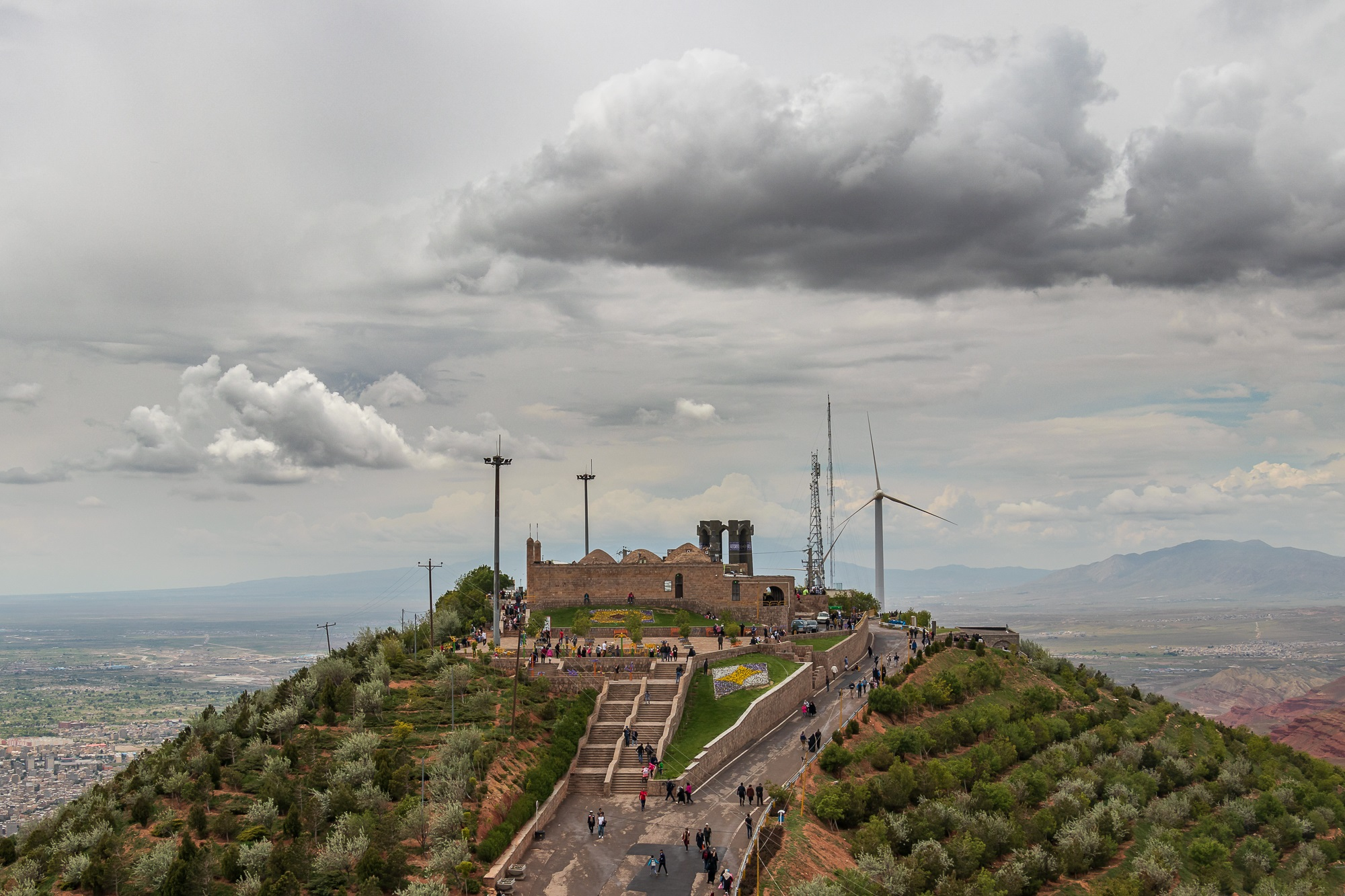
کوه و امامزادهٔ عینالی (بام تبریز)

کاخ شهرداری تبریز و کاخ استانداری آذربایجان شرقی در مرکز از بناهای دوران معاصر تبریز می‌باشند که هر دو متعلق به دوره بین دو جنگ جهانی اول و دوم می‌باشند. خیابان تربیت در مرکز شهر دارای ساختمان‌های متعددی است که در دوران شهرداری محمد علی تربیت بر پا شده‌اند. در این خیابان با وجود احداث مراکز خرید جدید همچنان سعی بر حفظ اصالت طرح آن شده است.
نمونه‌های فراوانی از اماکن تاریخی تخریب شده در تبریز وجود دارد که  ازجمله آن‌های بناهای ساخته شده در زمان حکمرانی شاه اسماعیل صفوی می‌باشند. شاه اسماعیل پس از فتح هرات هنرمندان بسیاری را با خود به تبریز آورد و بناهای بسیاری را برپا نمود؛ ولی هیچ‌کدام از بناهایی که او و جانشینان مستقیم او ساخته‌اند، اثری باقی نمانده. امروزه از قصر شاه اسماعیل در شمال شرقی تبریز تنها توصیف‌هایی که گردشگران اروپایی مکتوب کرده‌اند باقی مانده است. ۱

### مساجد

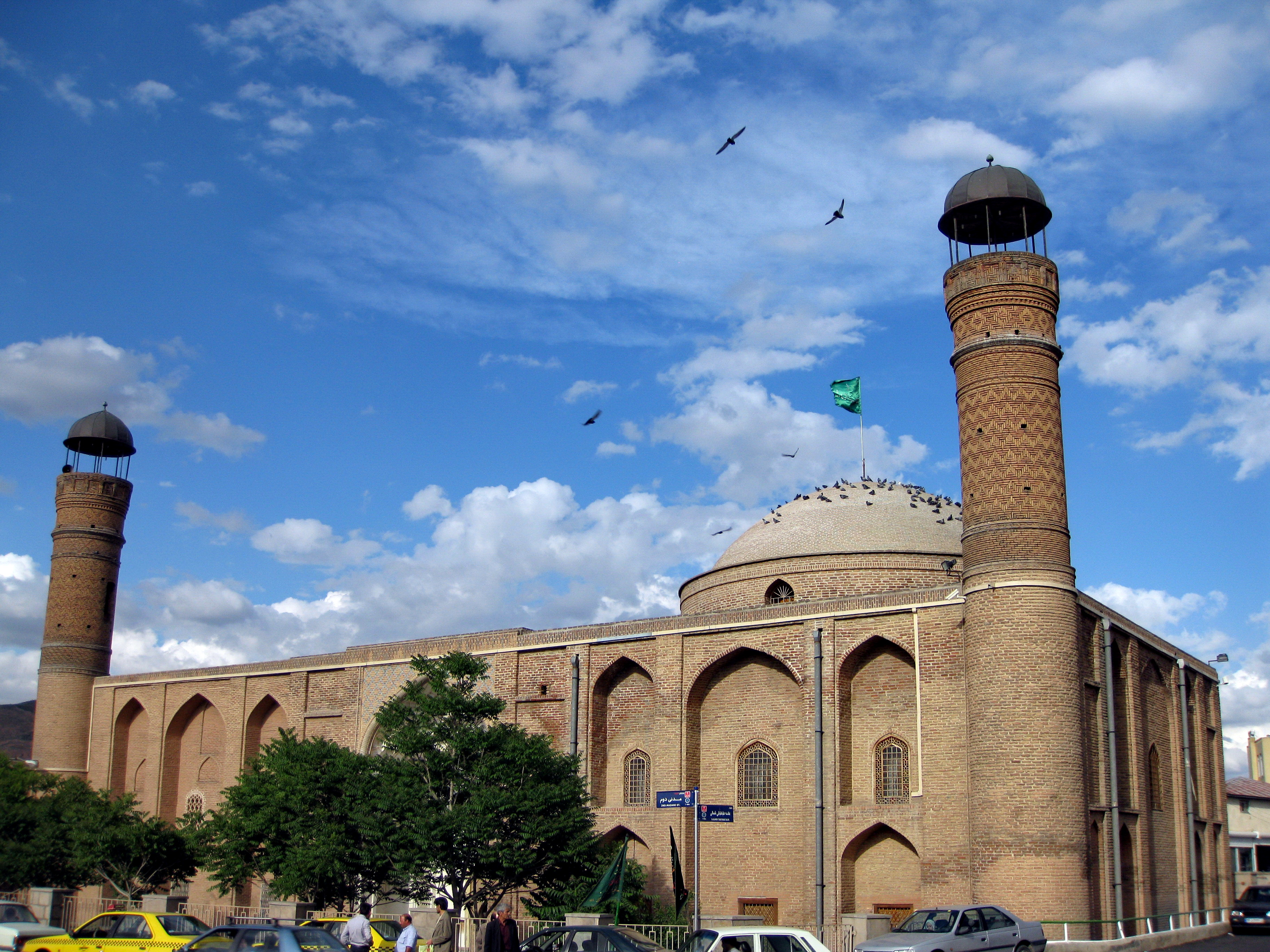
مسجد صاحب‌الامر

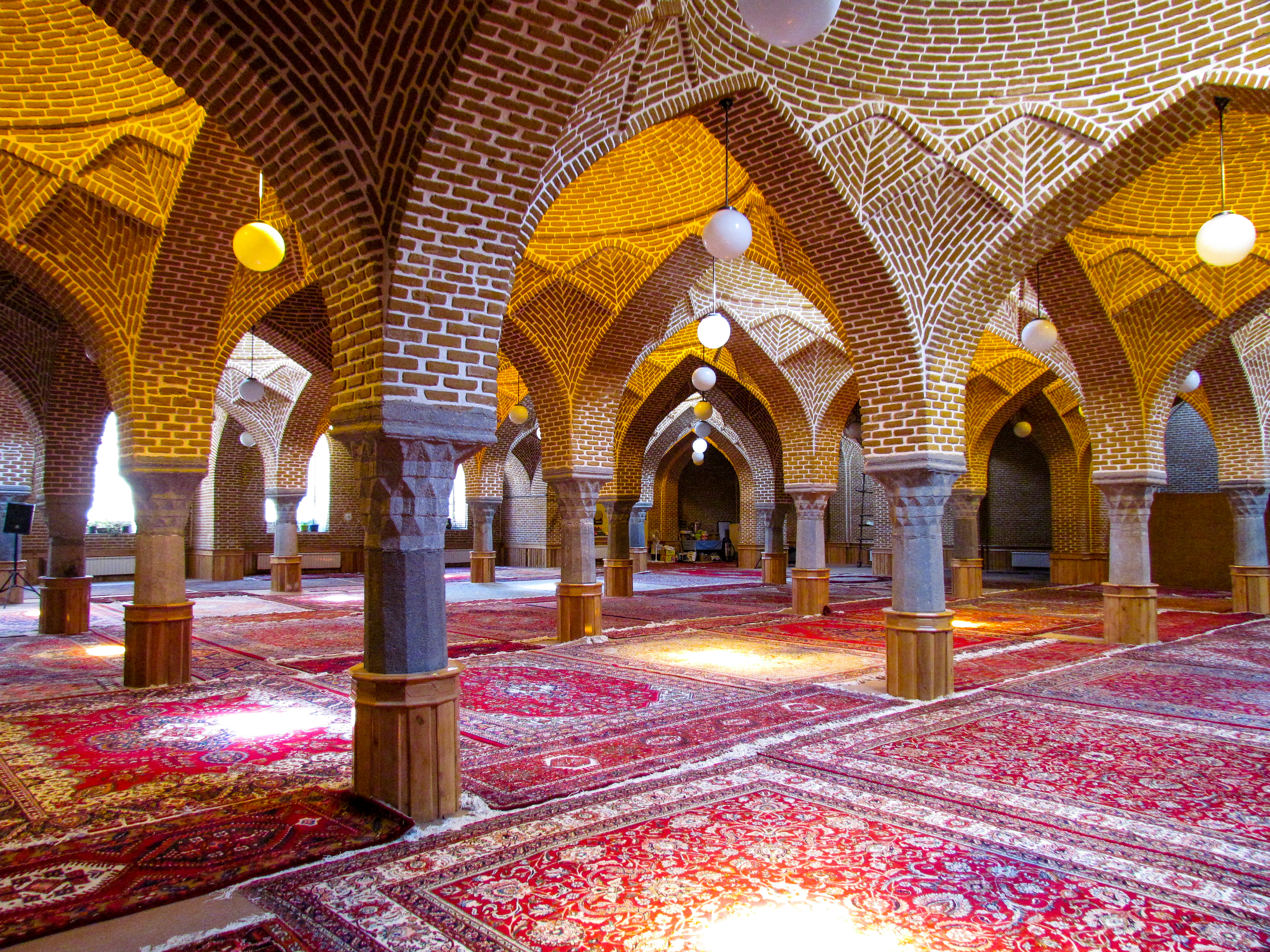
مسجد جامع تبریز

برپایهٔ نوشته‌های جهانگردان و جغرافی‌دانان، در دوره‌های گوناگون تبریز بیش از یکصد و پنجاه تا سیصد باب مسجد را در خود جای داده بود. امروزه تنها تعداد انگشت شماری از مساجد تاریخی متعلق به سده‌های پیش در این شهر پابرجا مانده است که  ازجمله مهم‌ترین مسجدهای تاریخی تبریز می‌توان به مسجد استاد و شاگرد، مسجد اسماعیل خاله اوغلی، مسجد ثقةالاسلام، مسجد جامع، مسجد حاج صفرعلی، مسجد حسن پادشاه، مسجد خزینه، مسجد دال ذال، مسجد سید المحققین، مسجد صاحب‌الامر (شاه طهماسب یکم)، مسجد شاهزاده، مسجد صادقیه، مسجد ظهیریه، مسجد علی‌شاه، مسجد کاظمیه، مسجد کبود، مسجد مجتهد، مسجد مقبره، مسجد ملاباشی، مسجد میرزاصادق‌آقا، مسجد میرزا مهدی قاری و مسجد قراملک اشاره کرد.

### خانه‌های تاریخی
شهر تبریز از نظر تعداد خانه‌های قدیمی از پررونق‌ترین شهرهای کشور ایران به‌شمار می‌آید. تا سال ۱۳۸۷ خورشیدی، بیش از ۶۰۰ باب خانهٔ تاریخی در سطح تبریز شناسایی شده است. در دهه‌های اخیر، بسیاری از خانه‌های تاریخی تبریز ترمیم شده‌اند که  ازجمله این خانه‌ها خانهٔ کوزه‌کنانی –در خیابان راسته‌کوچه– به موزهٔ مشروطه، خانهٔ شربت‌اوغلی –در خیابان ثقةالاسلام– به فرهنگسرای تبریز و خانه‌های قدکی، گنجه‌ای‌زاده و بهنام –در خیابان مقصودیه– به مجموعهٔ دانشکدهٔ معماری تبدیل شده‌اند می‌باشند. بسیاری دیگر از خانه‌های تاریخی تبریز نیز  درحال احیا و ترمیم هستند و پس از مرمت و مقاوم‌سازی به موزه و مراکز فرهنگی تبدیل خواهند شد.

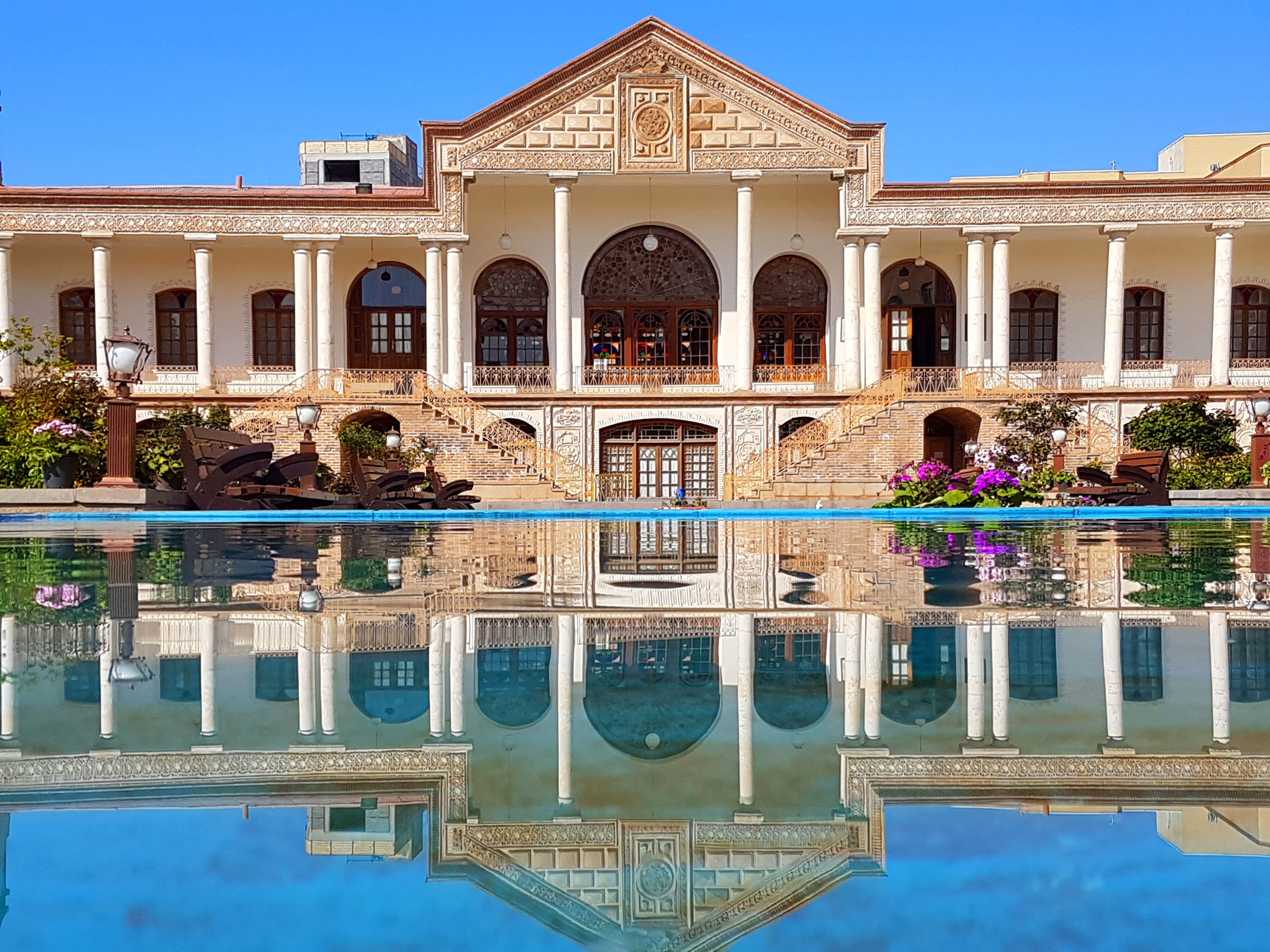
خانهٔ امیرنظام
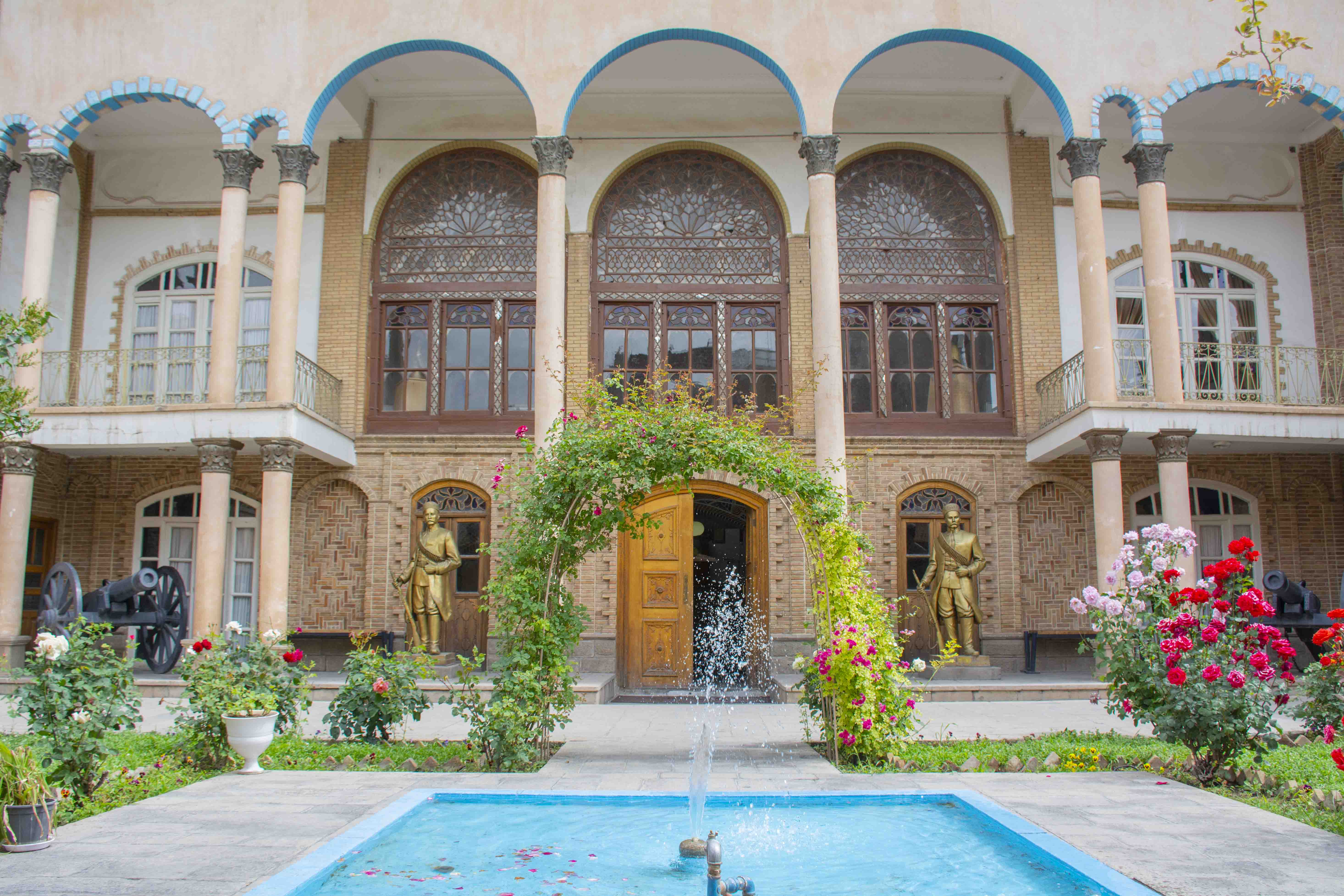
خانهٔ مشروطه
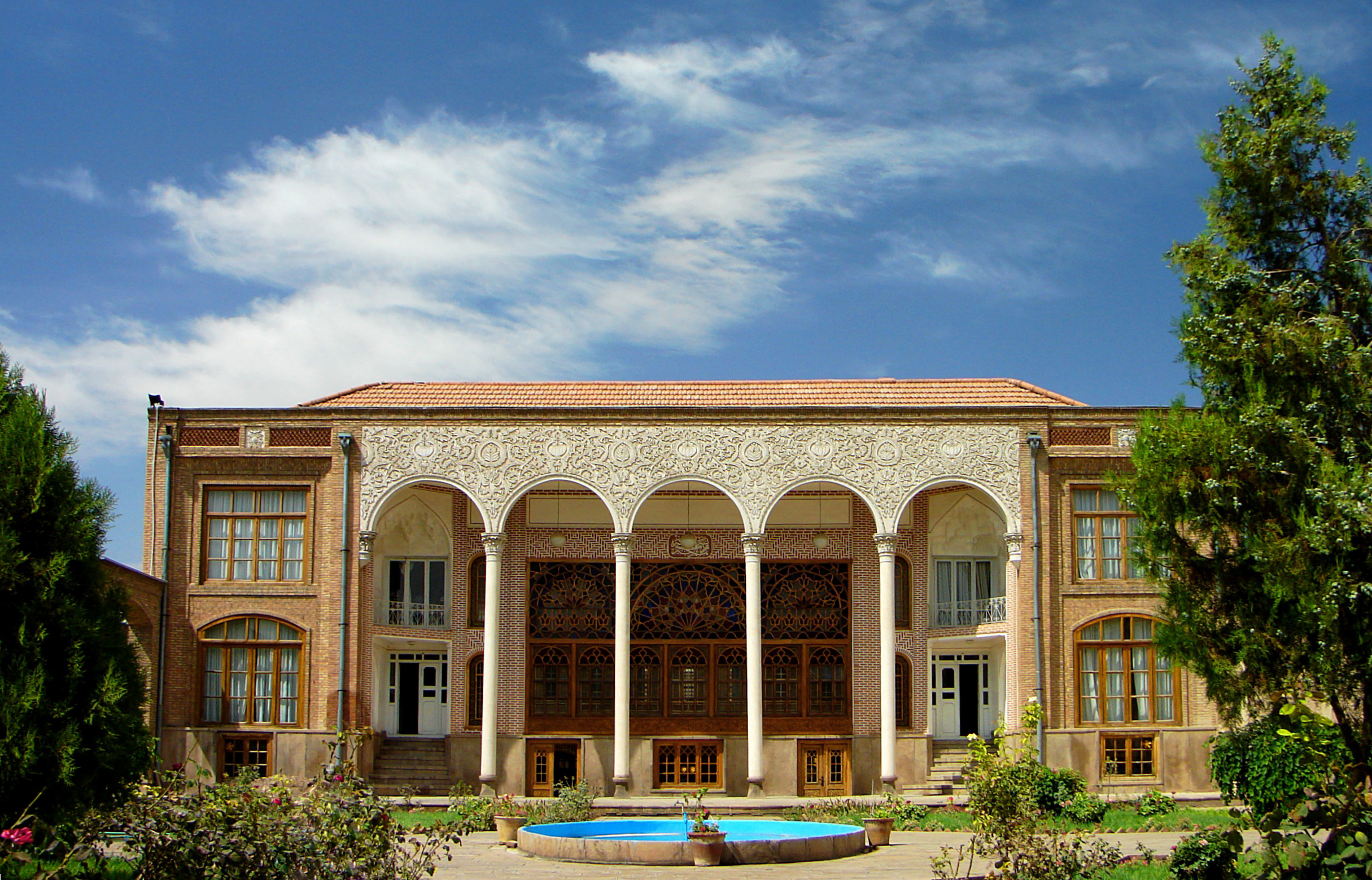
خانهٔ بهنام
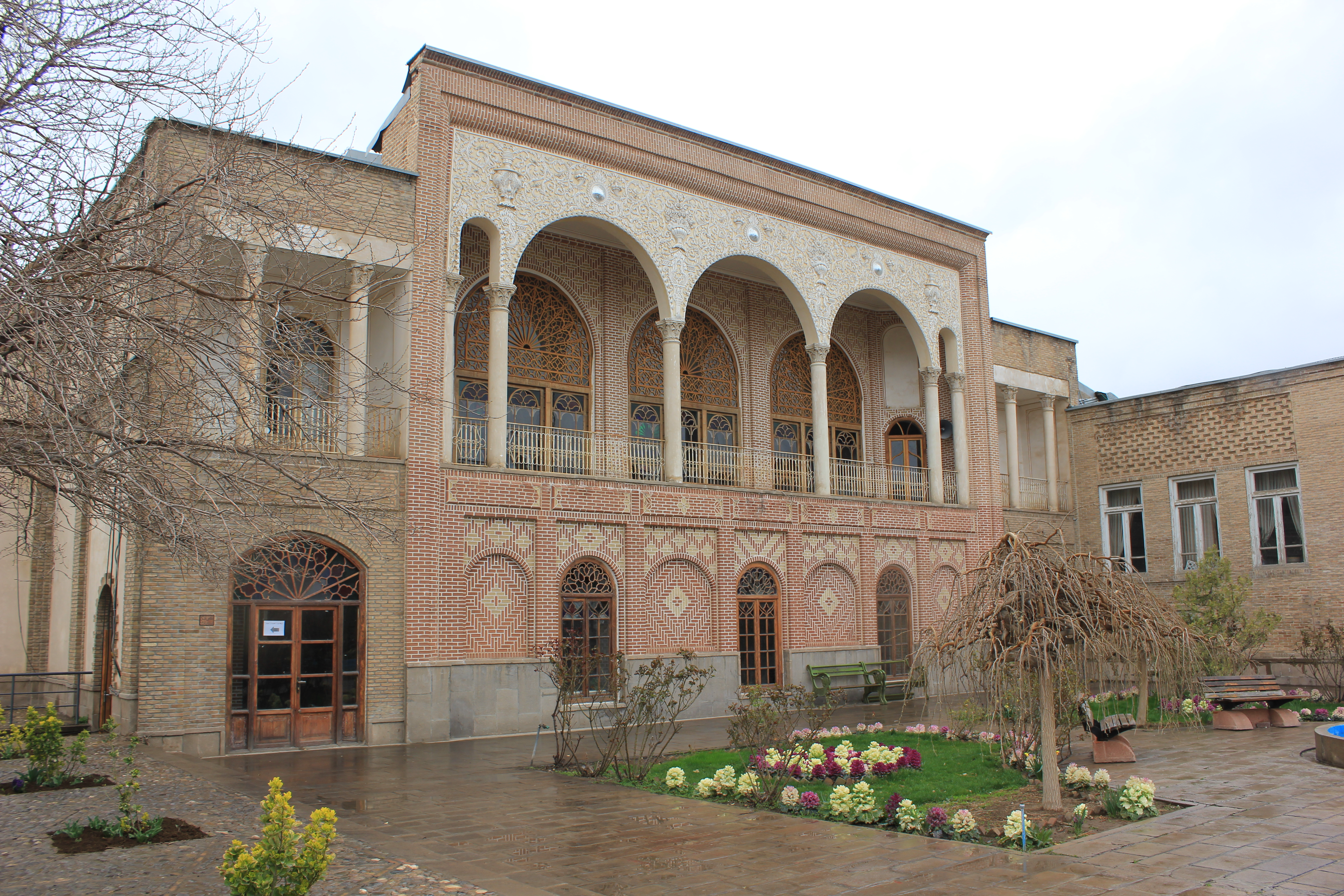
خانهٔ قدکی
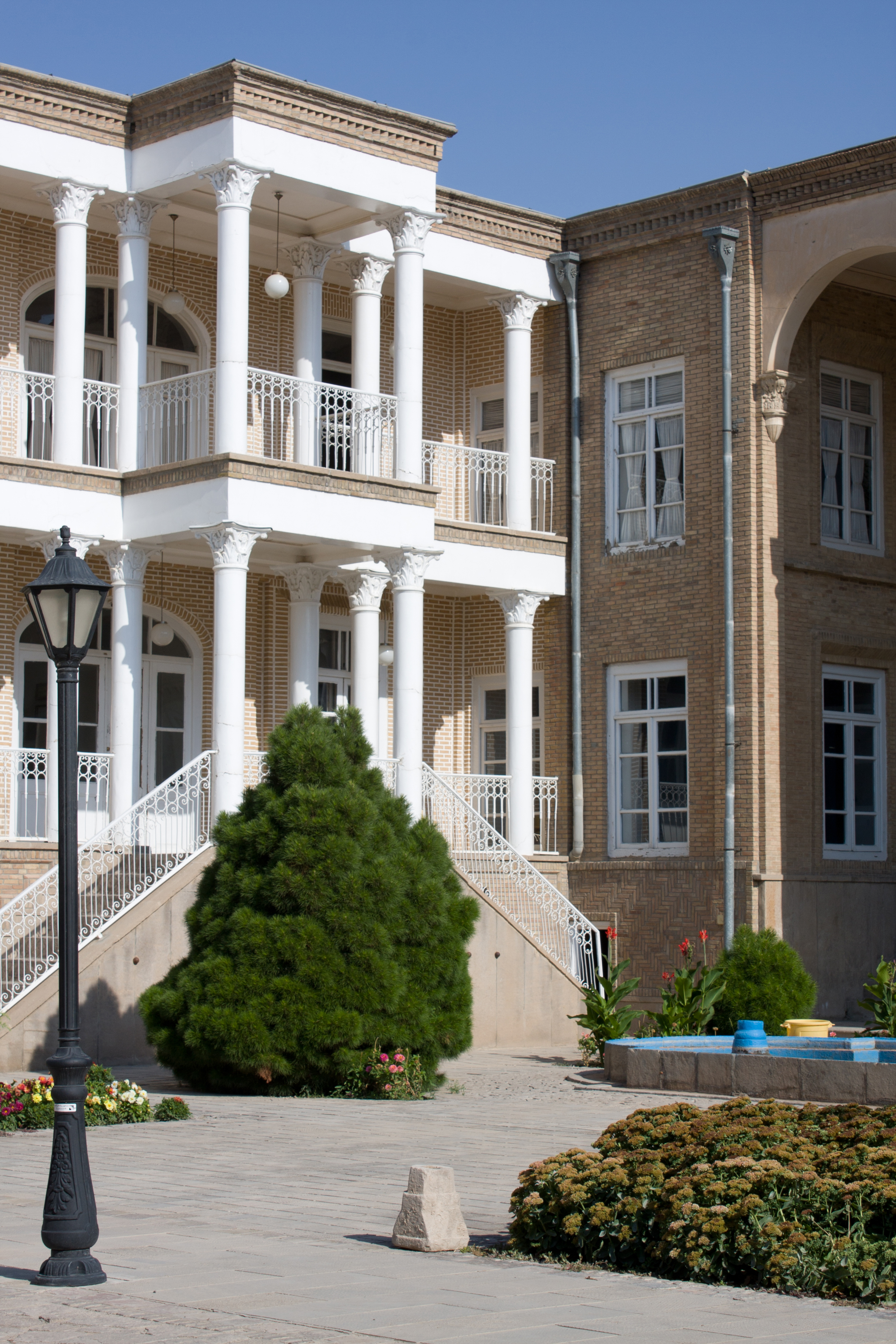
گنجه‌ای‌زاده
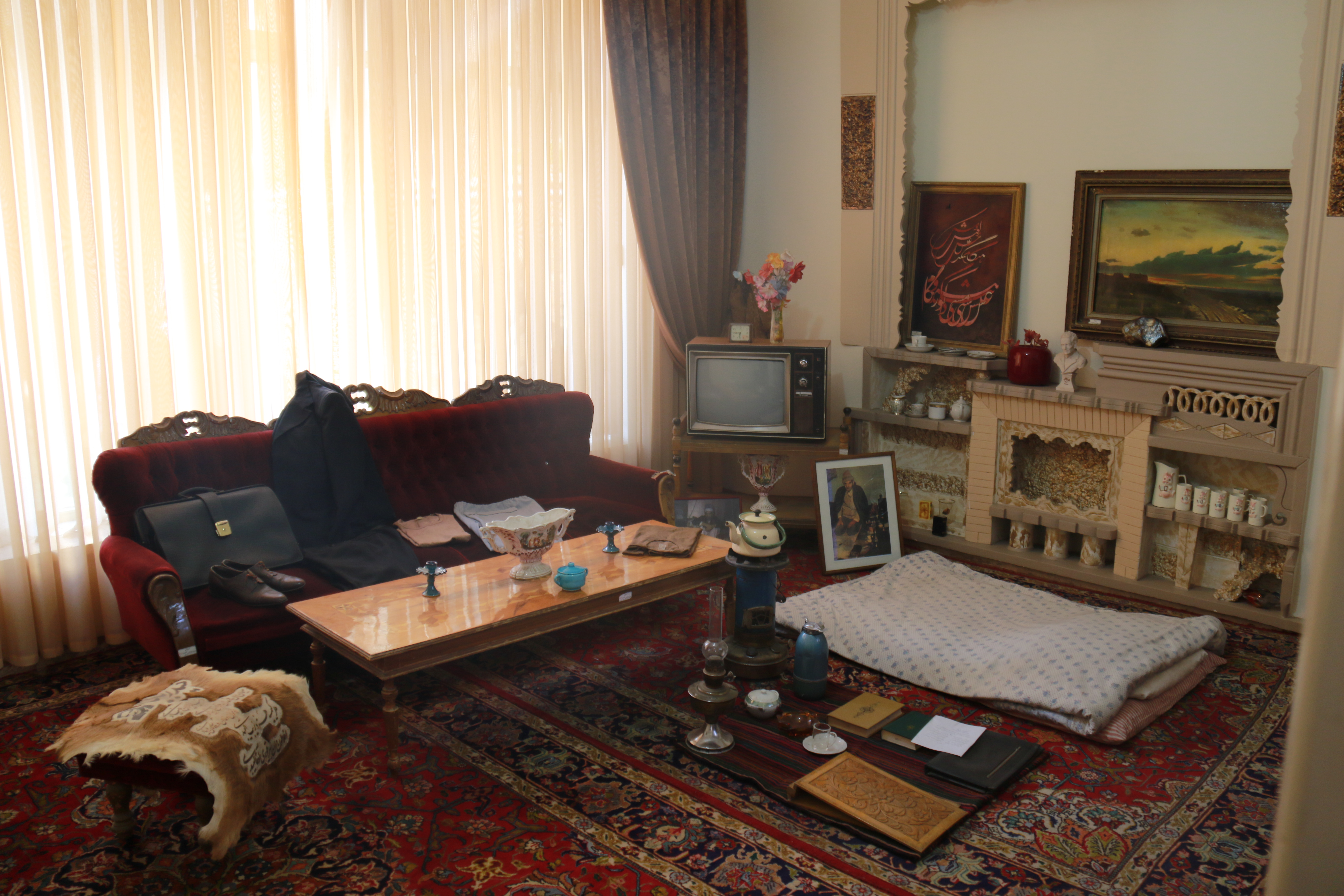
خانهٔ استاد شهریار
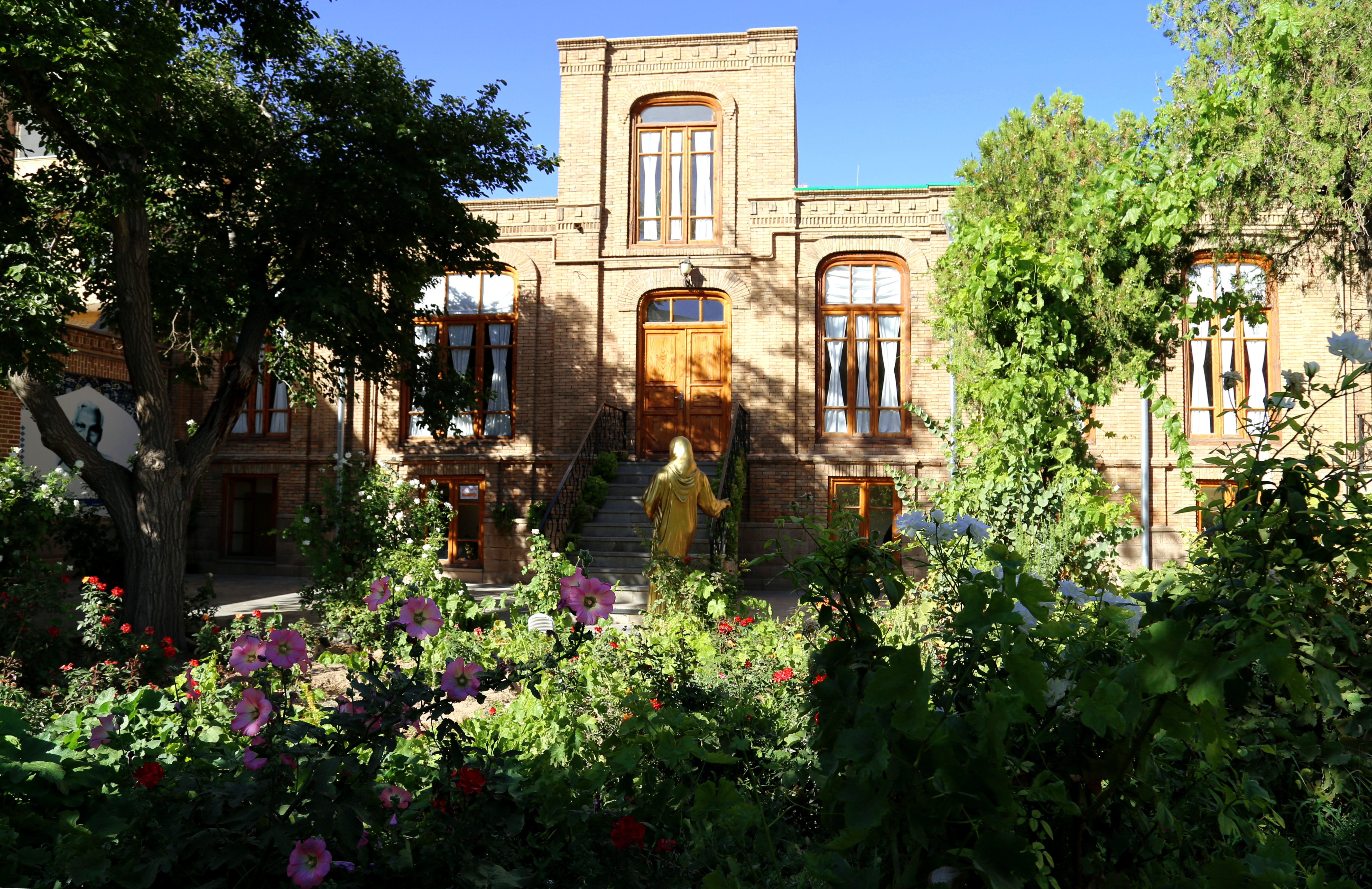
خانهٔ پروین اعتصامی
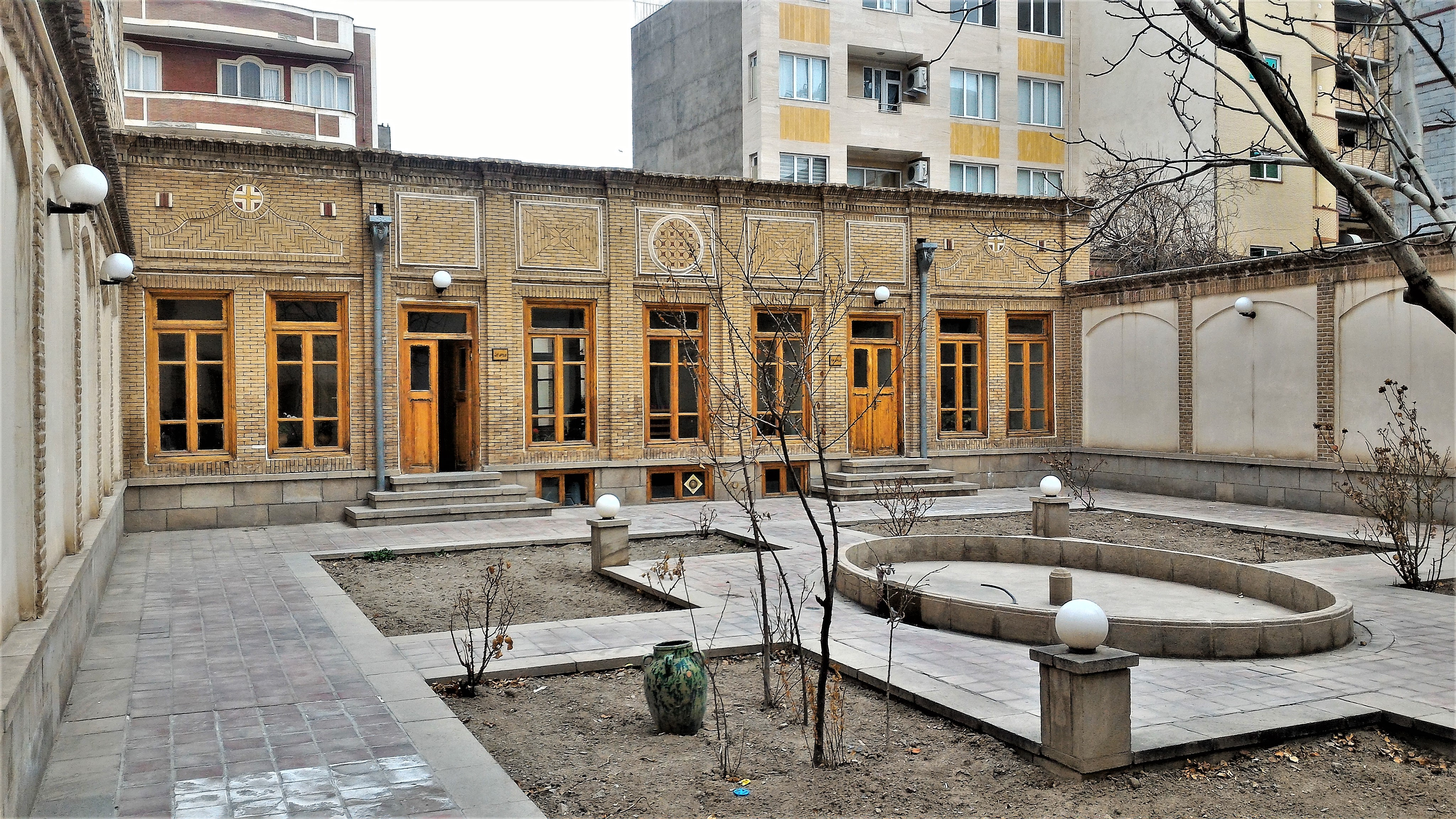
خانهٔ شیخ محمد خیابانی
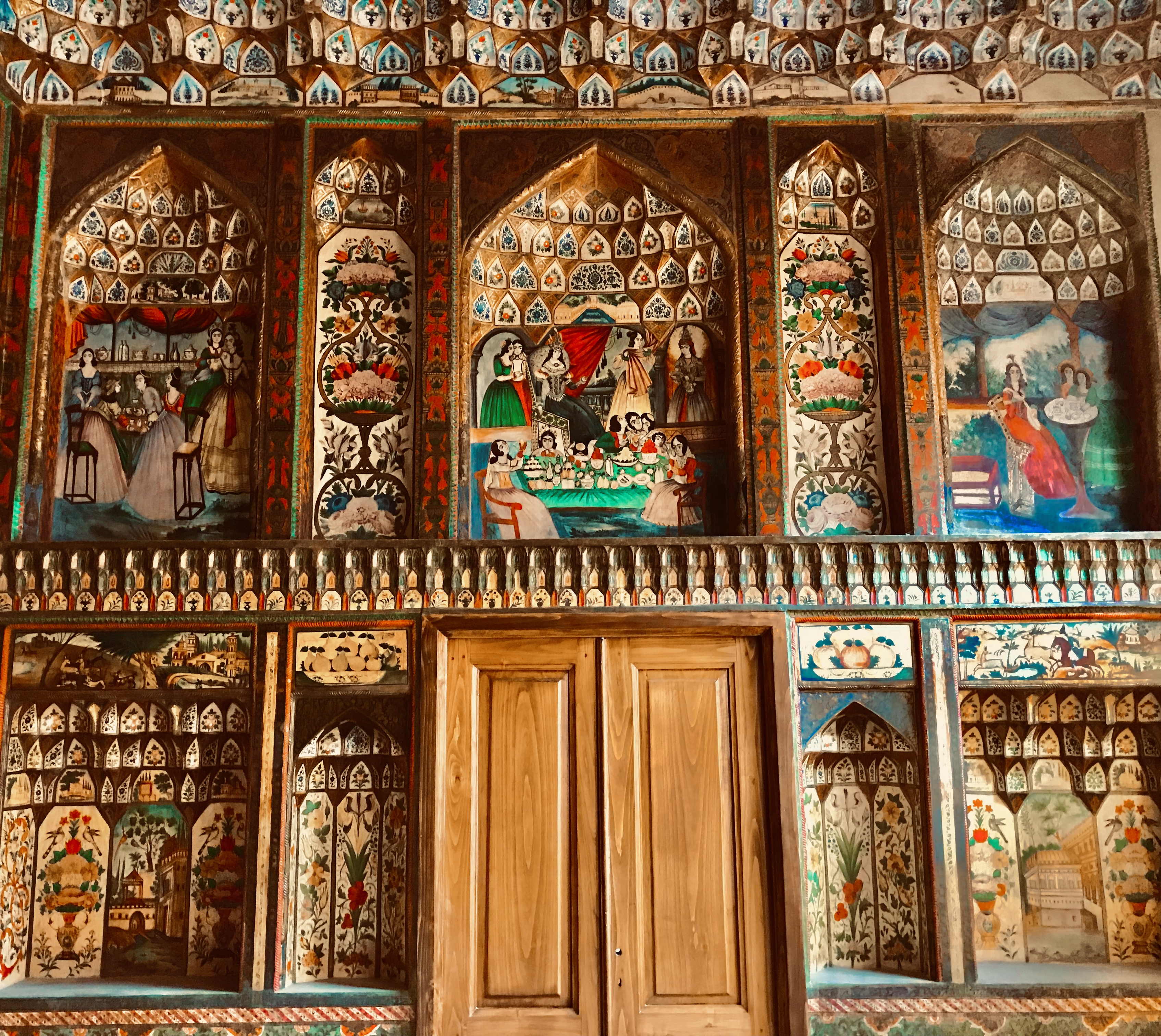
خانهٔ حریری
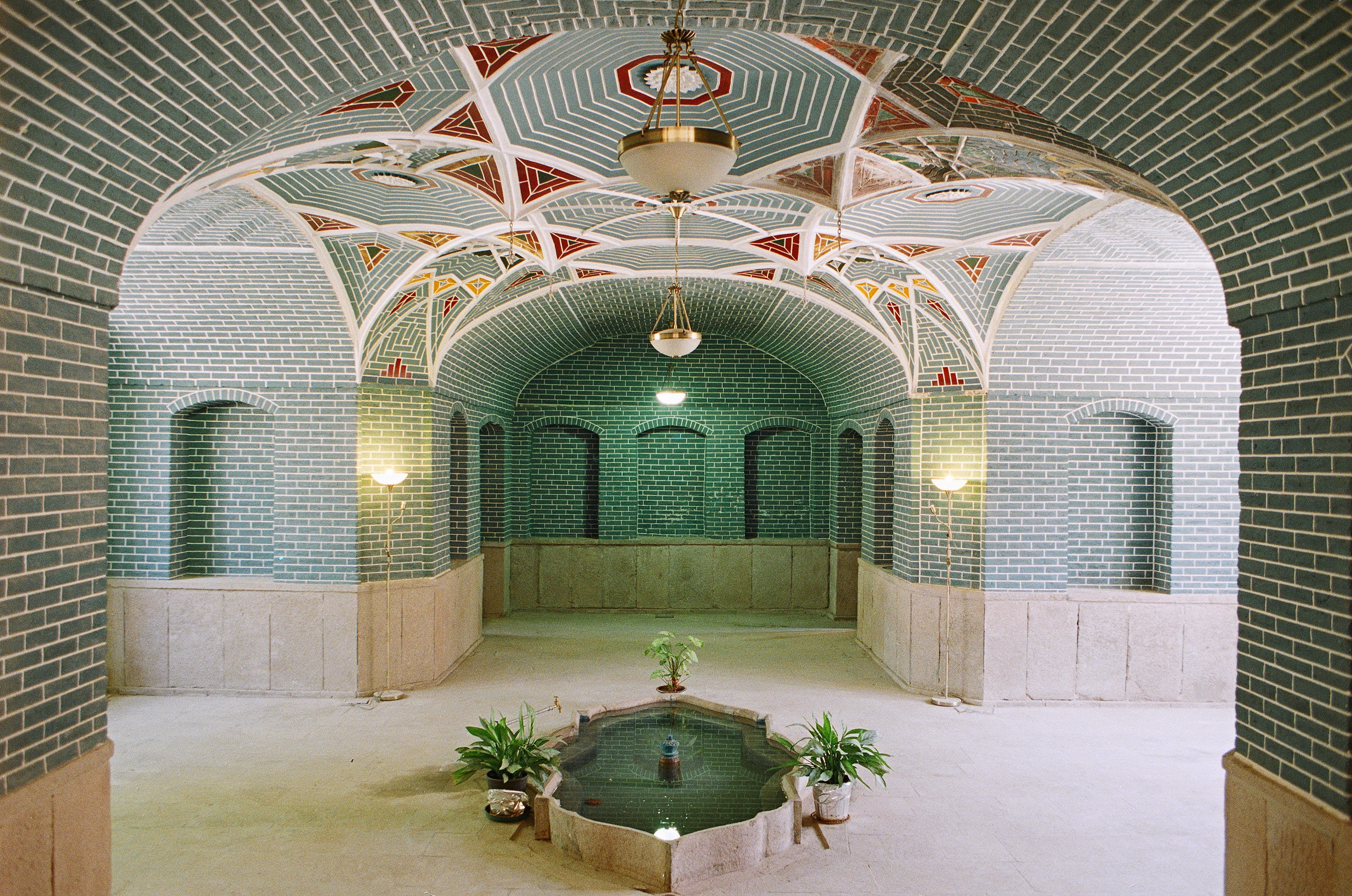
خانهٔ حیدرزاده
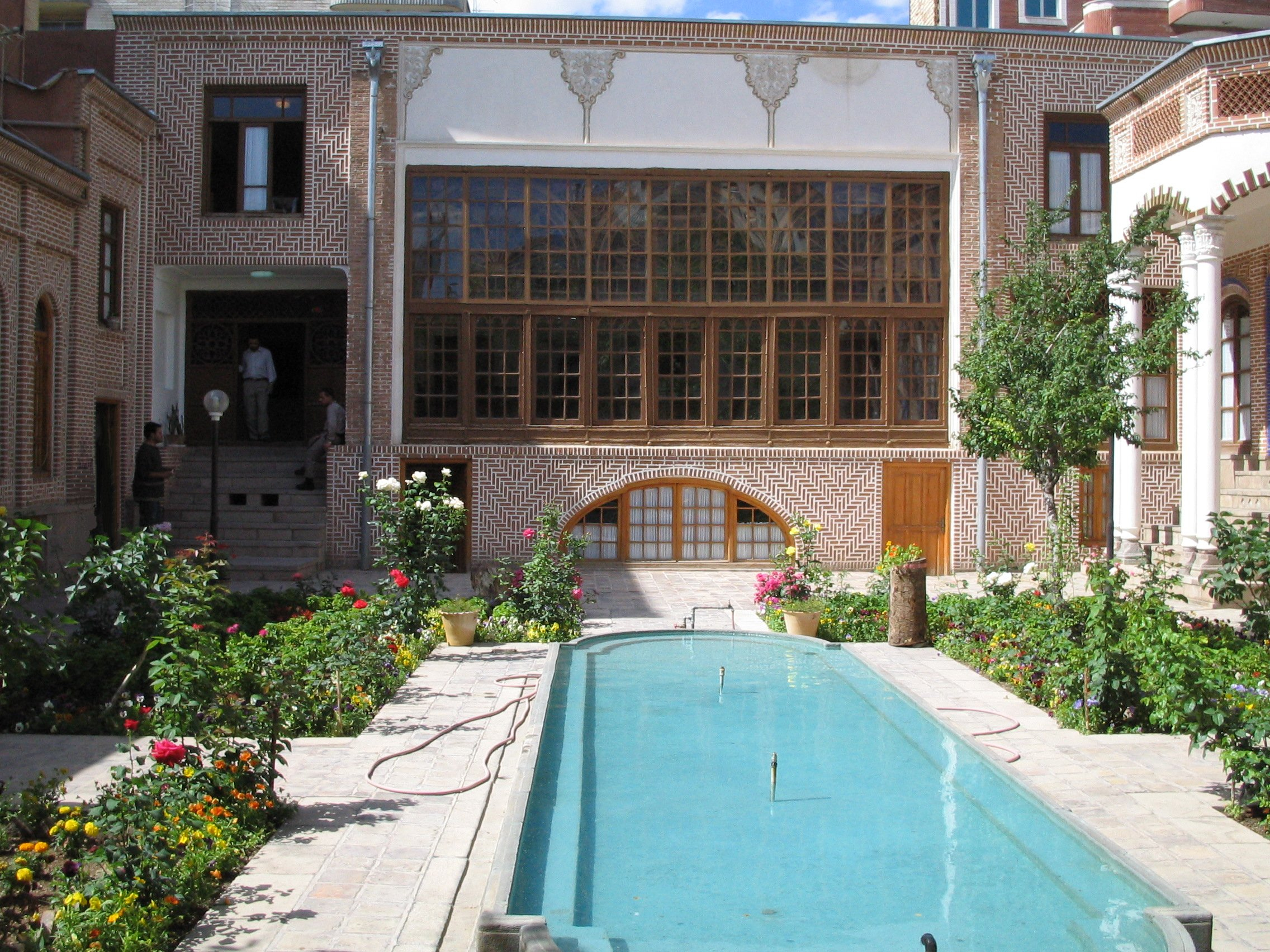
خانهٔ سلماسی
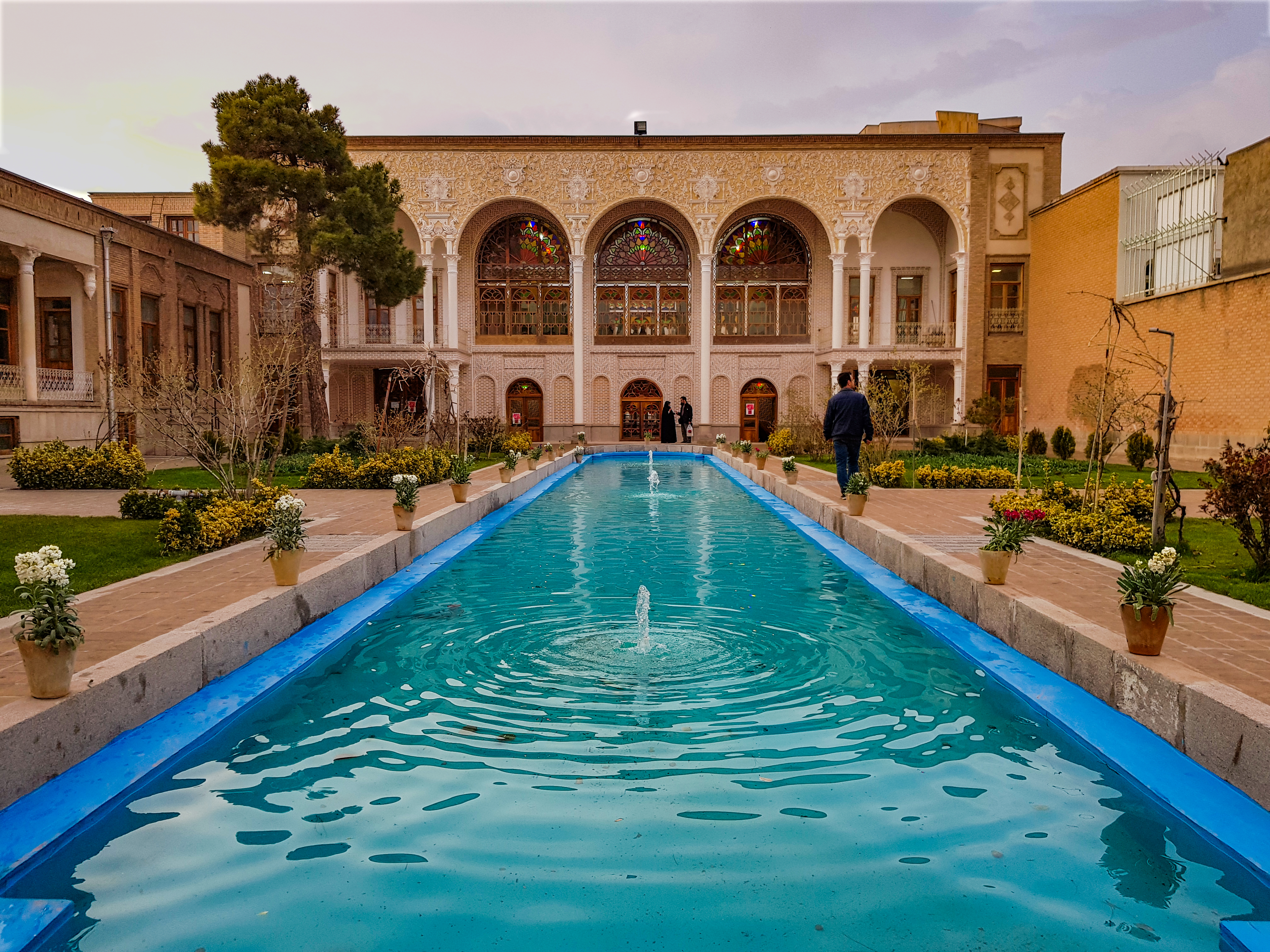
خانهٔ صدقیانی
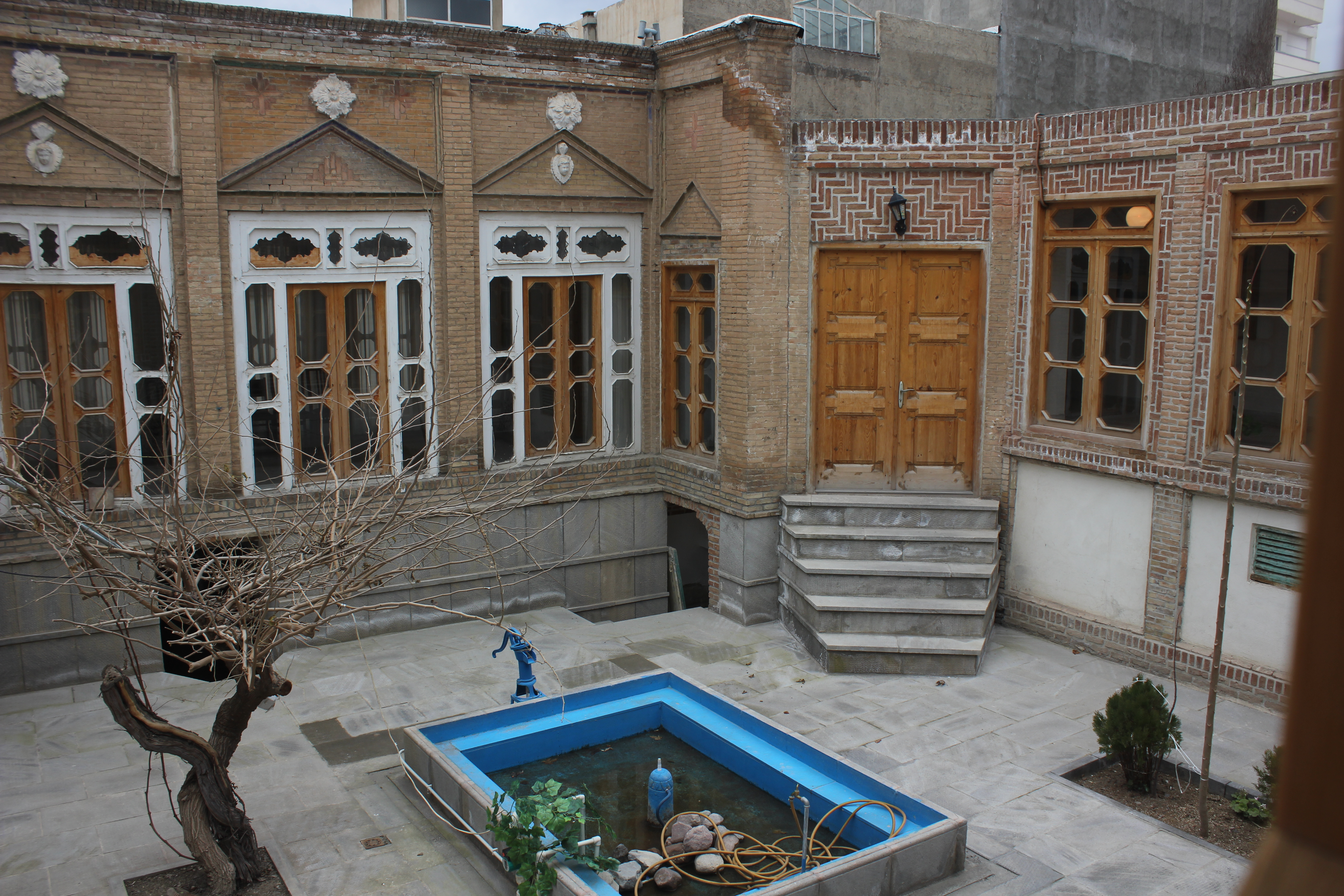
خانهٔ ختایی
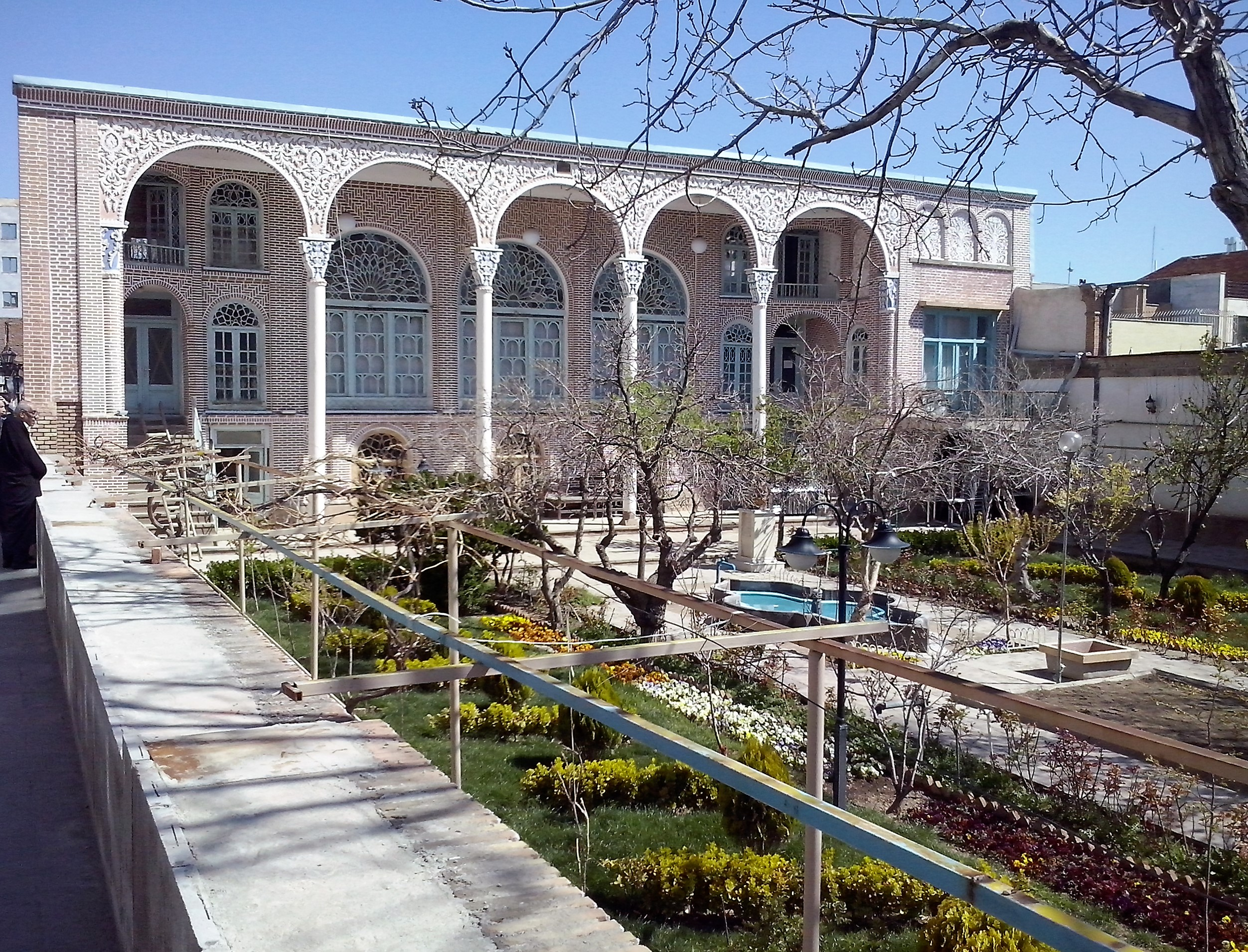
خانهٔ نیکدل
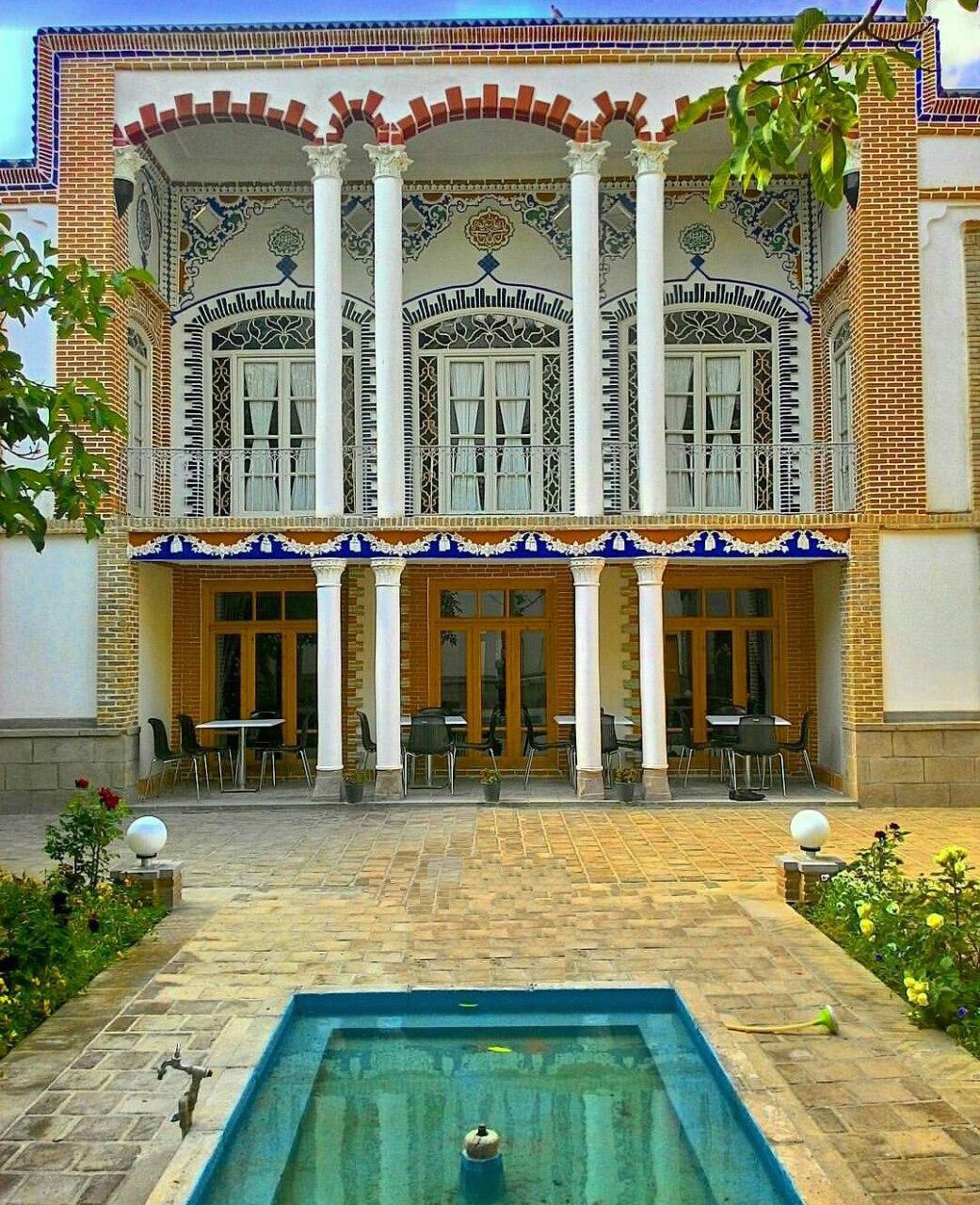
خانهٔ نعمت‌زاده
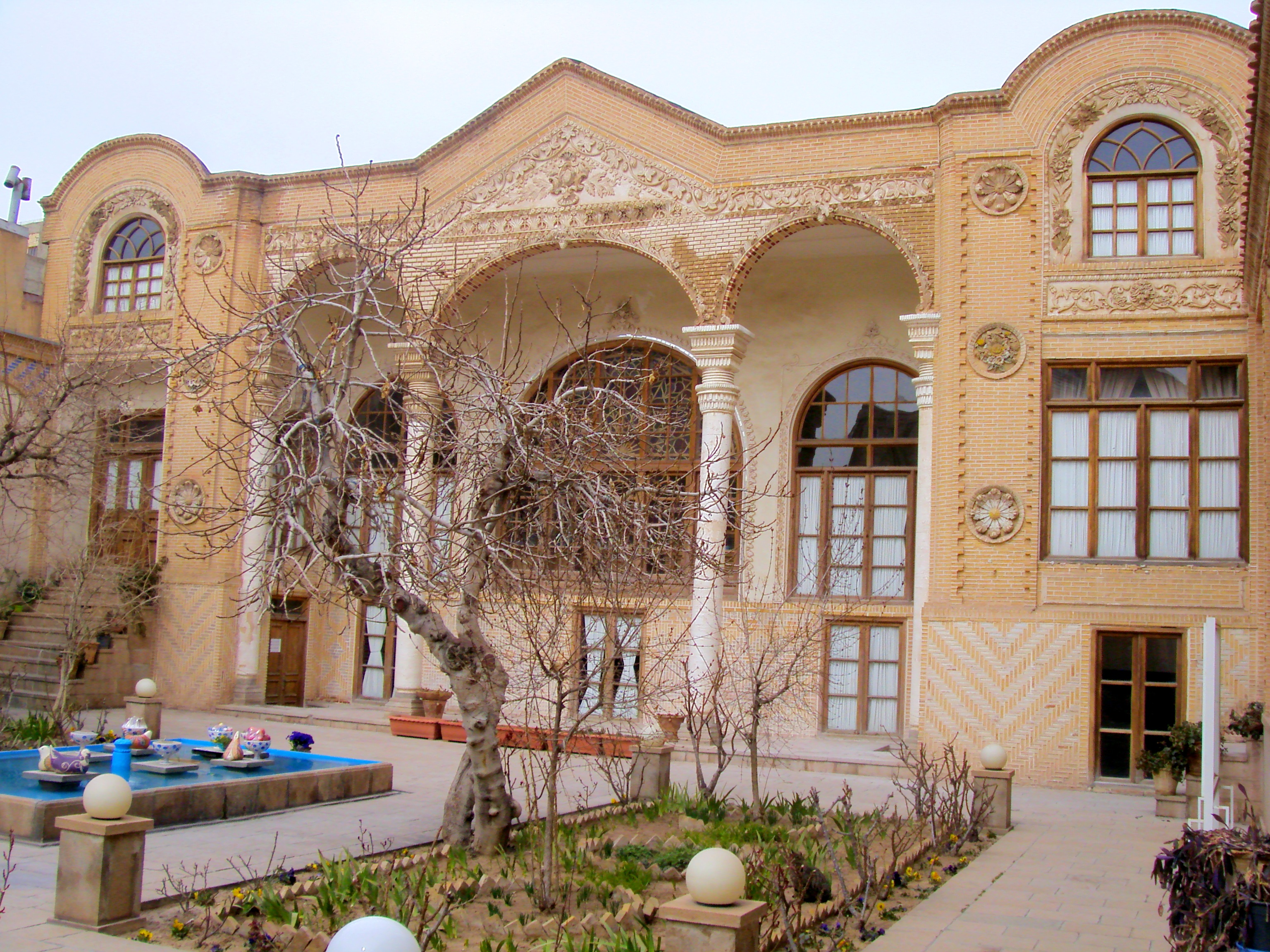
خانهٔ علوی
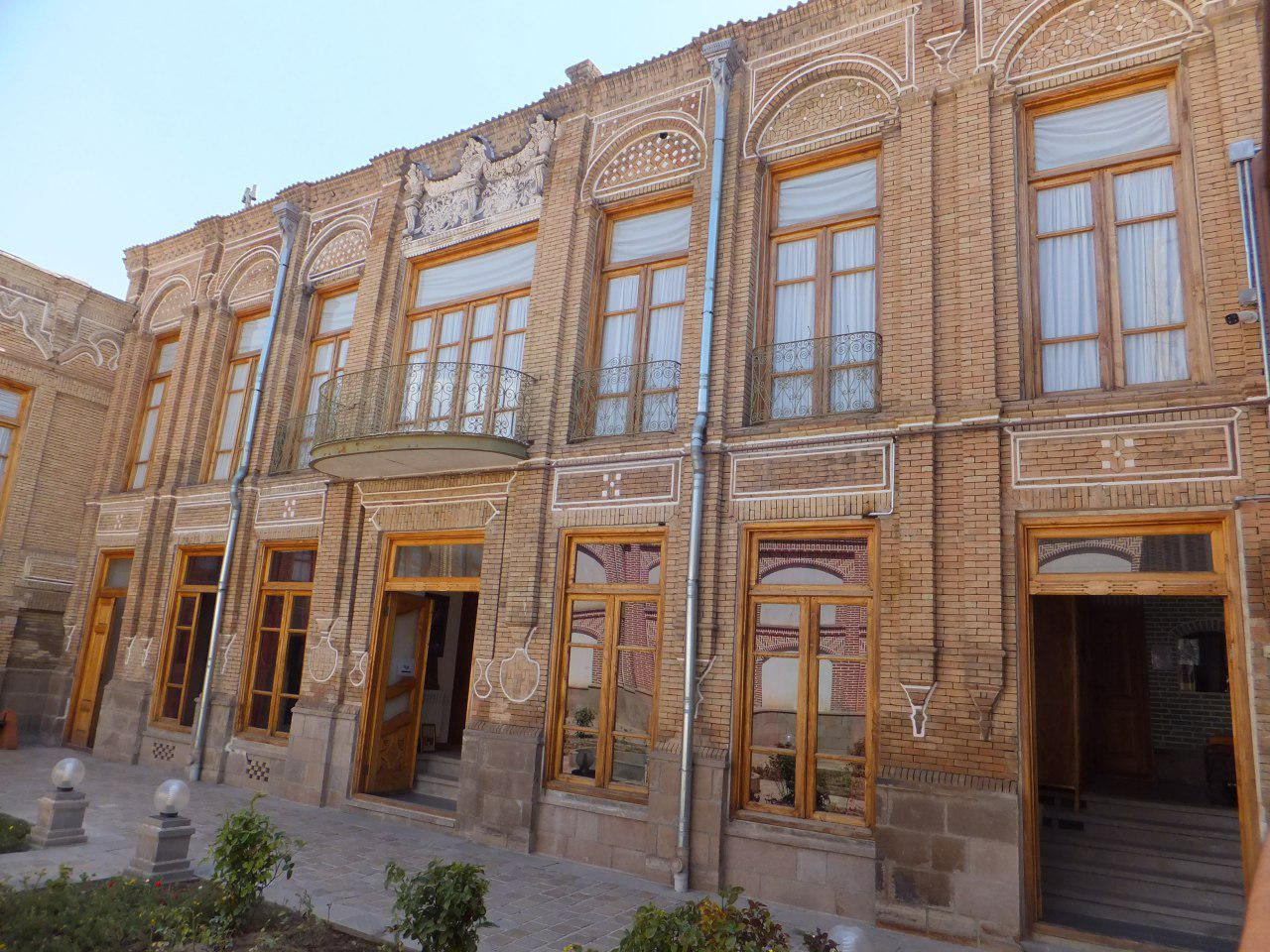
خانهٔ صلح‌جو
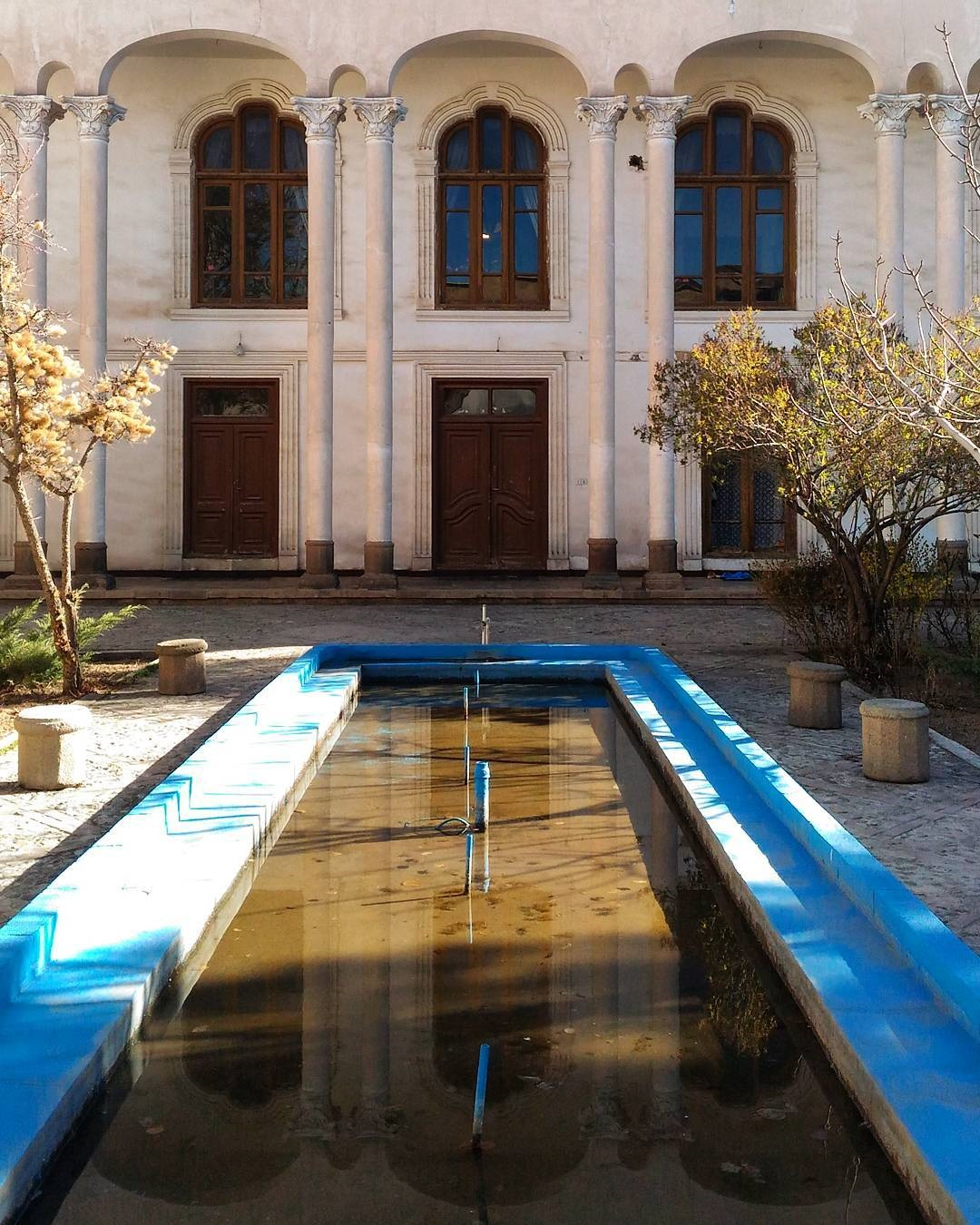
خانهٔ شربت‌اوغلی

### محله‌ها
بیشتر محله‌های قدیمی تبریز در مرکز این شهر قرار گرفته‌اند. تقریباً در همه محلات قدیمی عرض گذرها بسیار کم است. دلیل انتخاب این عرض کم برای گذرها مشکل کردن کار اشغال‌گران در هنگام تهاجم به شهر بود به‌طوری‌که از سرعت و قدرت عمل مهاجمان تا نفوذ و دستیابی آن‌ها از مرزهای شهر به سمت مرکز و دیگر نقاط شهری کاسته شود و مدافعان داخل شهر فرصت کافی برای عکس‌العمل را داشته‌باشند.  ازجمله محله‌های قدیمی تبریز می‌توان به دوه‌چی، نوبر، خیابان و امیرخیز اشاره کرد.

## سیاست

### استانداری

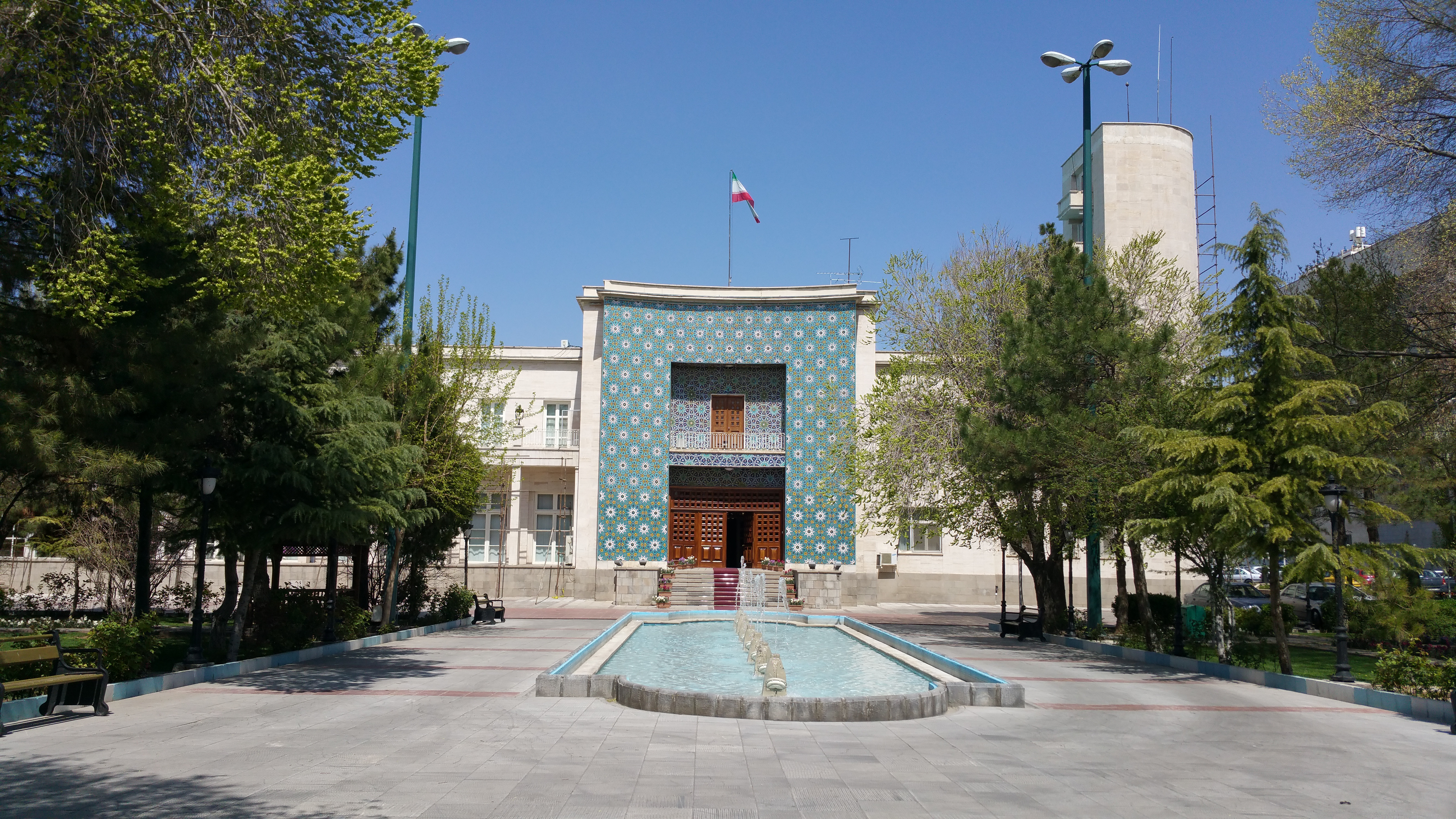
کاخ استانداری آذربایجان شرقی

تبریز به عنوان مرکز استان آذربایجان شرقی میزبان نهاد استانداری آذربایجان شرقی می‌باشد که مهم‌ترین نهاد دولتی در این استان به‌شمار می‌آید. هسته مرکزی این نهاد در کاخ استانداری آذربایجان شرقی در مرکز شهر تبریز مستقر می‌باشد. در طول تاریخ هزار ساله اخیر تبریز همواره به عنوان پایتخت کشور یا مرکز ایالت مرکز سیاسی در سطح کشوری یا منطقه‌ای بوده است. در دوران قاجار این شهر ولیعهد نشین قاجار بود که تا زمان صدور فرمان مشروطیت توسط مظفرالدین‌شاه قاجار در سال ۱۲۸۵ خورشیدی، این ولیعهد نشینی ادامه یافت. در این دوره ولیعهدان که از نزدیکان پادشاهان قاجار بودند، فرمانروایی تبریز و کل آذربایجان را برعهده داشتند.
پس از صدور فرمان مشروطیت در سال ۱۲۸۵ خورشیدی تا کودتای رضاشاه در سال ۱۲۹۹ خورشیدی، دولت روسیه حاکمان این استان را تعیین می‌نمود. در دورهٔ پهلوی نیز بیش‌تر استانداران آذربایجان شرقی یا از جانب دولت‌های بیگانه نظیر آمریکا، انگستان و روسیه به این سمت منصوب می‌شدند یا از طرفداران این دولت‌ها بودند.

### شهرداری

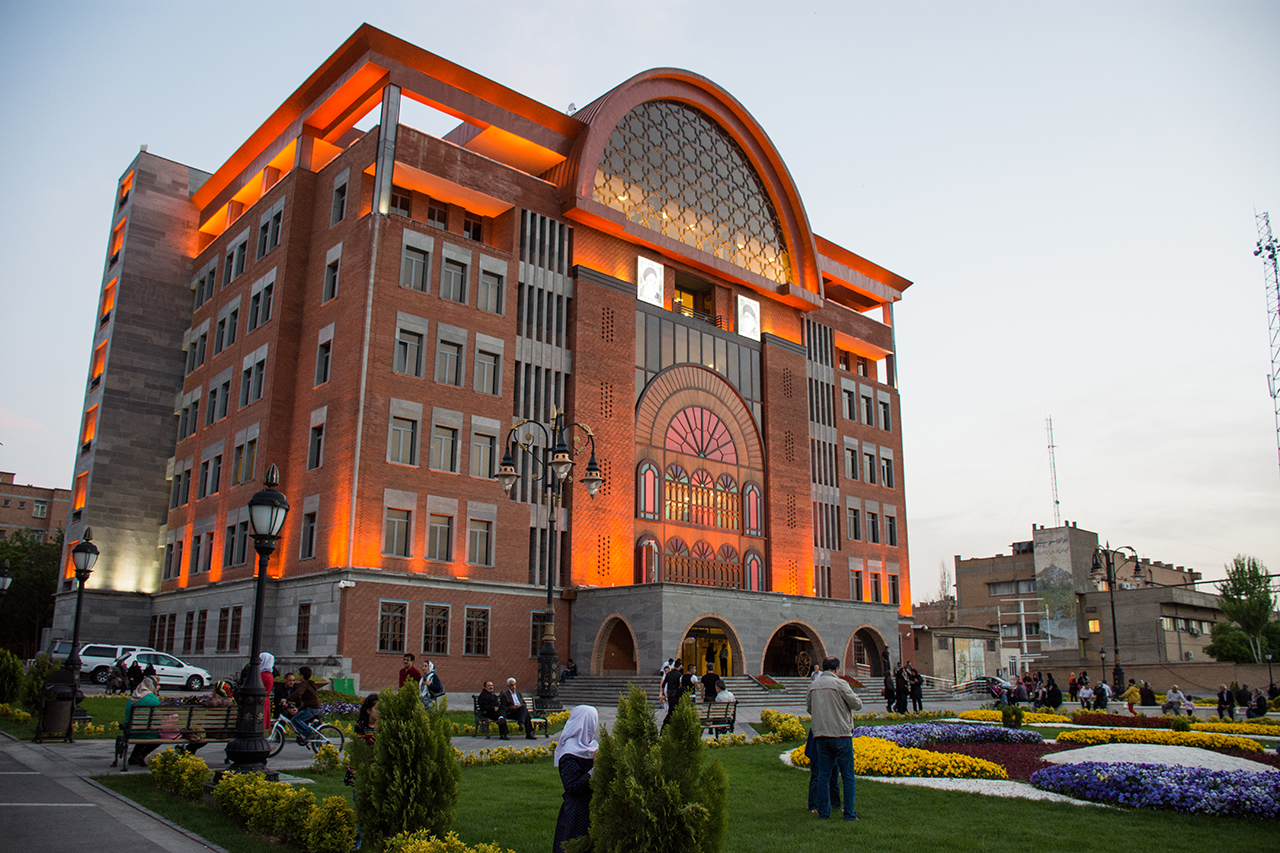
ساختمان مرکزی شهرداری تبریز

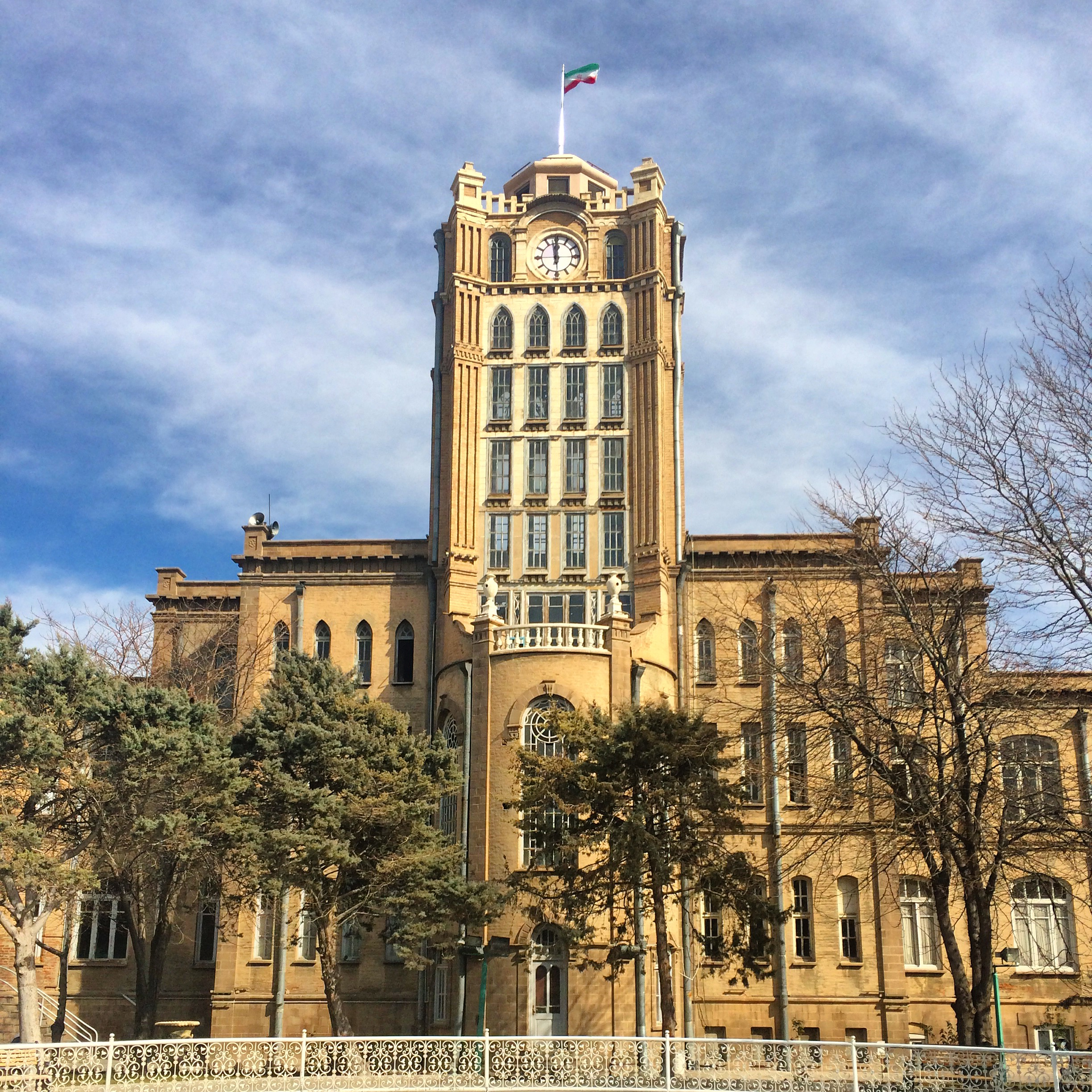
کاخ شهرداری تبریز

وظیفه امور جاری شهر ازجمله نظارت بر ساخت و سازهای شهری، توسعه شهری و حمل و نقل شهری بر عهده شهرداری تبریز به ریاست شهردار این شهر می‌باشد. شهردار تبریز به صورت دوره‌ای توسط شورای شهر این شهر که توسط رأی مستقیم شهروندان تبریز انتخاب می‌شوند منصوب می‌شود. نهاد شهرداری تبریز در بنای کاخ شهرداری تبریز مستقر است که در سال ۱۳۱۴ خورشیدی توسط شهردار وقت – حاج ارفع‌الملک جلیلی– بنیان نهاده شده و از جملهٔ عمارت‌های تاریخی و سمبل‌های این شهر به‌شمار می‌رود. صادق نجفی از مهرماه ۱۳۹۲ عهده‌دار سمت شهرداری تبریز می‌باشد.
شهرداری تبریز نخستین نهاد شهرداری در سطح ایران است که باعنوان «بلدیه» در تبریز تأسیس شد. قاسم‌خان امیرتومان (والی) از دانش‌آموختگان دانشگاه «سن‌سیر» فرانسه نخستین شهردار تبریز بود که چاپخانهٔ سربی، چراغ برق، تراموا و تلفن را برای نخستین‌بار در سطح کشور در این شهر دایر نمود. همچنین در سال ۱۳۸۹ خورشیدی، «شیفته بدرآذر» به‌عنوان نخستین شهردار زن در تاریخ تبریز به سمت شهرداری منطقهٔ ۶ این شهر منصوب شد؛ وی پیش از این معاون شهرداری منطقهٔ ۷ تبریز بوده است.

### کنسولگری‌ها

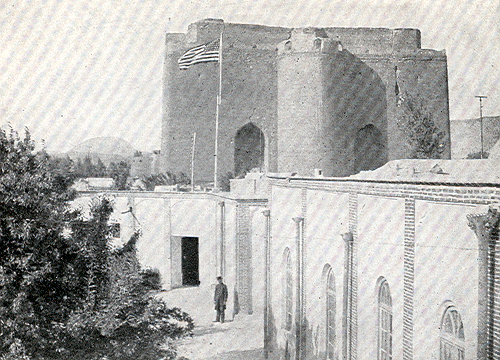
پرچم ایالات متحده درحال اهتزاز در کنسولگری آمریکا در ضلع جنوبی ارگ علیشاه به سال ۱۹۱۱ میلادی؛ ثبت تصویر توسط مورگان شوستر

دو کشور ترکیه و جمهوری آذربایجان دارای کنسولگری فعال در شهر تبریز می‌باشند. در زمان‌های گذشته ۱۱ کشور در تبریز دارای کنسولگری بودند که  ازجمله آن‌ها می‌توان به کنسولگری آمریکا، روسیه، فرانسه، آلمان، اتریش، بریتانیا و عثمانی اشاره کرد.

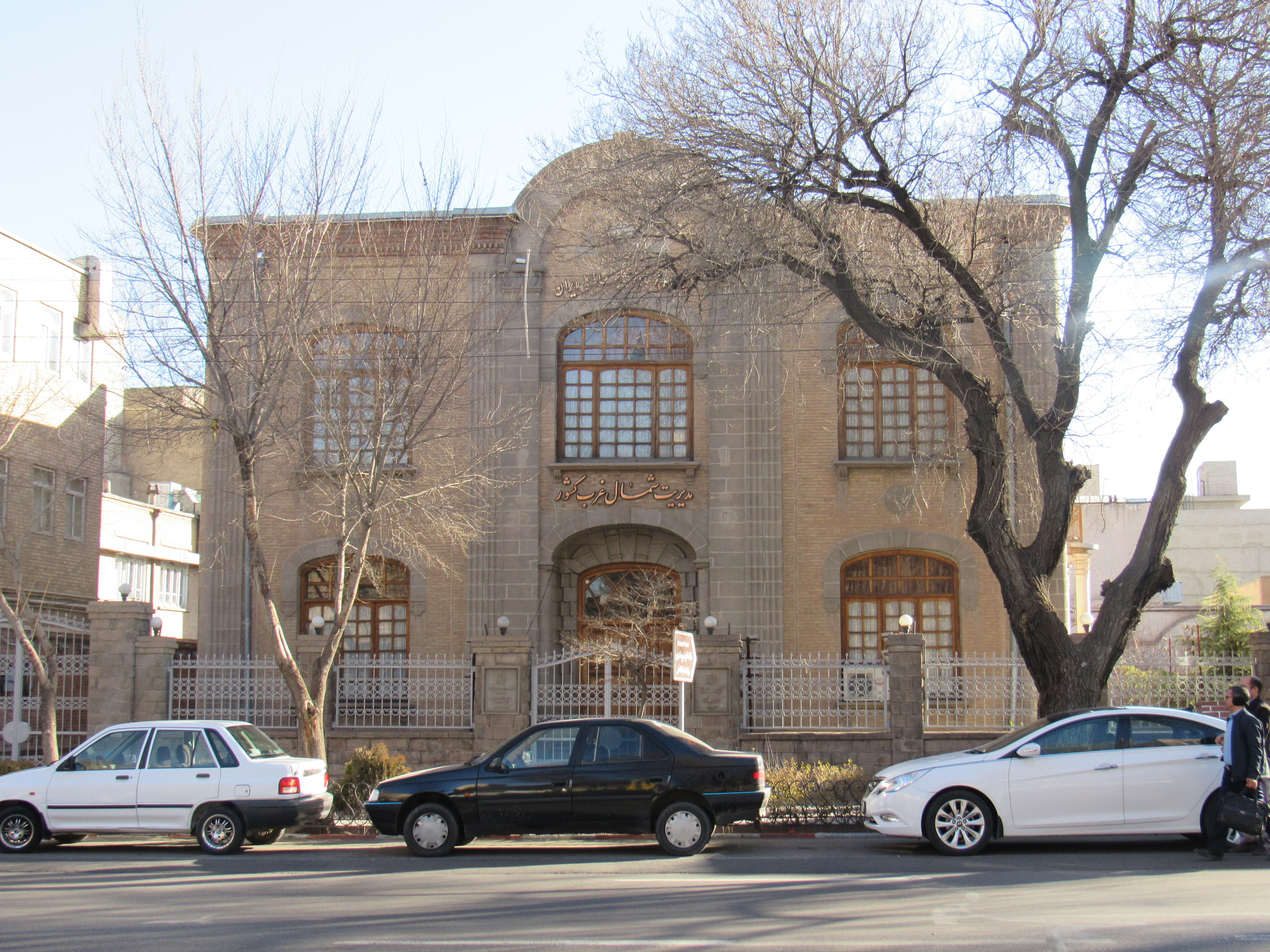
خانهٔ اردوبادی، محل کنسولگری سابق عراق در تبریز

در سال ۱۸۱۰ میلادی، فتح‌علی‌شاه قاجار مسئولیت رسمیِ ادارهٔ روابط خارجی را به ولیعهدش، عباس میرزا اعطا کرد؛ به این ترتیب، تبریز به مرکز اجرای سیاست خارجی ایران بدل شد. در سال ۱۸۱۱ م، سفیر رسمی عثمانی به جای تهران، در تبریز مستقر شد و به‌تدریج کنسولگری‌های روسیه، بریتانیا و فرانسه نیز به این شهر منتقل شدند. تصمیم سال ۱۸۱۰ میلادی حکایت از آن دارد که ایران برای نخستین بار وزارت امور خارجه را خارج از تهران تعریف کرد؛ دبیرخانه برخی مذاکرات رسمی، مکاتبات دیپلماتیک و برگزاری سفرهای خارجی از تبریز انجام می‌شد؛ این تحول نه‌تنها مناسب جغرافیای تبریز با کشورهای همسایه مانند عثمانی و روسیه بود، بلکه تبریز را به «دروازه دیپلماسی قاجار» تبدیل ساخت. اگرچه پس از مرگ عباس میرزا (۱۸۳۳) عمده این وظایف به تهران بازگشت، اما ساختار یادشده تا مشروطه پابرجا ماند..
کنسولگری بریتانیا قدیمی‌ترین نمایندگیِ سیاسیِ خارجی در تبریز بود که در سال ۱۸۳۷ میلادی تأسیس شد. کنسولگری روسیه نیز که کمی پس از آن تاریخ فعالیت خود را آغاز کرد، در کوچه کنسولگری واقع شده بود. کنسولگری فرانسه نیز در سال ۱۸۶۶ میلادی در همین کوچه گشایش یافت. این کوچه به سبب وجود این دو کنسولگری به نام «کوچه کنسولگری» معروف شد. همچنین کنسولگری آمریکا نیز در سال ۱۹۰۶ میلادی تأسیس شد. بیشتر این نمایندگی‌های سیاسی به غیر از کنسولگری ایالات متحده و کنسولگری اتحاد جماهیر شوروی، در دوران نخست‌وزیری مصدق بسته شدند. این دو کنسولگری تا قبل از انقلاب ۱۳۵۷ به فعالیت خود ادامه می‌دادند. در سال‌های اخیر با افزایش مبادلات تجاری و فرهنگی بین این منطقه و کشورهای همجوار دو کشور ترکیه و آذربایجان کنسولگری‌های خود را در شهر تبریز فعال نمودند.

## اماکن تفریحی

### پارک‌ها

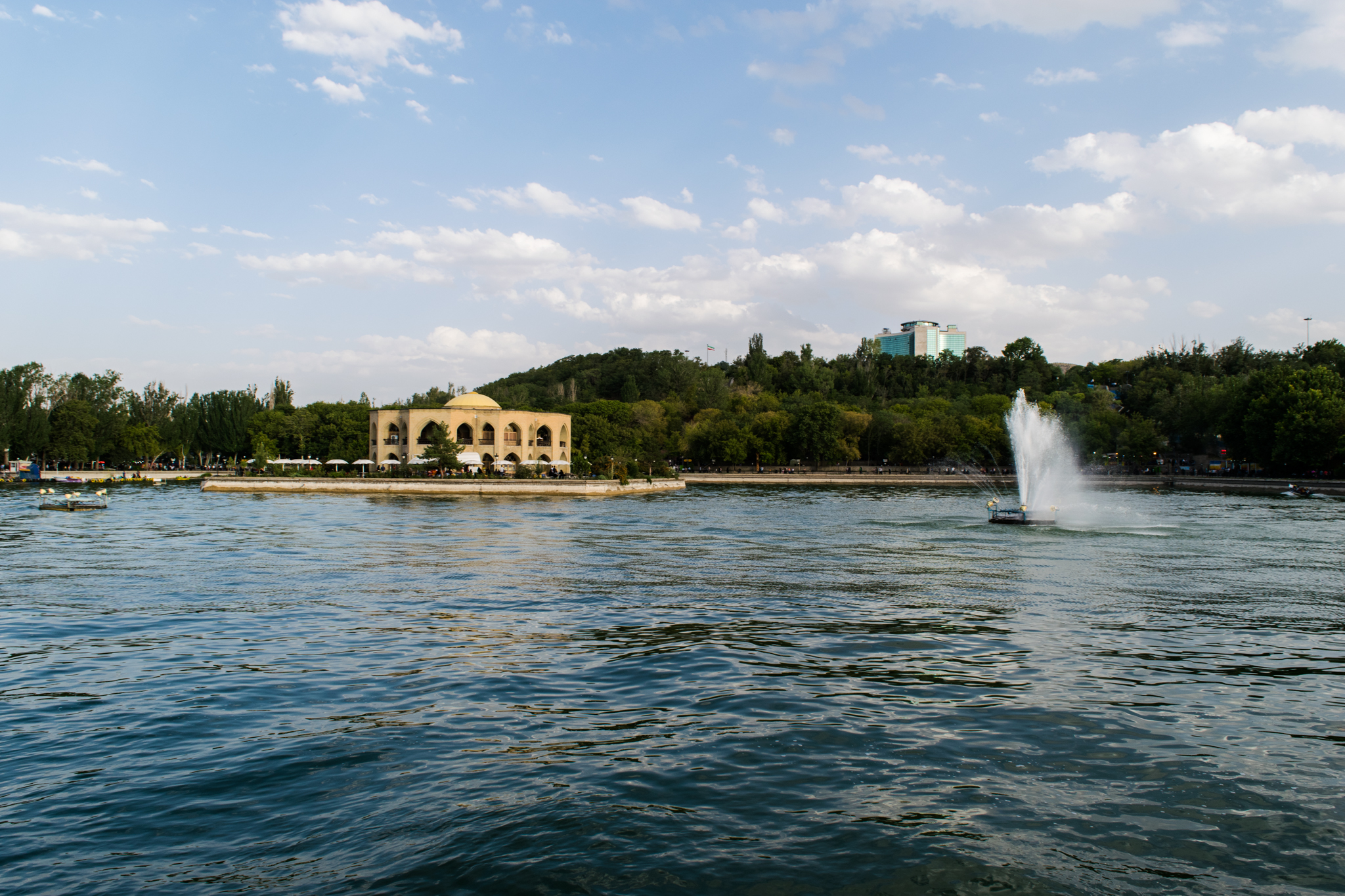
کاخ کلاه‌فرنگی ائل‌گلی در میان دریاچهٔ بوستان ائل‌گلی

تبریز دارای ۱۳۲ پارک فعال است که شامل ۴۵ پارک همسایه‌ای، ۵۲ پارک محله‌ای، ۲۵ پارک ناحیه‌ای، ۶ پارک منطقه‌ای و ۴ پارک شهری می‌شود. هشت پارک مسافر در تبریز فعالیت می‌کنند که گنجایش پذیرایی از ۱۰٬۰۰۰ مسافر را دارند. مجموعه پارک شاه‌گلی به عنوان مشهورترین پارک تبریز سمبلی از این شهر نیز به حساب می‌آید. پارک و مجموعه تفریحی باغلارباغی در شرق تبریز و پارک گلستان در مرکز شهر از دیگر پارک‌های مشهور این شهر به‌شمار می‌آیند. مجموعهٔ  درحال احداثِ پارک بزرگ تبریز نیز با مساحت ۸۰۰ هکتار و به عنوان یکی از بزرگ‌ترین پارک‌های ایران و خاورمیانه در شمال غرب شهر واقع شده است.
جهانگردان از تبریز همواره به عنوان شهری که توسط باغات احاطه شده یاد کرده‌اند. به‌طوری‌که گاهی از این شهر با عنوان «باغ شهر ایران» نام برده‌شده است. در نام بیشتر محلات قدیمی تبریز همچون باغمیشه، تپه‌لی باغ، قرمزی باغ، کوچه‌باغ و باغ‌شمال، ترکیبی از واژه «باغ» دیده می‌شود. با گسترش شهر و ساخت و ساز در سال‌های اخیر، بیشتر این باغ‌ها تخریب شده و به مناطق مسکونی و تجاری تبدیل شده‌اند. آغاز روند تخریب باغات در تبریز به دوران اصلاحات ارضی در سال‌های ۱۳۴۰ برمی‌گردد که بعد از اجرای این طرح بیشتر روستاییان، مزارع و باغات خود را فروخته و به حاشیه شهرها مهاجرت کردند و این امر باعث تخریب ۵۰ باغ تبریز از یک طرف و ایجاد پدیده حاشیه‌نشینی در حومه شهر شد.

### هتل‌ها

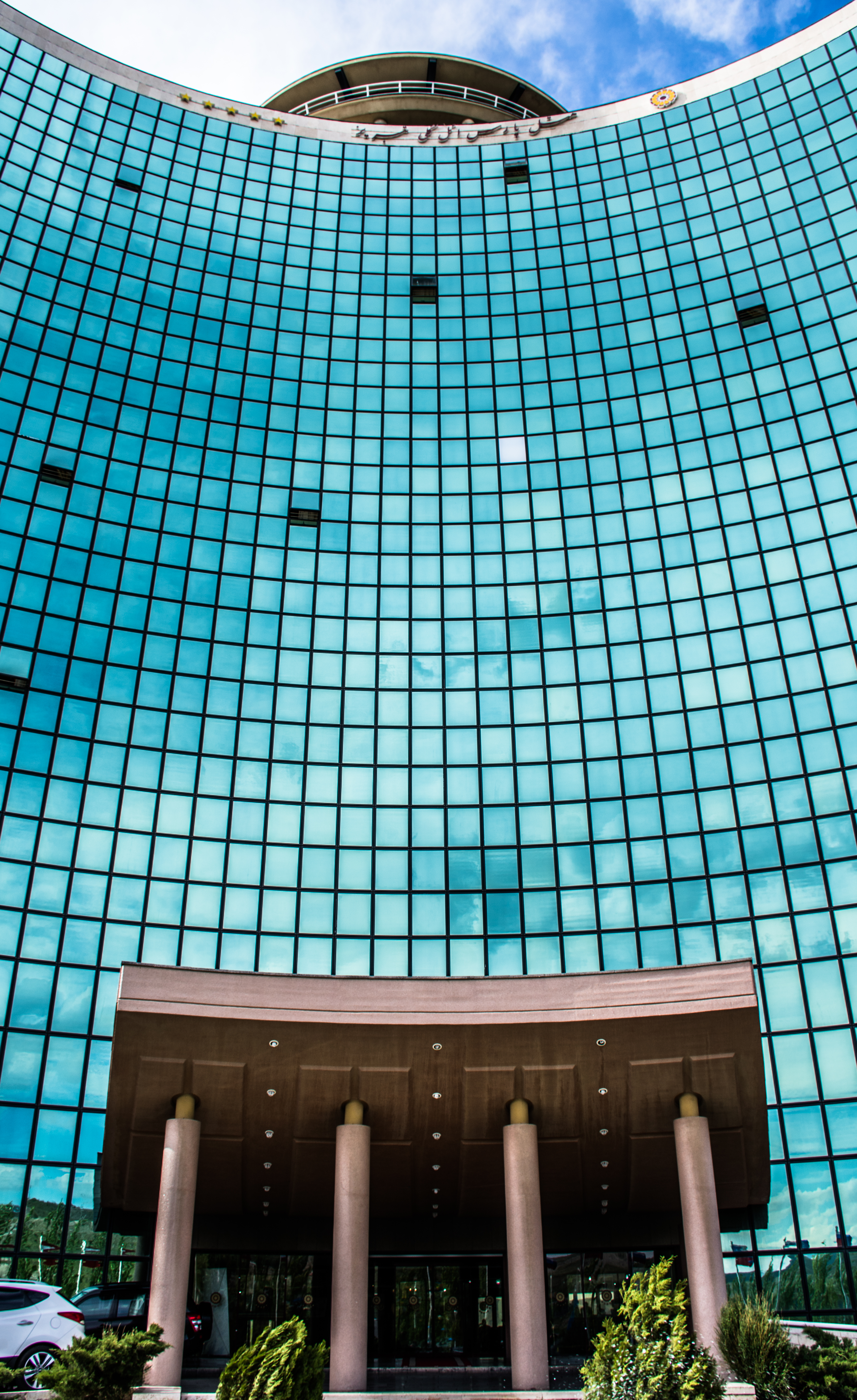
هتل پارس ائل‌گلی

قدمت صنعت هتل‌داری در تبریز به بیش از یک سده می‌رسد. در سال ۱۲۸۲ خورشیدی اولین مسافرخانه به سبک نوین در ایران با نام مهمانخانه نظافت، توسط «میرزا اسحاق‌خان معزالدوله» در جوار پل قاری تبریز احداث شد.
امروزه شهر تبریز دارای ۱۸ هتل است. هتل‌های ۵ ستارهٔ پارس ائل‌گلی و شهریار در منطقهٔ ائل‌گلی و هتل کایا لاله پارک در میدان فهمیده به همراه هتل‌های ۴ ستارهٔ بین‌المللی تبریز و گسترش در منطقهٔ آبرسان از مهم‌ترین هتل‌های تبریز محسوب می‌شوند. همچنین هتل‌های ایران، آذربایجان، دریا، سینا، قدس، ارک، مروارید، پارک و نگین، از دیگر هتل‌های معروف این شهر هستند.

### سینماها
تبریز مهد سینما و تئاتر ایران بوده و پیشینهٔ ورود هنرهای مدرن به این شهر به بیش از یک و نیم سده می‌رسد. نخستین سالن سینمای ایران در سال ۱۲۷۹ (۵ سال پس از اختراع جهانی آن توسط برادران لومیر) با نام «سینما سولی» که توسط کاتولیک‌ها در تبریز تأسیس شده بود، آغاز به کار کرد. پیش از ورشکستگی سینمای ایران در سال ۱۳۵۶ خورشیدی، تبریز ۱۵ باب سالن سینما را در خود جای داده بود که امروزه تنها ۷ باب از آن‌ها سالم باقی‌مانده است؛ این در حالی است که در این مدت تنها یک باب سالن سینمای جدید به‌نام سینما ناجی در این شهر به بهره‌برداری رسیده است.

### مراکز خرید

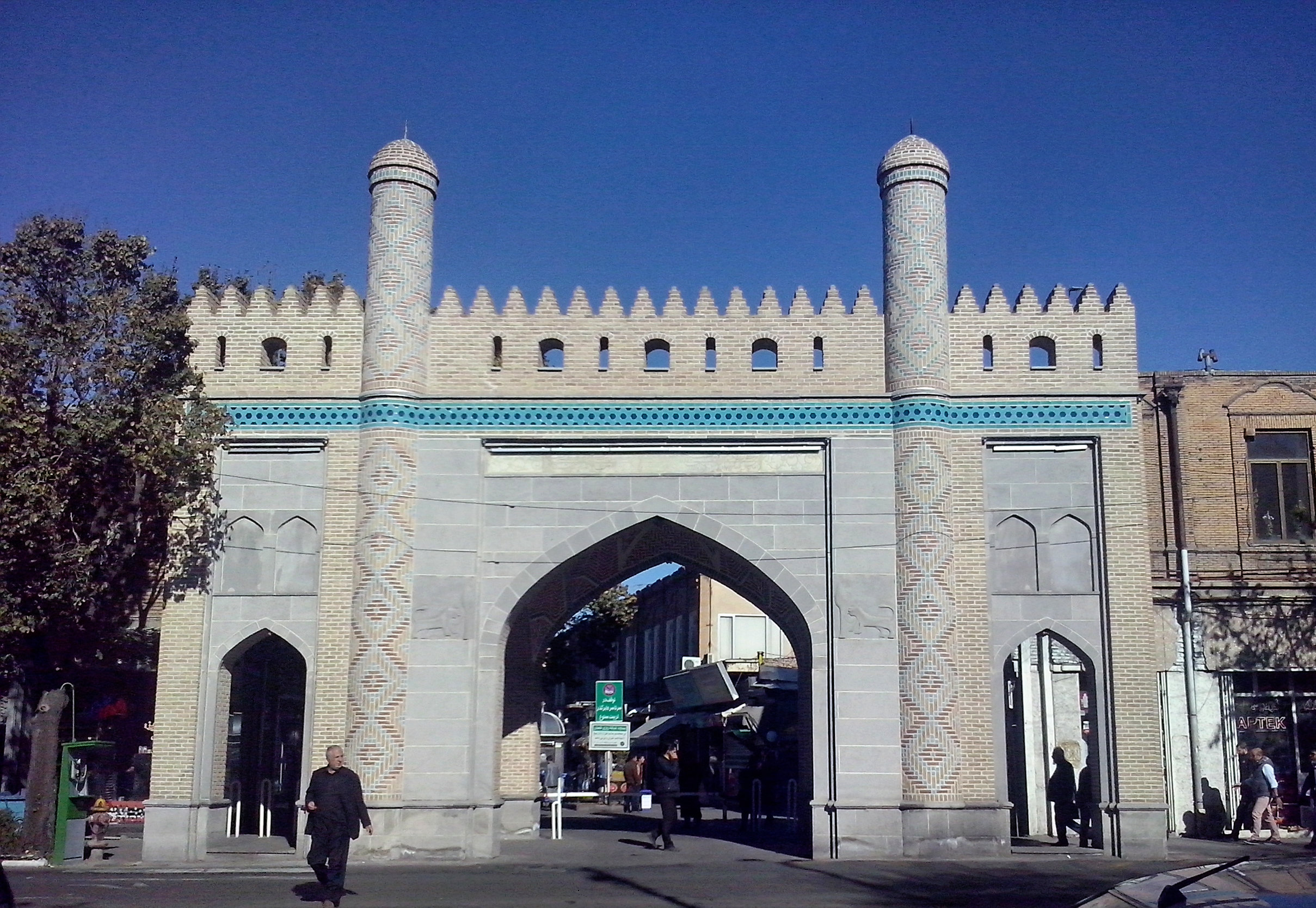
درب نوبر، در ورودی خیابان تربیت

#### مراکز خرید سنتی
شهر تبریز دارای مراکز تجاری متعددی است که برخی از آن‌ها شامل مراکز خرید سنتی و قدیمی همچون بازار تبریز است که علاوه بر مرکز تجاری، به عنوان اثری تاریخی نیز شناخته می‌شود.  درحال حاضر این بازار، به عنوان یکی از اصلی‌ترین مراکز خرید کالا در میان مردم شهر و گردشگران مطرح است. طلا، فرش، کفش، کیف، پوشاک، لوازم خانگی، وسایل آشپزخانه و ده‌ها کالای دیگر  ازجمله اقلامی هستند که در این بازار عرضه می‌شود.
خیابان تربیت نیز به عنوان بخشی از جاده تاریخی ابریشم، در محدوده بازار تبریز، از مراکز خرید سنتی در تبریز به حساب می‌آید که کیف، کفش و پوشاک، اصلی‌ترین کالاهایی هستند که در آن به فروش می‌رسند.

#### مراکز خرید مدرن

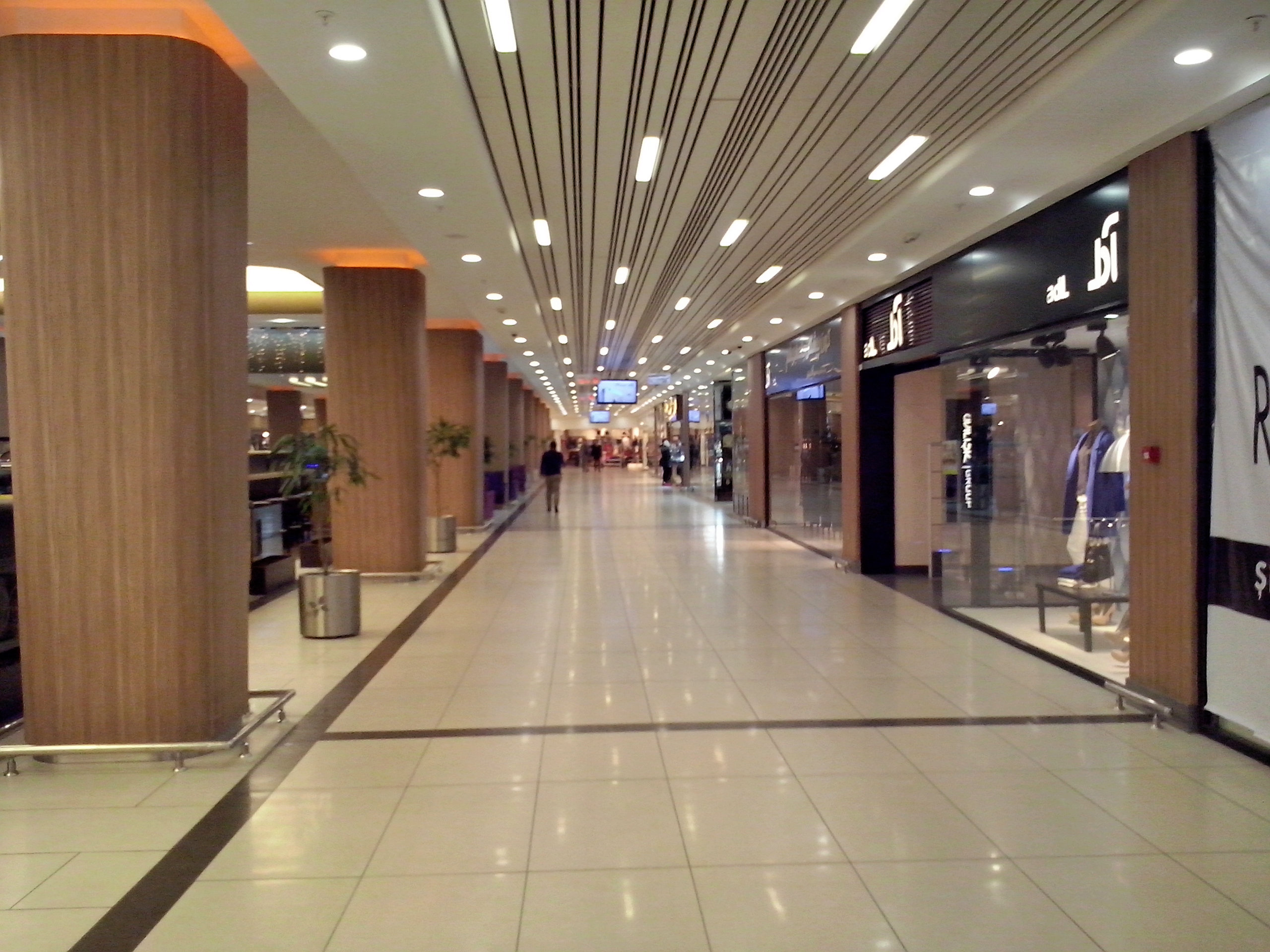
لاله پارک

افزون بر مراکز خرید سنتی و تاریخی، مراکز تجاری مدرنی نیز در این شهر احداث شده‌اند. در زیر چند مرکز مهم خرید شهر تبریز معرفی شده‌اند:
- مرکز خرید لاله پارک با تجمیع برندهای معتبر جهانی، به عنوان مدرن‌ترین مرکز خرید در شمال‌غرب کشور، دارای بیش از ۱۲۰ واحد تجاری است که بسیاری از آن‌ها نمایندگی برندهای معتبر جهانی و برندهایی از کشور ترکیه می‌باشند. برخی از این برندها، به عنوان نمایندگی انحصاری در سطح کشور می‌باشند.[۱۵۸][۱۵۹]
- مرکز خرید «ستاره باران» نیز به عنوان بزرگ‌ترین مرکز خرید و تفریح دارای پردیس‌های سینمایی در غرب تبریز در نصف راه واقع شده است.[۱۶۰][۱۶۱]
- آبرسان  ازجمله مناطقی است که دارای مراکز تجاری متعددی همچون برج بلور، برج شهر، برج سفید، پل بازار جواهر، پاساژ اسکان، مرکز خرید گلدیس و پاساژ صدف است.[۱۶۲]
- در کوی ولی‌عصر مناطق سنگ‌فرش، فلکه بزرگ و خیابان فروغی به عنوان مراکز فروش کالا شناخته می‌شوند.[۱۵۶]
- مرکز تجاری رشدیه واقع در شهرک رشدیه نیز از مشهورترین مراکز خرید تبریز است.[۱۵۶]
- مرکز خرید اطلس در منطقه ولیعصر در خیابان همافر غربی از مراکز خرید بزرگ و لوکس تبریز می‌باشد.
- مرکز خرید «فلورانس» نیز به عنوان یک مرکز خرید و تفریح مدرن و محل تجمع انواع برندهای خارجی و ایرانی و فروشگاه و فودکورت در غرب تبریز در خیابان ورزش واقع شده است.

### نمایشگاه‌ها

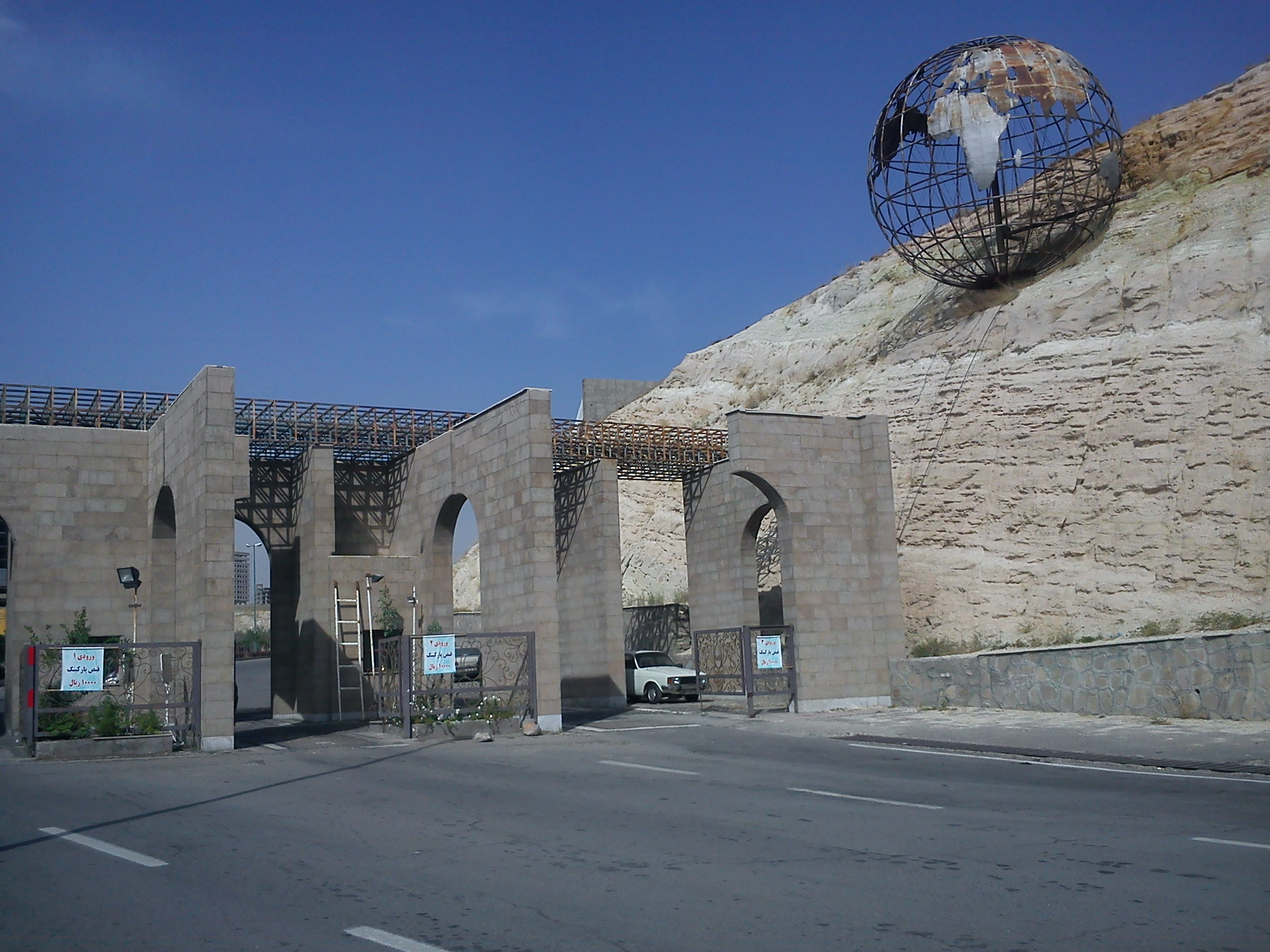
سردر نمایشگاه بین‌المللی تبریز

نمایشگاه بین‌المللی تبریز بزرگ‌ترین مرکز نمایشگاهی در سطح ایران است. این مرکز نمایشگاه در طول سال میزبان نمایشگاه‌های صنعتی و تجاری مختلف می‌باشد که در سال‌های اخیر جایگاه بسیار مهمی در سطح منطقهٔ خاورمیانه پیدا کرده است. این نمایشگاه با ۴ کیلومتر مربع وسعت در ورودی شرقی تبریز (دروازهٔ تهران) واقع شده و با فضای مفید به میزان یک کیلومتر مربع به صورت نه سالن نمایش مسقف می‌باشد.

### موزه‌ها
شهر تبریز دارای موزه‌های متعدد با موضوعاتی همچون باستانشناسی، هنر، تاریخ طبیعی و ورزش می‌باشد،  ازجمله موزهٔ آذربایجان، موزه عصر آهن، موزه مشروطه، موزه قاجار، و موزه تاریخ طبیعی تبریز می‌باشند. تعداد موزه‌ها در تبریز ۱۷ موزه می‌باشند که از نظر شمار موزه‌ها دومین شهر ایران پس از تهران به‌شمار می‌آید.
تصاویری از اشیای موجود در موزهٔ آذربایجان

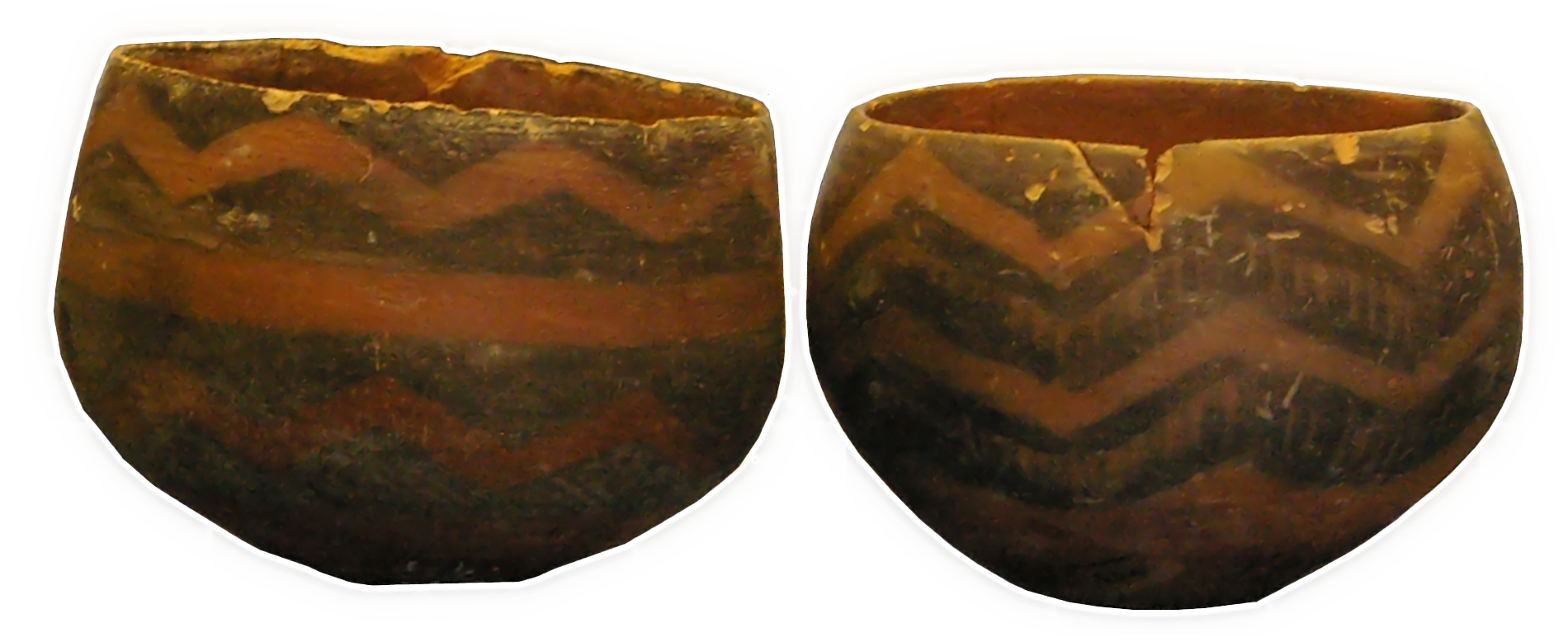
سفالینه؛ هزارهٔ پنجم پیش از میلاد
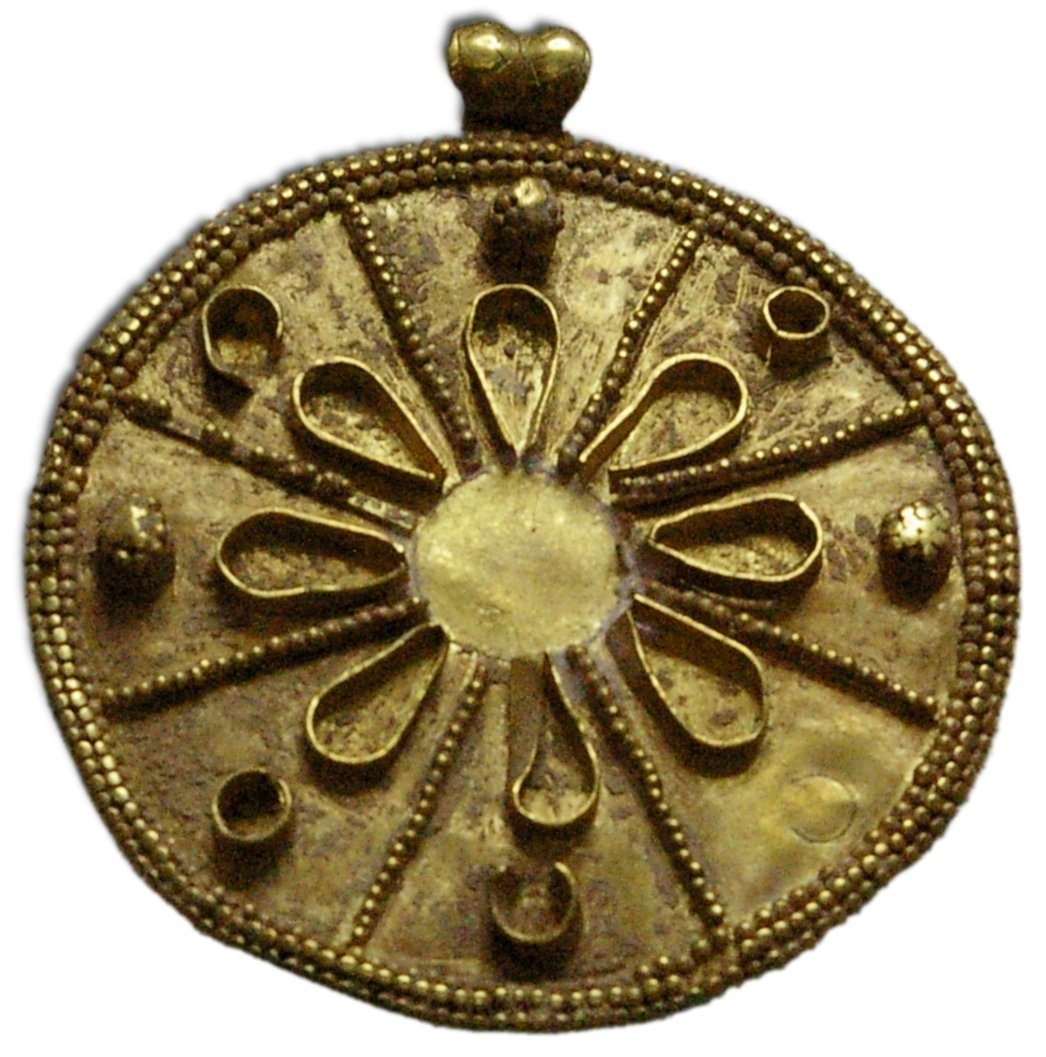
جواهر؛ هزارهٔ اول پیش از میلاد
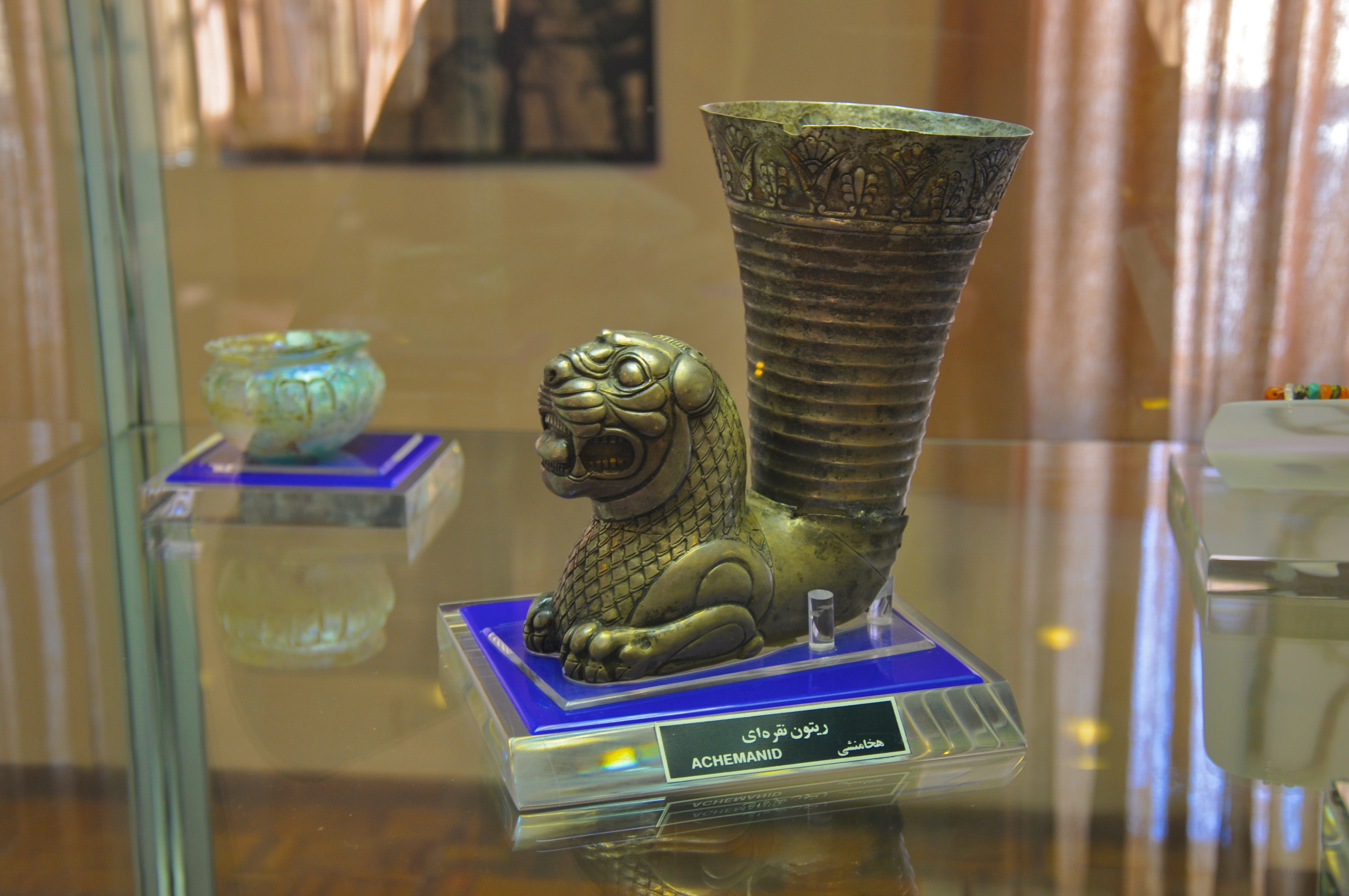
ریتون نقره‌ای دورهٔ هخامنشی
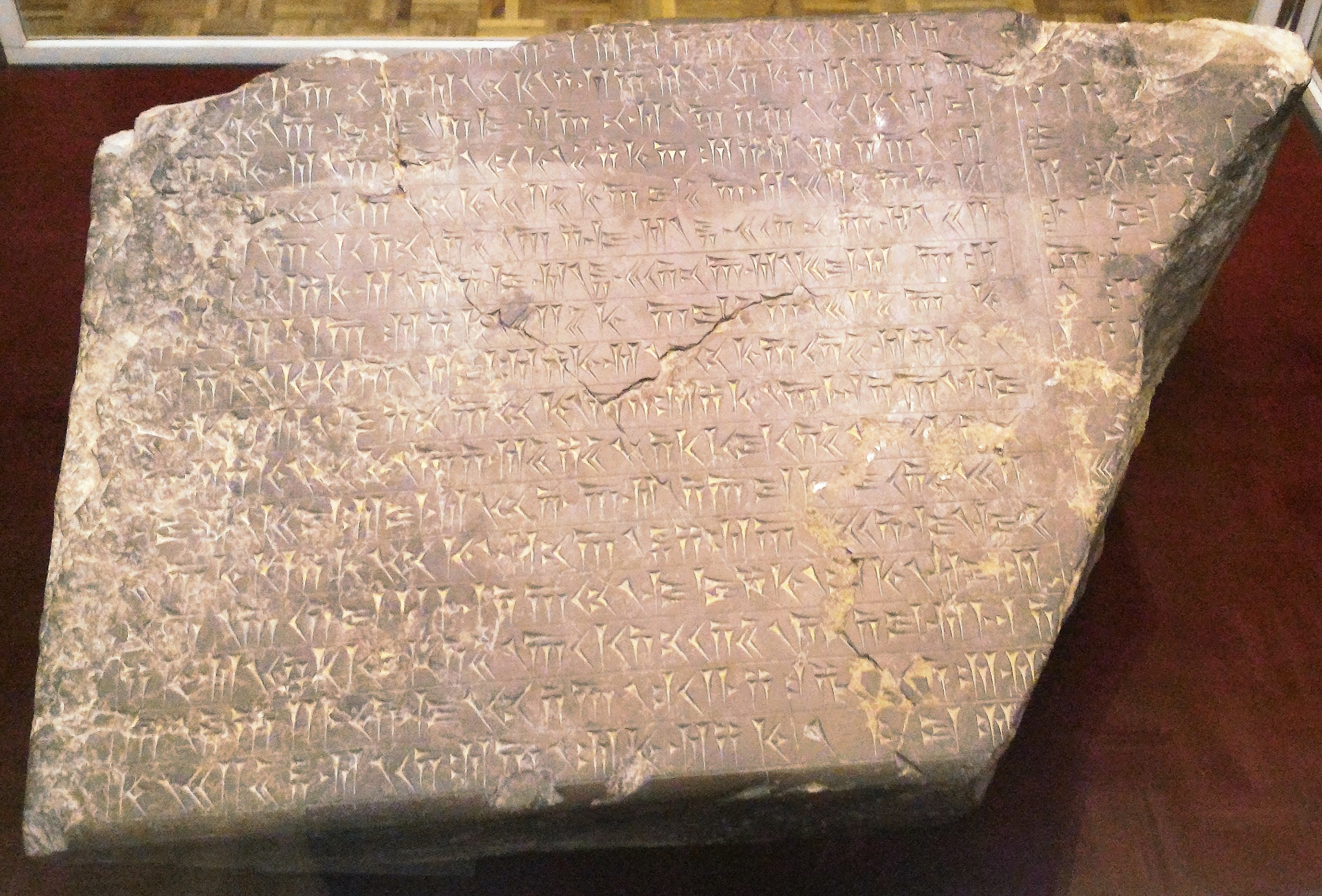
کتیبه به دو خط میخی هخامنشی و ایلامی؛ دورهٔ هخامنشی
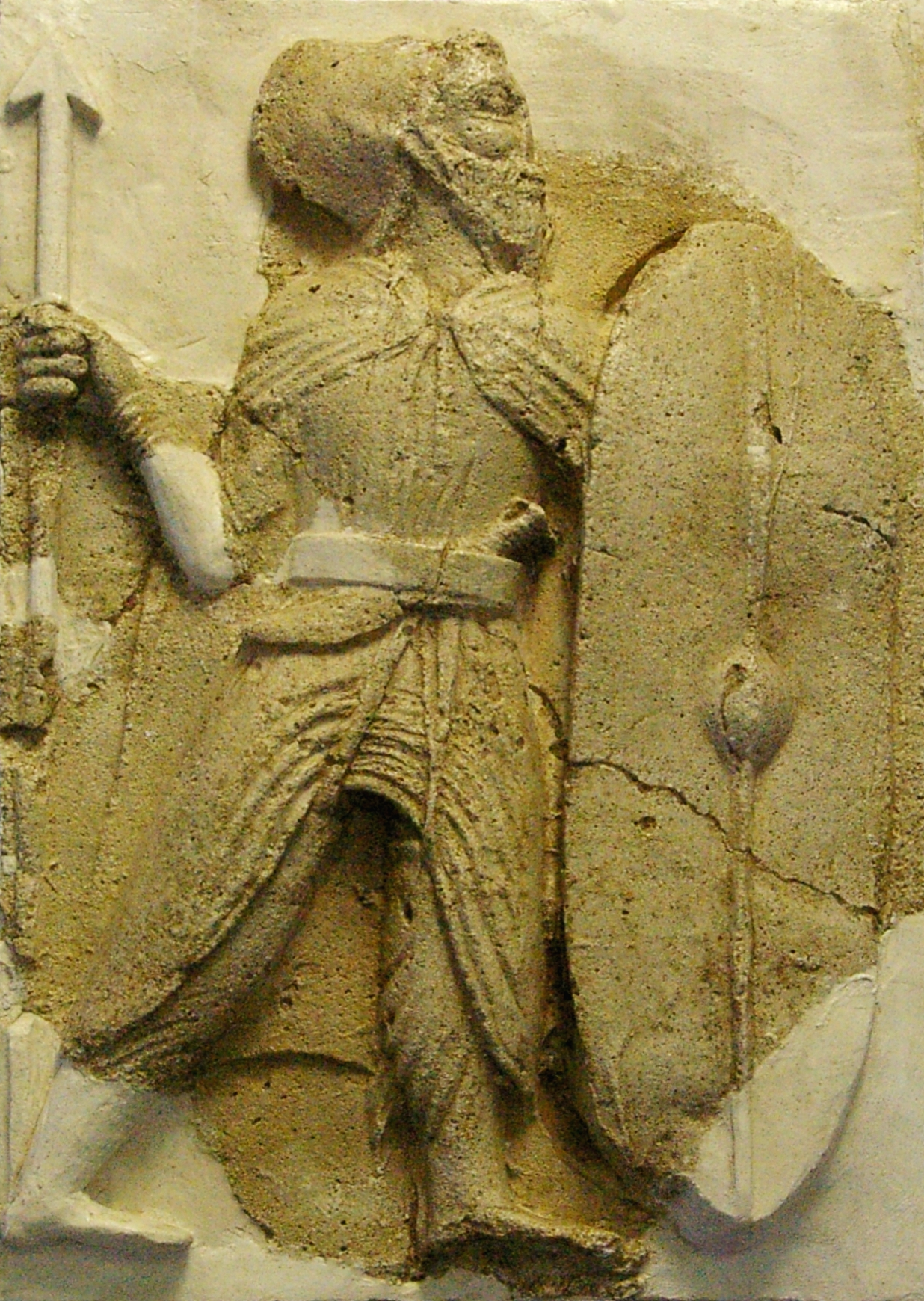
گچبری قلعهٔ ضحاک؛ دورهٔ اشکانی
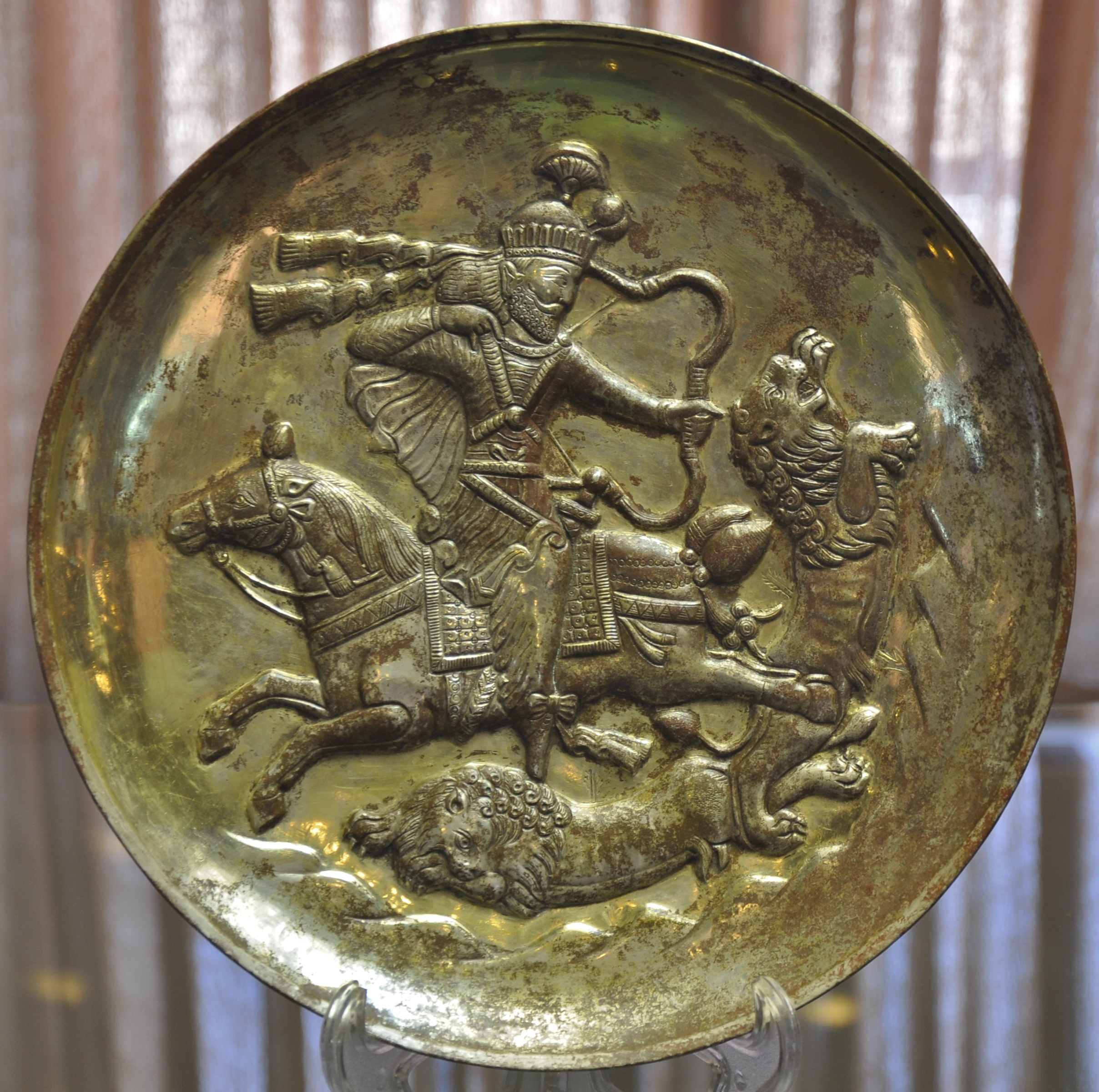
بشقاب نقره‌ای؛ دورهٔ ساسانی
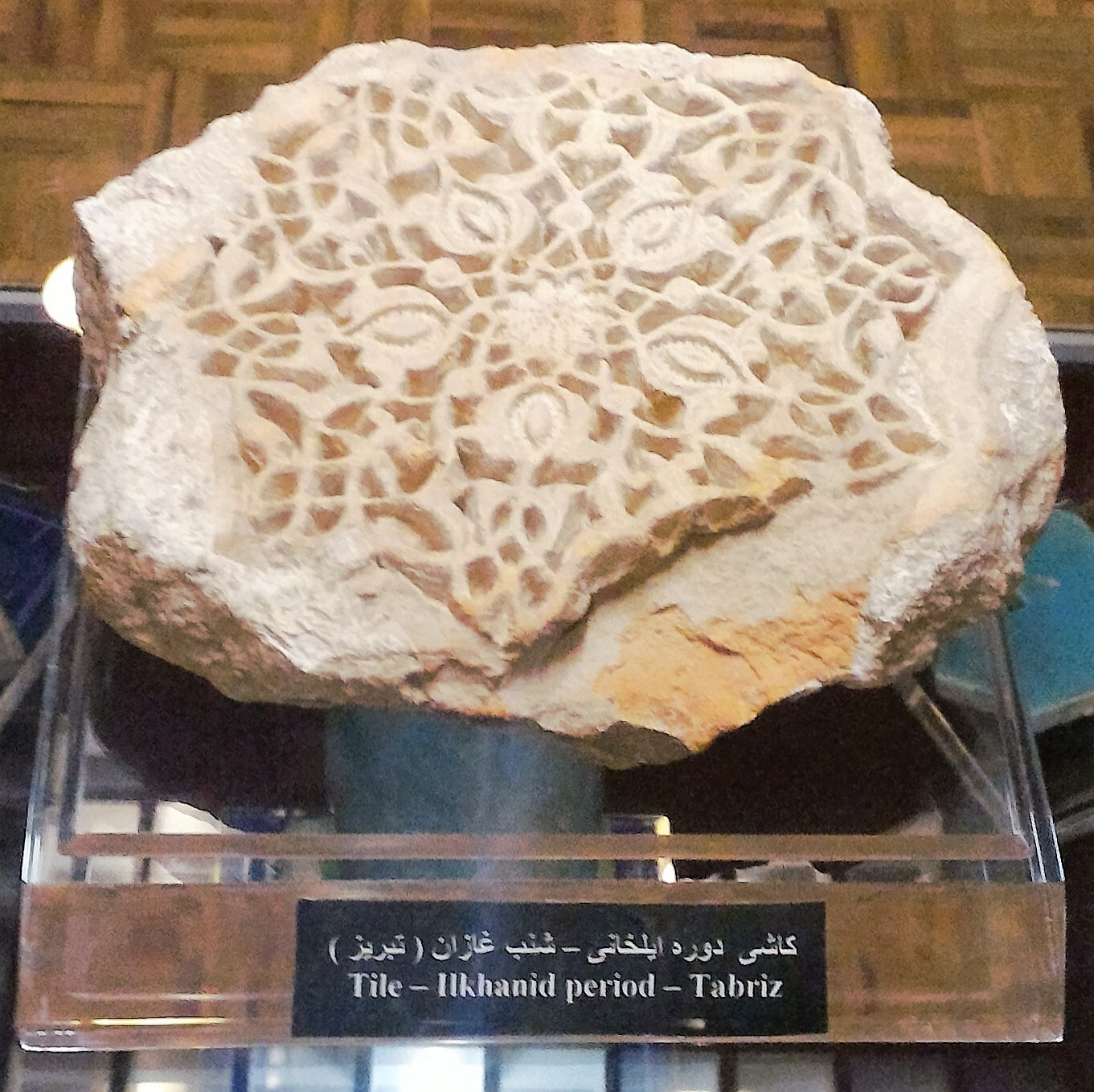
کاشی مقبرهٔ غازان خان در شنب غازان؛ دورهٔ ایلخانی
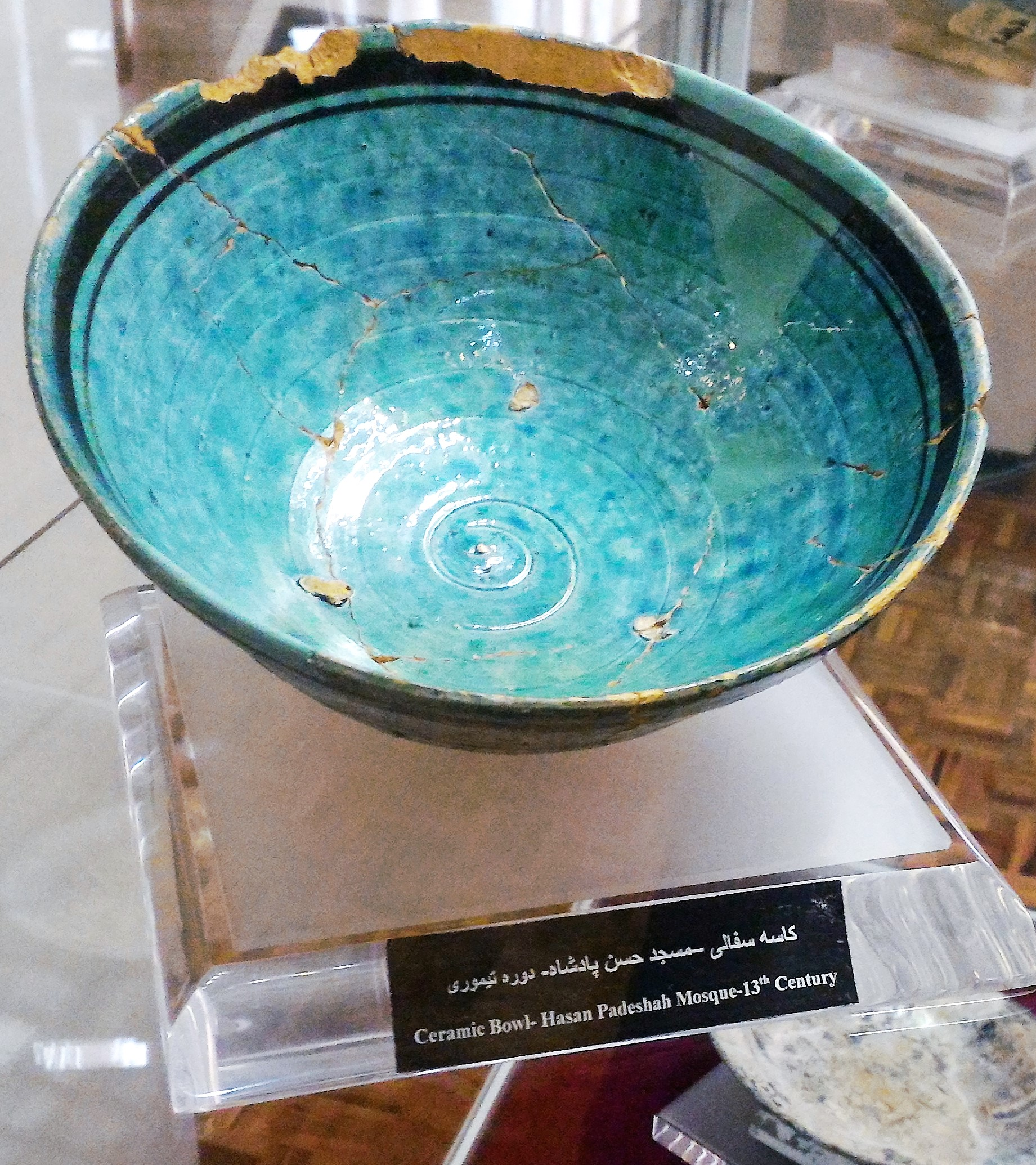
کاسهٔ سفالی مسجد حسن پادشاه؛ دورهٔ آق‌قویونلوها
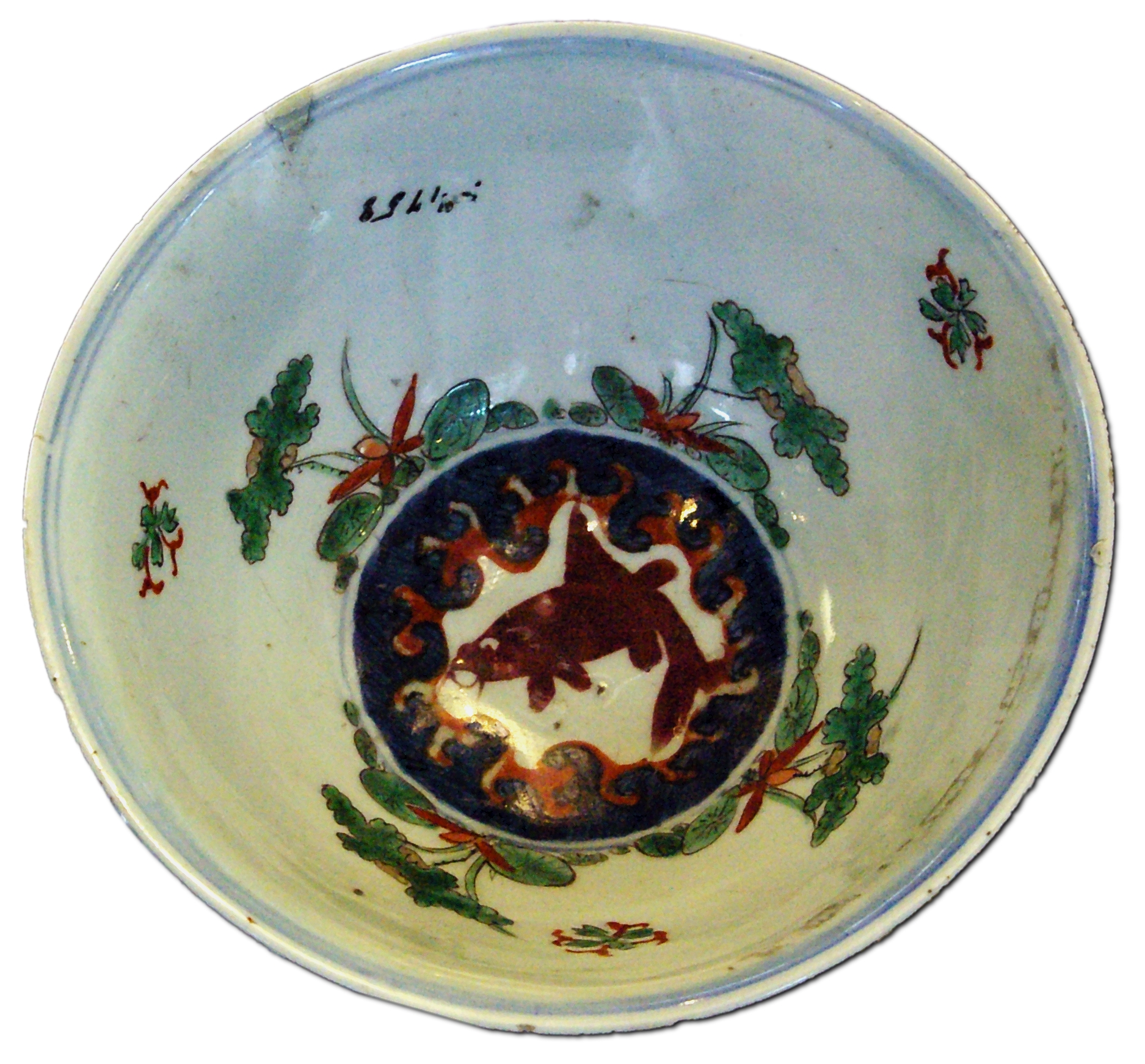
ظرف چینی؛ دورهٔ صفوی
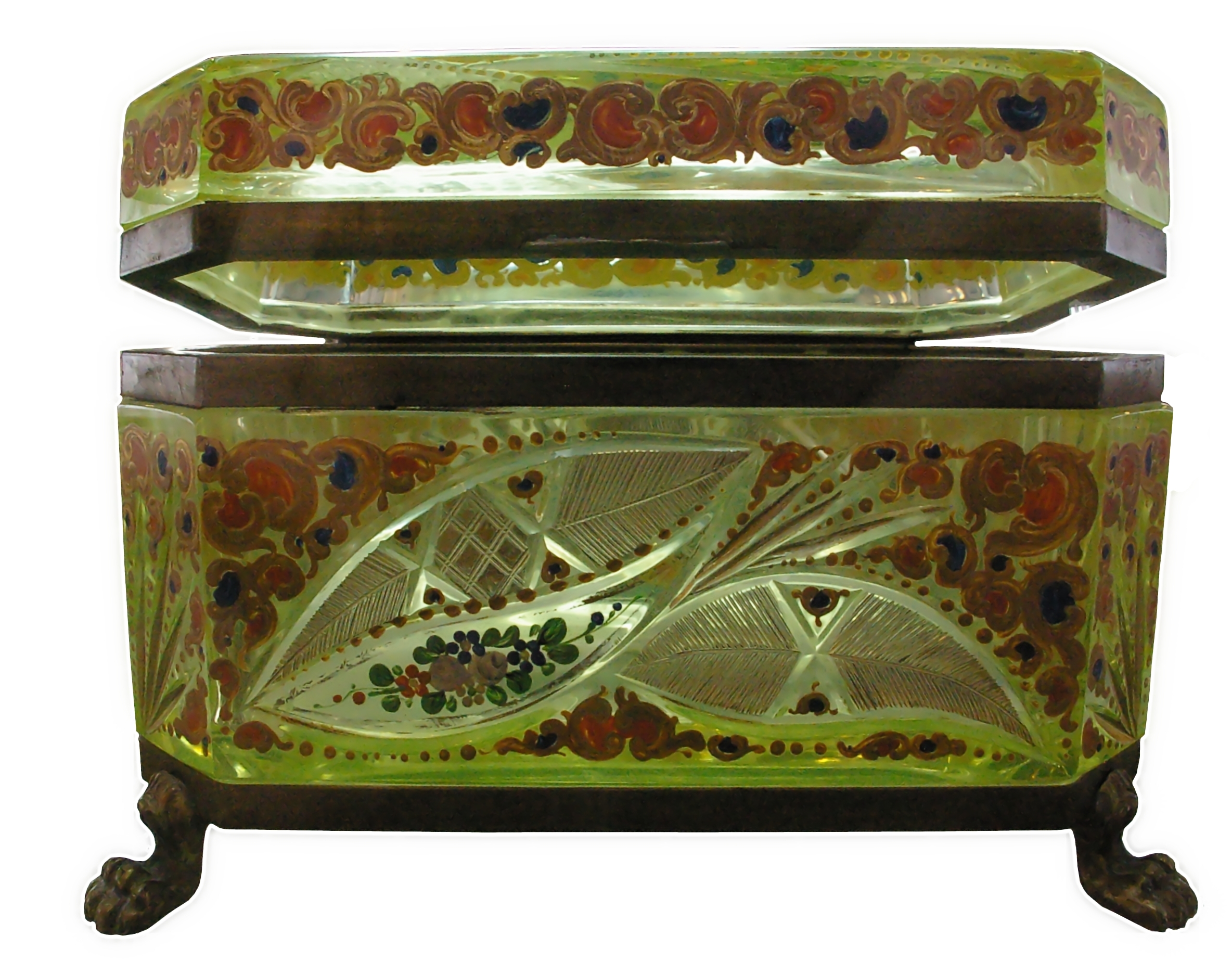
جعبهٔ جواهر؛ دورهٔ قاجار

## آموزش

تندیس حسن رشدیه در حیاط مدرسه رشدیه؛ وی از بنیان‌گذاران تحصیلات ابتدایی به شیوهٔ نوین در ایران بود.

### عمومی
تحصیلات ابتدایی به شکل مدرن در ایران از اواخر سدهٔ ۱۹ میلادی به وجود آمده است. اگرچه حکومت ایران و مبلغین مسیحی –که می‌خواستند از طریق فراهم‌آوردن امکانات آموزشی، تبلیغ دینی نمایند– در رشد تحصیلات ابتدایی نقش داشتند؛ ولی رشد آموزش ابتدایی در ایران، بیش‌تر از همه مدیون زحمت‌ها و تلاش‌های شخصی به نام حاج میرزا حسن‌خان رشدیه –مردی مذهبی از طبقهٔ متوسط– بود. او که عمیقاً تحت تأثیر کتاب «احمد» و پیشرفت‌های آموزشی در شهر بیروت قرار گرفته بود، به تبریز بازگشت و در سال ۱۸۶۷ میلادی مدرسهٔ یک اتاقی‌اش را در این شهر تأسیس نمود. رشدیه برای کودکان متکا و میزهایی گذاشته بود که به بچه‌ها قابلیت این را می‌داد که به آسانی بنویسند.
مدرسهٔ رشدیه با مخالفت روحانیون مواجه شد که آن را تهدیدی برای سیستم آموزشی خود می‌دانستند. رشدیه مأیوس و ناامید، خود را به صورت اختیاری به مصر تبعید کرد. حدود ده سال بعد، حاکم آذربایجان از وی دعوت کرد که به تبریز بازگردد و مدرسه‌اش را راه بیندازد. با بازگشت او به تبریز، این‌بار مدرسهٔ رشدیه مورد استقبال زیاد روبه‌رو شد و وی شهرت بسیاری پیدا کرد؛ به‌طوری‌که پادشاه ایران از او خواست که مدرسه‌ای هم در تهران به شکل مدرن تأسیس کند و ۳۶٬۰۰۰ ریال جهت ارتقای تحصیلات ابتدایی تخصیص داده‌شد.

### عالی

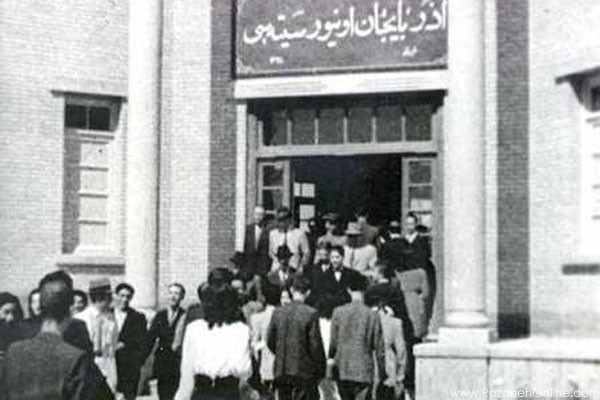
آذربایجان اونیورسیته‌سی

نخستین مدرسه برای آموزش علوم و فنون جدید در ایران مدرسهٔ دارالفنون بود که تأکید بر روی موضوعات نظامی، مهندسی، پزشکی و هنر داشت. حدود پنج سال بعد از آن، مدرسه‌ای نظامی نیز در تبریز و اصفهان افتتاح شد.
در سال ۱۳۲۴ خورشیدی در زمان حکومت خودمختار آذربایجان و به دستور سید جعفر پیشه‌وری، دانشسرای تبریز به «آذربایجان اونیورسیته‌سی» (دانشگاه آذربایجان) تغییر نام یافت. پس از تصویب مجلس شورای ملی، دانشگاه تبریز در سال ۱۳۲۵ تأسیس شد.  درحال حاضر تبریز به عنوان دومین شهر دانشگاهی ایران –پس از تهران– مطرح است.
امروزه مؤسسه‌های آموزش عالی متعددی نظیر آزاد اسلامی، پیام نور، تبریز، ربع رشید، سراج، شهید مدنی، صنعتی سهند، فنی و حرفه‌ای، علوم پزشکی، نبی‌اکرم و هنر اسلامی در شهر تبریز فعال می‌باشند.

## اقتصاد
تبریز یکی از بزرگ‌ترین قطب‌های اقتصادی کشور ایران می‌باشد. فعالیت‌های اقتصادی در این شهر در بخش‌های صنایع تولیدی سنگین و سبک، صنایع غذایی، صنایع دستی و هنری، تجارت و خدمات متمرکز می‌باشند. تبریز مقر اصلی چهار برند از ۱۰۰ برند معتبر ایران می‌باشد.

### تجارت
موقعیت سوق‌الجیشی جغرافیایی تبریز و قرارگرفتن آن در بین دامنه‌های کوه سهند و کرانه شرقی دریاچهٔ ارومیه، این شهر را مبدل به یکی از معدود راه‌های ارتباطی بین شمال (ماورای قفقاز و قره‌داغ) و جنوب (مراغه و کردستان) کرده است. امروزه وجود آزادراه شماره ۲ ایران که این شهر را به پایتخت ایران، تهران، متصل می‌کند و نیز اتصال این شهر به راه‌آهن سراسری ایران که از این شهر تا کشور ترکیه و جمهوری خودمختار نخجوان امتداد دارد این شهر کماکان نقش حیاتی خود را در مسیر مبادلاتی ایران حفظ نماید.
بر اساس منابع تاریخی تجار تبریز با عثمانی‌ها، گرجی‌ها و روس‌ها و کشور هندوستان ارتباط داشته‌اند و بسیاری از صنعتگران و بازرگانان در این شهر جمع می‌شده‌اند. از نیمهٔ دوم سدهٔ سیزدهم میلادی، تاجران انگلیسی‌تبار از طریق جادهٔ ابریشم و پس از عبور از شهرهای استانبول و ترابزون در ترکیهٔ امروزی، کالاهای تجاری خود را به بازار تبریز منتقل می‌کردند. این بازار در زمان عباس میرزا نایب‌السلطنهٔ فتحعلی‌شاه قاجار به مرکز تجارت انگلیسی‌ها مبدل شده بود.

### صنایع

#### صنایع سنگین

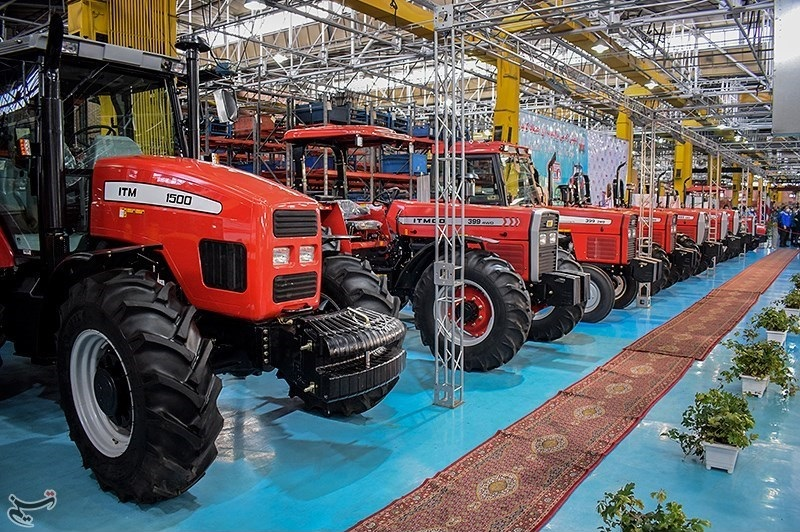
شرکت تراکتورسازی ایران

تبریز یکی از مهم‌ترین مراکز صنعتی ایران است. این شهر قطب صنایع سنگین ایران در شمال غرب این کشور است. صنایع سنگین فعال در این شهر در طیف گسترده‌ای از صنعت سیمان، نساجی، ماشین‌سازی، خودرو، داروسازی و پالایش و پتروشیمی را شامل می‌شود. روند صنعتی شدن تبریز بعد از جنگ جهانی اول با احداث کارخانه‌هایی نظیر کبریت توکلی توسط بخش خصوصی آغاز شد. در دهه ۱۳۴۰ خورشیدی با احداث کارخانه‌های تراکتورسازی و ماشین‌سازی صنعت تبریز رونق بیشتری پیدا کرد. امروزه تبریز به‌عنوان قطب صنعتی در سطح منطقه شناخته می‌شود.

#### صنایع کوچک

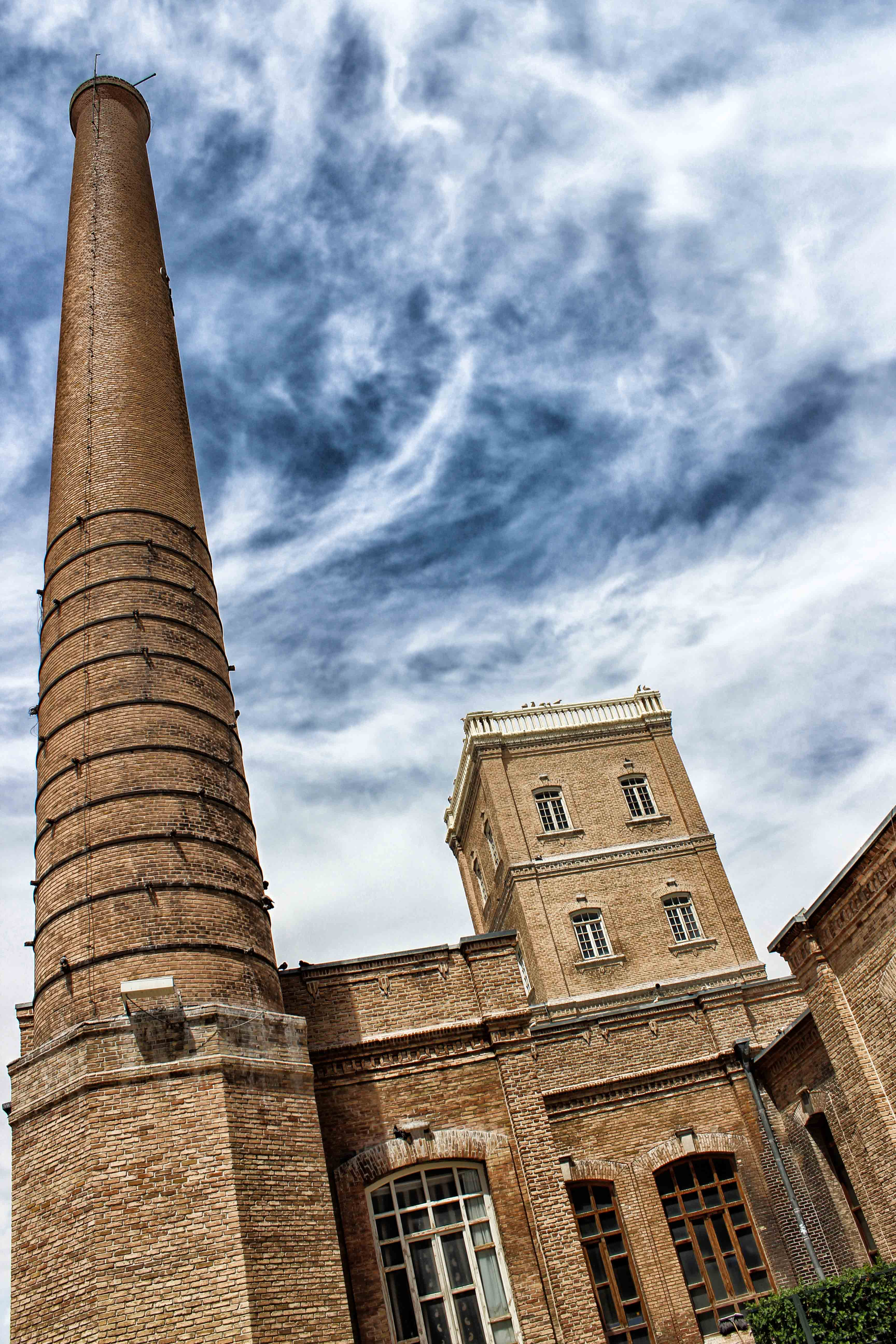
کارخانهٔ چرم‌سازی خسروی، اولین کارخانهٔ چرم‌سازی در ایران

تبریز دارای صنایع پایین‌دستی مختلف  ازجمله صنایع شیمیایی، صنایع خانگی، ماشین‌آلات و تجهیزات، محصولات کانی غیرفلزی، مواد غذایی، آشامیدنی و دخانیات، نساجی، پوشاک، و چرم می‌باشد. قرار گرفتن بیش از ۵۵ درصد از کارگاه‌های بزرگ صنعتی استان آذربایجان شرقی در تبریز سبب مهاجرت نیروی کار موردنیاز برای فعالیت در این کارگاه‌ها از نقاط مختلف استان به این شهر گردیده است.

#### صنایع غذایی
شهر تبریز یکی از قطب‌های صنایع غذایی و صنایع تولید نوشیدنی ایران و خاورمیانه می‌باشد. هم‌اکنون بیش از ۵۰ درصدِ شیرینی و شکلات کشور ایران که شامل ۶۰۰ نوع محصول می‌شود، در این شهر تولید می‌شود. از کل تولیدات شیرینی و شکلات ایران، ۵۲ درصدِ شکلات، ۴۰ درصدِ بیسکویت، ۴۳ درصدِ ویفر، ۴۶ درصدِ تافی و ۳۸ درصدِ بُن‌بُن و آب‌نباتِ ایران در شهر تبریز تولید می‌شود.

#### صنایع دستی و هنری
تبریز از مراکز عمدهٔ صنایع هنری و صنایع دستی و به ویژه قالی، سرامیک، سفال، جواهرآلات و نقره‌کاری در ایران به‌شمار می‌آید. قالی تبریز مهم‌ترین صادرات صنایع دستی تبریز به‌شمار می‌رود. این نوع قالی به‌علت نوع خاص بافت، طراحی ویژه، و کیفیت بالا دارای شهرت جهانی است که صادرات آن یکی از منابع قابل توجه ارزی در ایران به‌شمار می‌آید. تبریز،  درحال حاضر از سوی «شورای جهانی صنایع دستی» به عنوان «شهر جهانی بافت فرش» انتخاب شده است. صنعت چرم تبریز نیز جزو پیشروان صنایع چرم ایران است. کیفیت کیف و کفش تبریز در سطح کشور شهره است. در سال ۱۳۸۷ خورشیدی حدود ۹۰ درصد از ۳۰ میلیون جفت کفش تولیدی در ایران در این شهر تولید شده است.

## معضلات شهری

### آلودگی هوا

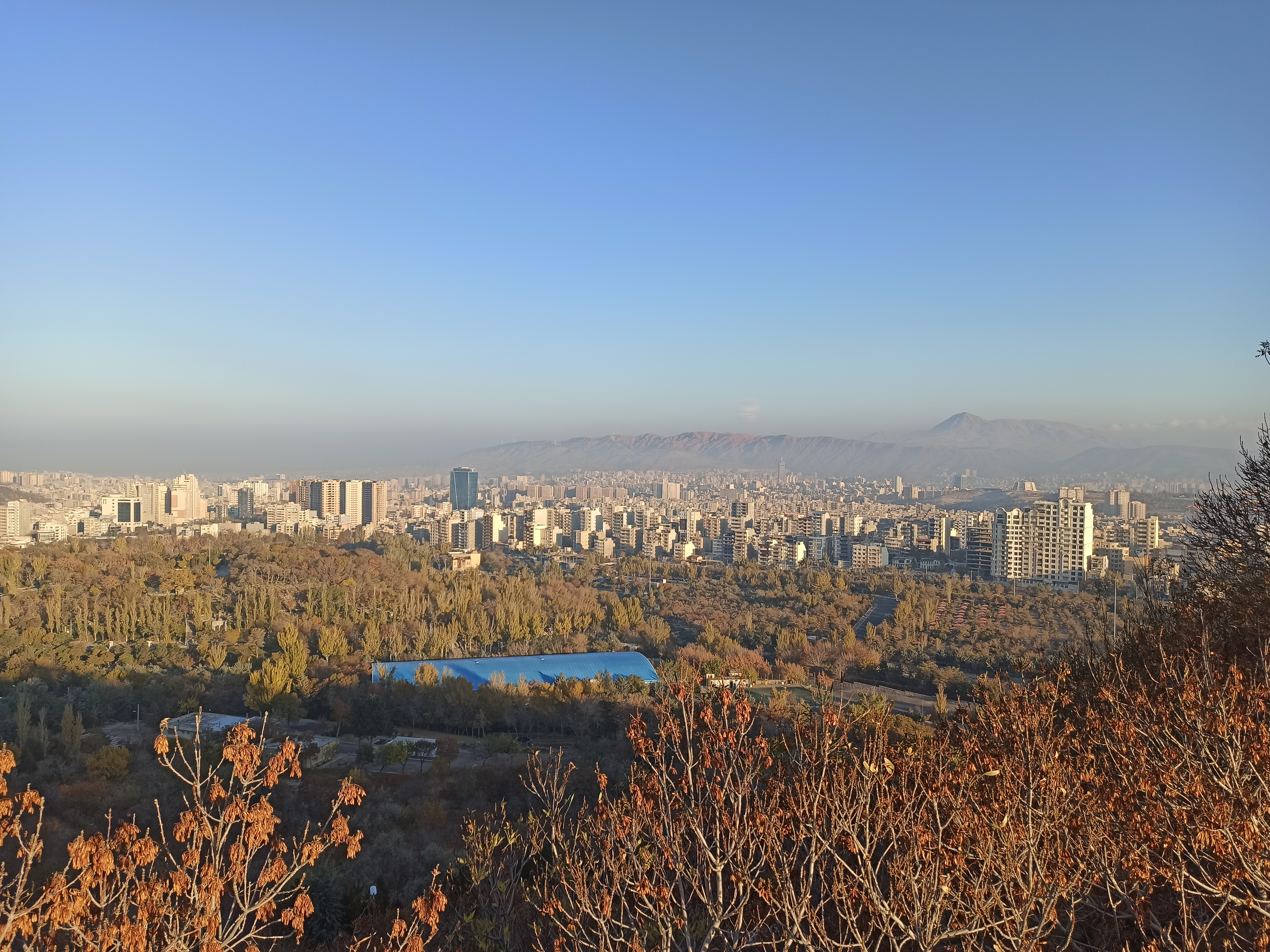
نمایی از تبریز و هوای آلودهٔ آن از پارک ائل‌گلی.

تبریز دومین شهر آلودهٔ ایران است و میزان آلودگی هوا در این شهر روزبه‌روز افزایش یافته و شدیدتر می‌شود. مهم‌ترین علت آلودگی هوای تبریز، حمل و نقل درون‌شهری است و وجود صنایع بزرگ و مادر در پیرامون شهر نیز از دیگر عوامل تأثیرگذار بر آلودگی هوای این شهر به‌شمار می‌رود.  درحال حاضر، نیروگاه حرارتی تبریز، به تنهایی مسئول بخش عمده‌ای از آلودگی هوای تبریز و شهرهای اطراف شناخته می‌شود. در این نیروگاه در همه ایام سال، به جای گاز طبیعی، از مازوت به عنوان سوخت استفاده می‌شود. این نوع از سوخت به علت انتشار گوگرد دی‌اکسید فراوان، دارای میزان آلایندگی بالایی است.
براساس یک طرح آمارگیری که در سال ۱۳۷۹ خورشیدی صورت گرفت، روزانه در سطح تبریز ۵۵۸٫۱۶۷۱ تن مواد آلوده‌کننده تولید می‌شود که از این مقدار منابع بزرگ صنعتی ۲۸۶٫۱۰۰۱ تن، وسایط نقلیهٔ موتوری ۲۰۱٫۶۵۴ تن و فراورده‌های نفتی مصرفی در اماکن تجاری، صنعتی و مسکونی ۷٫۱۶ تن را شامل می‌شوند.
با تشدید ترافیک خودروها و افزایش آلوده‌کننده‌هایی مانند نیروگاه حرارتی، صنایع پتروشیمی و پالایشگاه، آلودگی هوا از میانه‌های سدهٔ بیستم پیوسته  درحال افزایش بوده است. تهدید اصلی محیط زیستی  درحال حاضر ریزگردهای واردشده از عراق و خشکیدگی دریاچهٔ ارومیه است. دریاچهٔ مزبور از اواخر سدهٔ بیستم دچار بحران شده است. کاهش سطح آب، افزایش شوری آب و ظهور جزایر نمکی بزرگ در کناره‌های آن، علایم هشداردهنده‌ای هستند که از خشک شدن نهایی این دریاچه خبر می‌دهند. احتمالاً در آینده باد، ذرات نمک و املاح دیگر را در نواحی اطراف دریاچهٔ ارومیه –به ویژه تبریز– پراکنده‌ساخته و سلامتی ساکنان این شهر را به خطر بیندازد.

### حاشیه‌نشینی

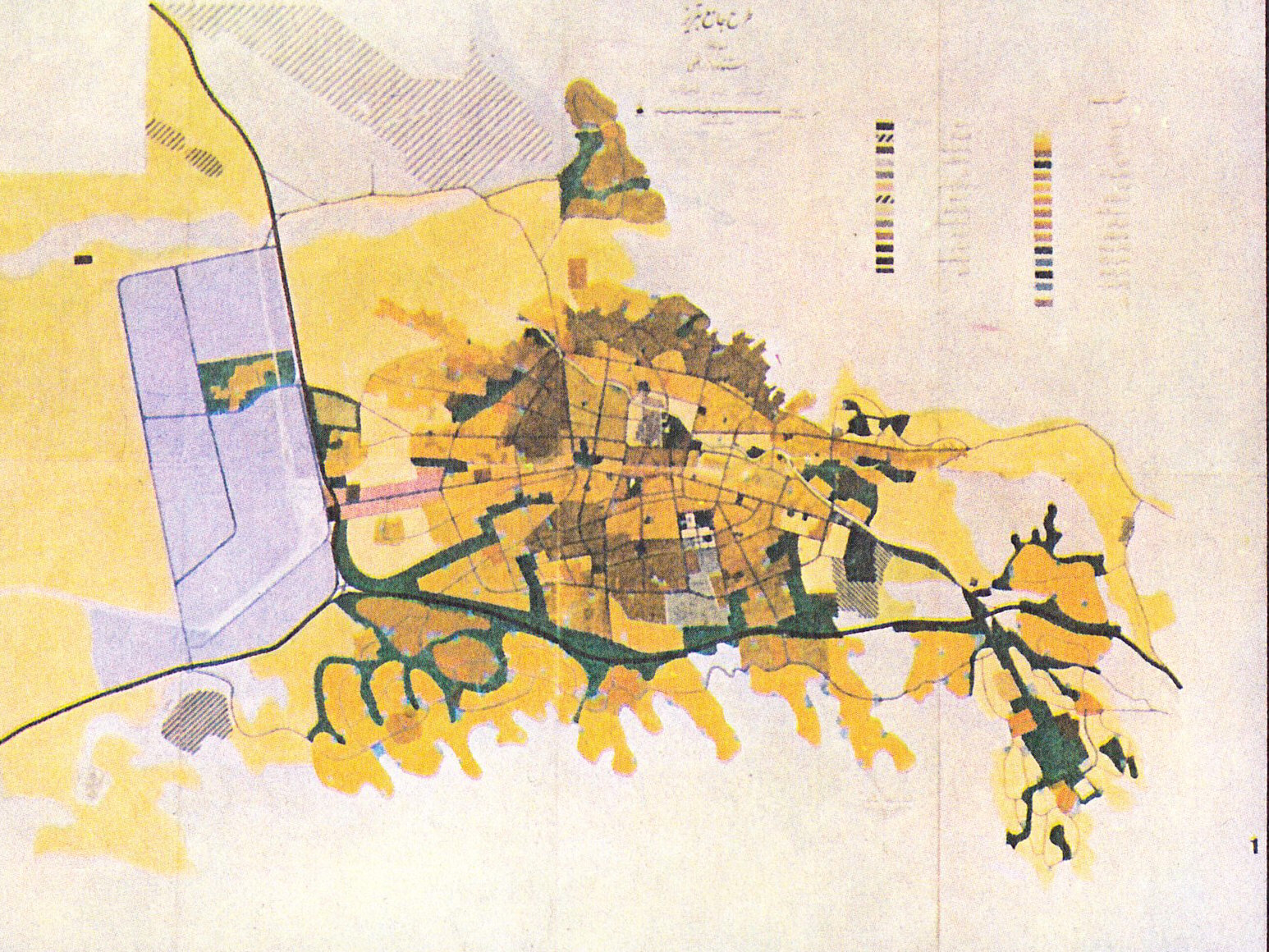
طرح جامع شهرسازی تبریز پس از وقوع انقلاب سفید

در اوایل دههٔ پنجاه خورشیدی و پس از وقوع انقلاب سفید،  به‌دلیل ایجاد کارخانه‌های متعدد صنعتی در تبریز، افراد بیکار ساکن شهرها و روستاهای اطراف، به‌دنبال یافتن شغل در این مراکز و اقامت در این شهر، به‌سمت تبریز سرازیر شدند. حاشیه‌نشینان در مدت کوتاهی برای خود خانه‌ای می‌ساختند و در این خانه‌ها ساکن می‌شدند. خانه‌های آنان از ابتدایی‌ترین امکانات رفاهی همچون آب، برق، گاز و تلفن بی‌بهره بود. گسترش این امر باعث ایجاد محله‌های بزرگ حاشیه‌نشین در پیرامون تبریز شد و در طی چندسال، چهرهٔ این شهر را تغییر داده و آن را با مشکلات متعددی روبه‌رو کرد.
امروزه تبریز در حدود ۴۰۰٬۰۰۰ نفر حاشیه‌نشین را در خود جای داده است. حاشیه‌نشینان به‌طور عمده در مناطق حاشیه‌ای شمال، شمال غرب و جنوب این شهر ساکن شده‌اند که از میان این مناطق می‌توان محله‌های آخماقیه، حافظ، خلیل‌آباد، داداش‌آباد، سیلاب، طالقانی، کشتارگاه، لاله، مارالان، منبع و یوسف‌آباد را نام برد که حدود ۳۰ کیلومتر مربع از مساحت تبریز را اشغال نموده‌اند.

## بخش‌ها

### گسترش شهر

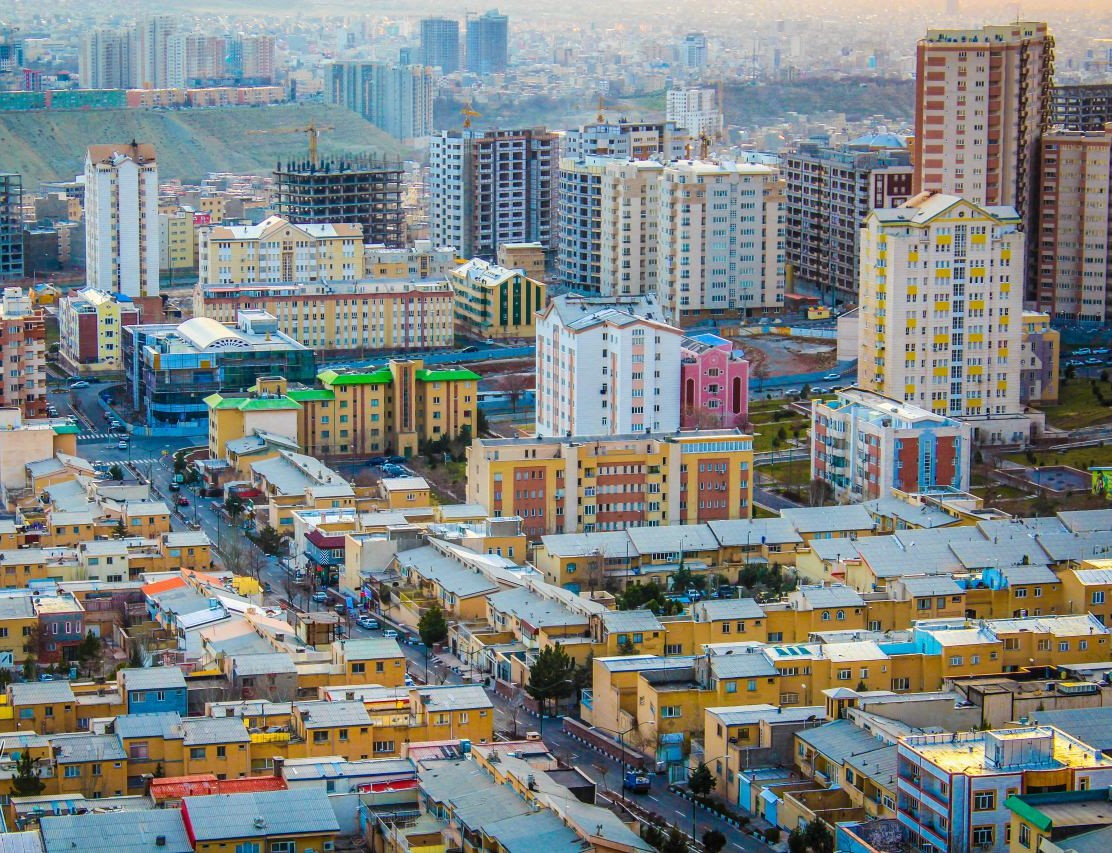
نمایی از شهرک رشدیه، از شهرک‌های نوبنیاد در محدوده شمال‌شرق تبریز

تبریز در گذشته دارای هشت دروازه بوده که ورود و خروج از شهر از طریق آن‌ها انجام می‌پذیرفته است. بعدها در امتداد این دروازه‌های تاریخی، بازارچه‌هایی احداث گردیدند تا نیاز مردم هر منطقه را تأمین نمایند و از مراجعهٔ مستمر مردم به بازارهای مرکزی جلوگیری شود. رفته‌رفته در پیرامون این بازارچه‌ها واحدهای مسکونی شروع به ساخت گردیدند و از همین روی بازارچه‌ها به هم متصل شدند و محله‌های جدیدی در گوشه و کنار شهر پدید آمدند.
امروزه با توجه به گسترش روزافزون تبریز، این قسمت از شهر که بازار تبریز و سایر بازارچه‌های قدیمی و جدید را در درون خود جای داده، به‌عنوان مرکز شهر شناخته می‌شود. این منطقه از سمت شمال به خیابان شمس تبریزی، از سمت جنوب به محله‌های چرنداب و لیلاوا، از سمت شرق به خیابان‌های ثقةالاسلام و خاقانی و از سمت غرب به خیابان‌های راسته‌کوچه و شریعتی محدود شده است.
در سال‌های اخیر، با توجه به افزایش جمعیت و لزوم توسعهٔ شهر، شهرک‌های نوبنیادی در اطراف محدودهٔ تاریخی شهر، احداث شده‌اند. با توجه به محصور بودن شهر بین رشته کوه عینالی در شمال و تپه‌های یانیق داغ و رشته کوه سهند در جنوب، توسعهٔ تبریز بیشتر در جهت شرق و غرب بوده و بیشتر شهرک‌های جدید، در این مناطق ساخته شده‌اند. از جملهٔ این شهرک‌های نوبنیاد می‌توان به ولی‌عصر، ائل‌گلی، فرشته جنوبی، باغمیشه، رشدیه، مرزداران، نصر، زعفرانیه، خاوران، یاغچیان، ارم، منظریه و سفیر امید اشاره کرد.

### مناطق شهرداری
شهر تبریز از ۱۰ منطقهٔ شهرداری تشکیل یافته است. از مجموع ۱٬۵۹۳٬۳۷۳ نفر جمعیت این شهر در سال ۱۳۹۵ خورشیدی، ۲۱۸٬۶۴۷ نفر در منطقهٔ ۱ (شرق)، ۱۹۶٬۵۰۷ نفر در منطقهٔ ۲ (جنوب شرق)، ۲۲۹٬۴۷۴ نفر در منطقهٔ ۳ (جنوب)، ۳۱۵٬۱۸۳ نفر در منطقهٔ ۴ (غرب)، ۱۳۴٬۶۲۰ نفر در منطقهٔ ۵ (شمال شرق)، ۱۰۸٬۹۵۹ نفر در منطقهٔ ۶ (شمال غرب)، ۱۶۱٬۸۷۳ نفر در منطقهٔ ۷ (جنوب غرب)، ۲۹٬۳۸۴ نفر در منطقهٔ ۸ (مرکز)، ۲٬۲۵۰ نفر در منطقهٔ ۹ (خاوران) و ۱۸۷٬۹۵۸ نفر نیز در منطقهٔ ۱۰ (شمال) ساکن بوده‌اند. براساس همین آمار، منطقهٔ ۴ پرجمعیت‌ترین و منطقهٔ ۹ کم‌جمعیت‌ترین منطقهٔ تبریز به‌شمار می‌رود.
در سال ۱۳۸۸ خورشیدی، مناطق ۹ و ۱۰ در بخش‌های شرقی و شمالی محدودهٔ این شهر تأسیس شدند. منطقهٔ ۱۰ از پیوستن بخش‌هایی از مناطق ۱، ۴ و ۸ ایجاد شده است. همچنین عملیات الحاق باسمنج به تبریز آغاز شده است. در سال ۱۳۹۴ نیز دو منطقه ۱۱ و ۱۲ به فهرست مناطق شهرداری تبریز افزوده شد که البته بعداً حذف و به محدودهٔ سایر مناطق ملحق شدند.

## حمل و نقل

### بزرگراه‌ها

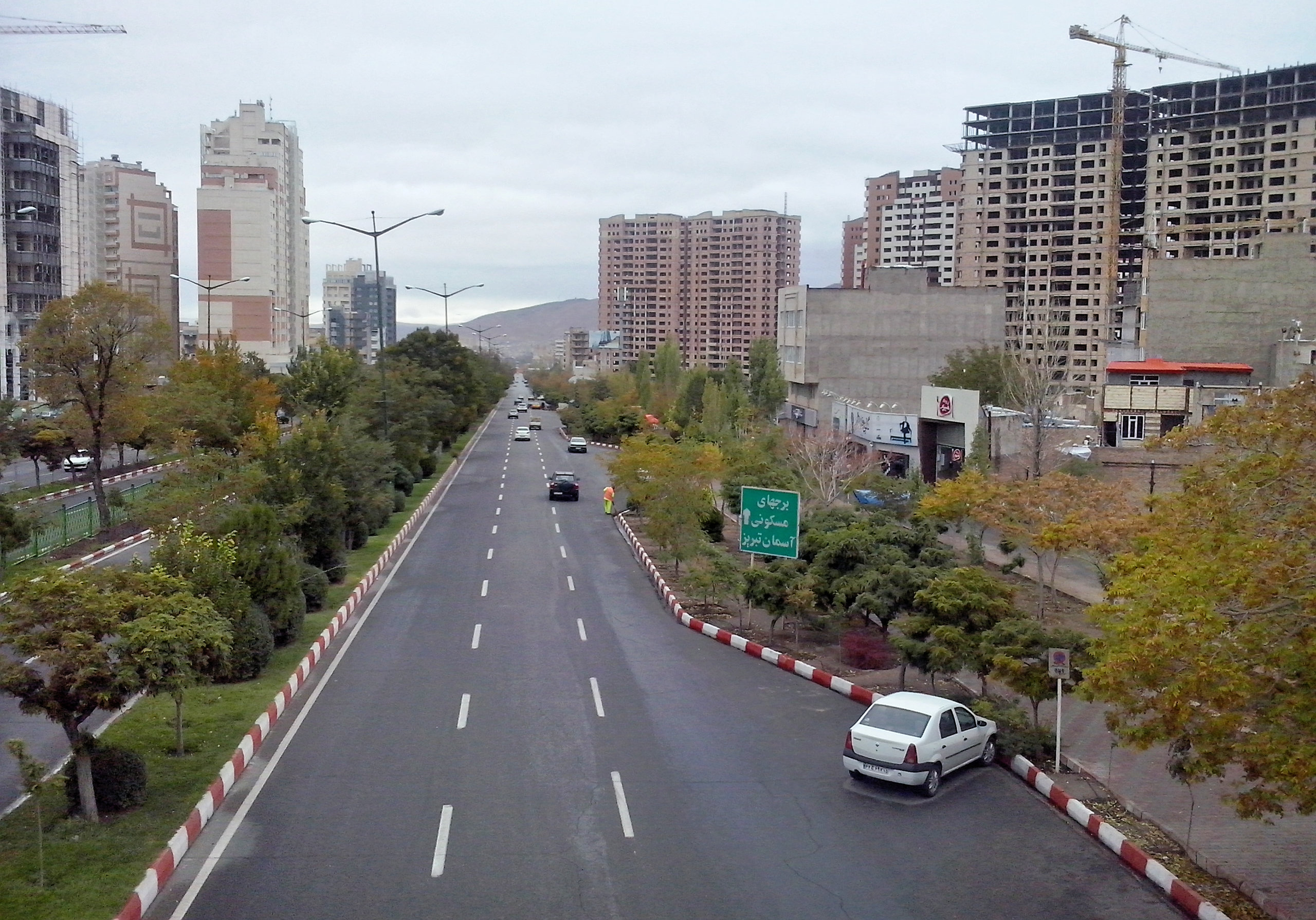
نمایی از بلوار شهید باکری (جادهٔ ائل‌گلی)

درحال حاضر، تبریز دارای چند بزرگ‌راه و آزادراه است. آزادراه کسایی، آزادراه باکری، بزرگراه پاسداران، بزرگراه بابایی و بزرگراه سنتو به عنوان کنارگذر، در اطراف شهر مسیرهای بین شهری را هدایت می‌کنند. علاوه بر این، در داخل شهر نیز، بزرگراه‌های کمربندی، کمربندی میانی و چای‌کنار نیز، از مسیرهای اصلی شهر به حساب می‌آیند. تبریز به عنوان «شهر زیرگذرها و روگذرها» شناخته می‌شود که بیشتر آن‌ها در بزرگراه‌های کمربندی، کمربندی میانی و چای‌کنار واقع شده‌اند.

### فرودگاه

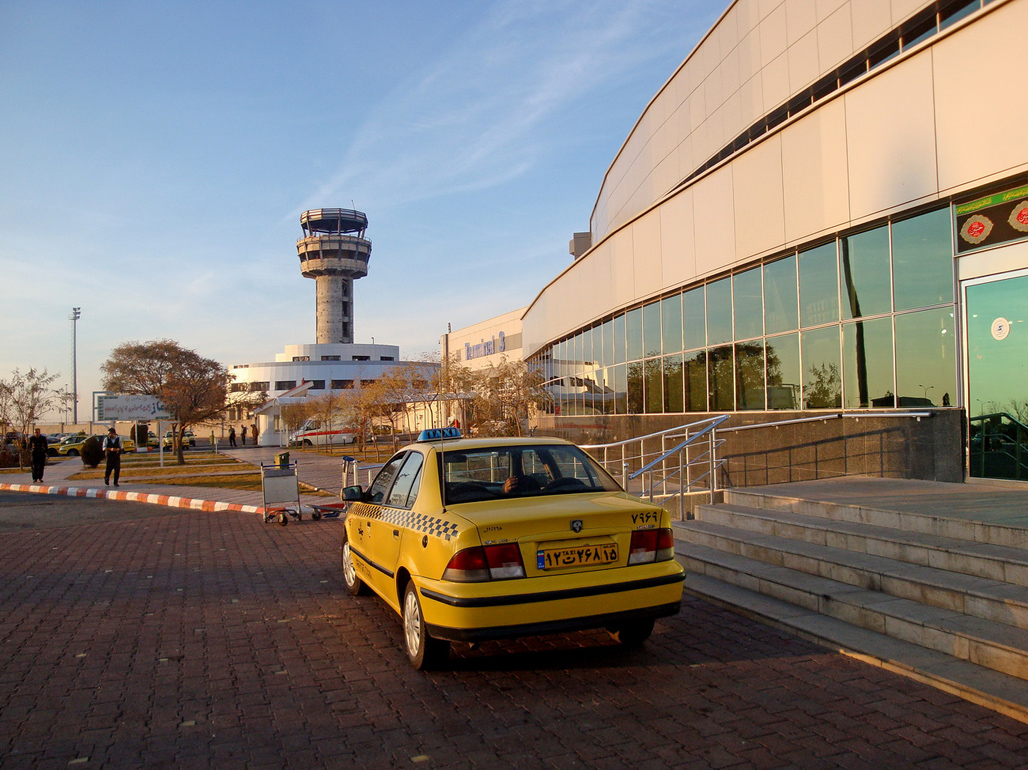
فرودگاه بین‌المللی شهید مدنی تبریز

فرودگاه بین‌المللی شهید مدنی تبریز در سال ۱۳۲۶ خورشیدی تأسیس شد و فعالیت‌های خود را به‌طور رسمی از سال ۱۳۳۸ خورشیدی آغاز نمود. این فرودگاه در سال ۱۳۷۰ خورشیدی به فرودگاه بین‌المللی ارتقاء یافت و در سال ۱۳۷۸ خورشیدی به‌عنوان یکی از فرودگاه‌های آسمان‌باز ایران شناخته شد.
پروازهای خارجی فرودگاه بین‌المللی شهید مدنی تبریز شامل پروازهای از مبدأ تبریز به مقاصد ارزروم، ازمیر، اسپارتا، استانبول، هامبورگ، باکو، بغداد، تفلیس، جده، دبی، دمشق و مدینه است. پروازهای داخلی نیز به صورت هفتگی و روزانه از این فرودگاه انجام می‌پذیرد که شامل پروازهای از مبدأ تبریز به مقاصد اصفهان، اهواز، بندرعباس، تهران، رشت، شیراز، عسلویه، کیش، ماهشهر و مشهد است. همچنین شرکت‌های هواپیمایی آتا، آسمان، ارم، ایران، ایران ایرتورز، تابان، ترکیه، فارس ایر قشم، کاسپین، کیش و نفت ایران به فرودگاه بین‌المللی شهید مدنی تبریز پرواز دارند.

### راه‌آهن

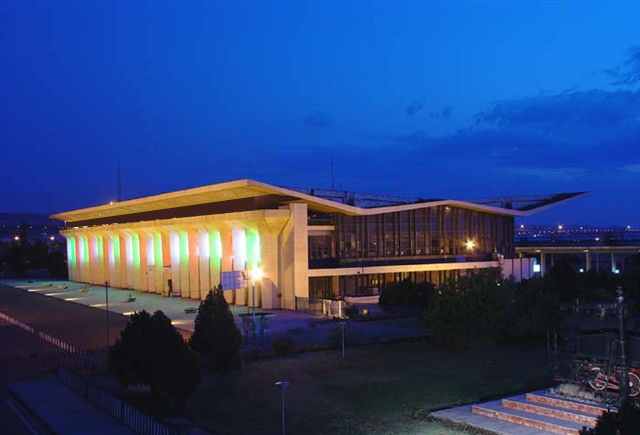
ایستگاه راه‌آهن تبریز

کارهای ساختمانی راه‌آهن تبریز از سال ۱۲۹۱ در محور تبریز–جلفا و صوفیان–رازی (در مرز ترکیه) شروع و در سال ۱۲۹۵ محور تبریز–جلفا با ۱۴۹ کیلومتر مورد بهره‌برداری قرار گرفت.
دومین خطی که پس از تکمیل راه‌آهن سراسری اقدام به ساخت آن گردید، خط تهران–تبریز بود که ساخت این خط در روز ۱۸ آبان ۱۳۱۷ از تهران شروع و در روز ۱۴ آبان ۱۳۲۱ ساختمان و ریل‌گذاری آن تا میانه خاتمه یافت و بلافاصله بهره‌برداری از آن آغاز شد.
تنها خط بین‌المللی راه‌آهن تبریز، خط تبریز–نخجوان است. از خطوط داخلی راه‌آهن تبریز می‌توان به خطوط تبریز–تهران، تبریز–مشهد و تبریز–سلماس اشاره کرد.

### ترمینال
درحال حاضر تبریز دارای دو پایانهٔ مسافربری، شامل پایانهٔ مرکزی و پایانهٔ شمال غرب است. پایانهٔ مرکزی تبریز نخستین پایانهٔ مسافربری در سطح ایران است که در سال ۱۳۲۸ خورشیدی طرح احداث آن مطرح شد. از سال ۱۳۴۷ خورشیدی عملیات اجرایی این پایانه شروع شده و سرانجام در سال ۱۳۵۲ خورشیدی به بهره‌برداری رسید. سازمان پایانه‌های مسافربری تبریز نیز در سال ۱۳۷۴ خورشیدی تأسیس شده است.  درحال حاضر پایانه مرکزی تبریز، به عنوان بزرگ‌ترین پایانه مسافربری در غرب ایران مطرح است. علاوه بر پایانهٔ مرکزی و شمال غرب، دو پایانهٔ دیگر نیز در شرق و جنوب غرب تبریز  درحال احداث هستند.

### مترو

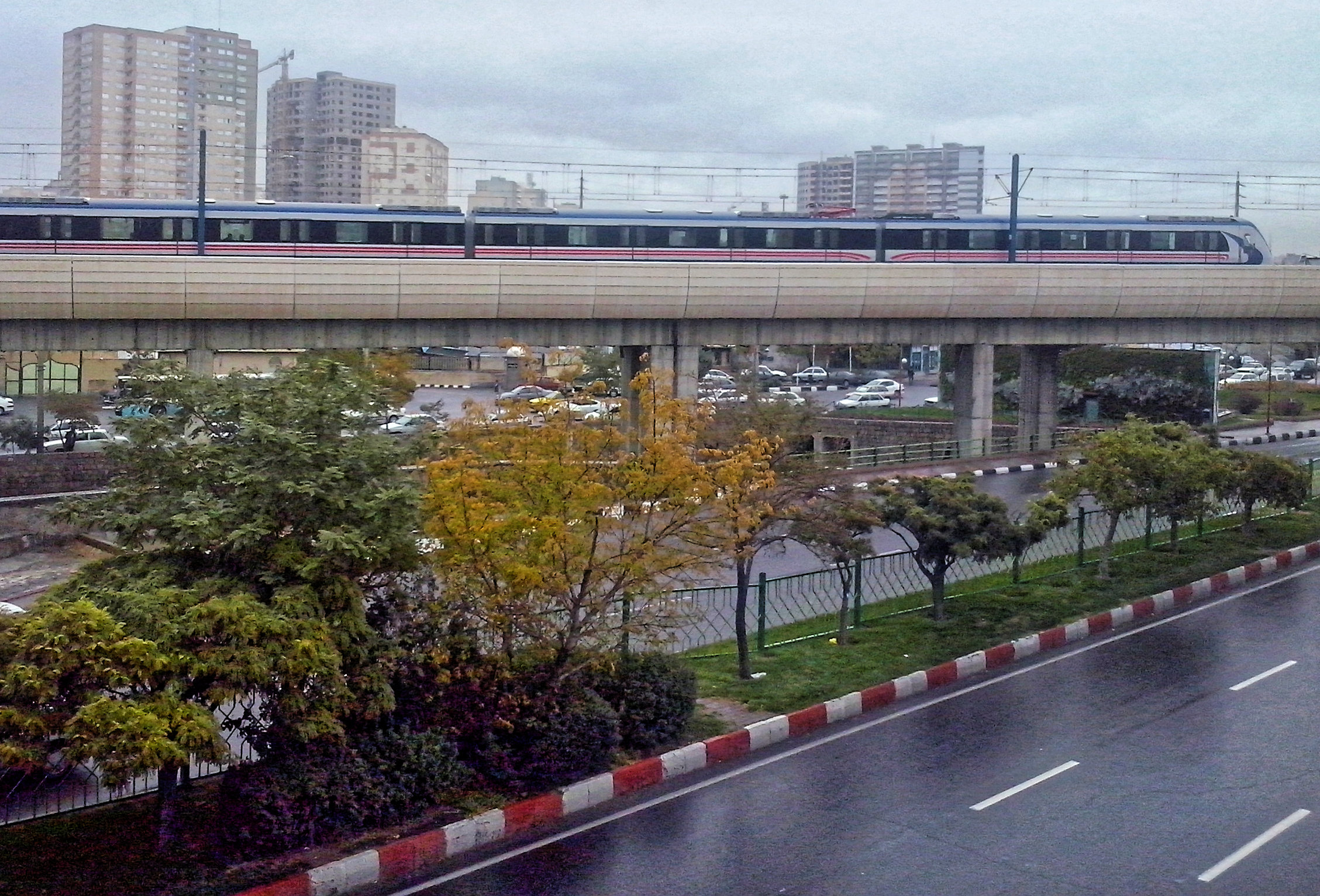
قطار متروی تبریز بر روی پل ویژه مترو، درحال حرکت به طرف ایستگاه استاد شهریار

پیشینهٔ استفاده از شکل اولیه قطار شهری در تبریز به بیش از یک سده پیش بازمی‌گردد. در سال ۱۲۸۰ خورشیدی، اولین تراموای ایران، توسط قاسم خان والی، نخستین شهردار تبریز، در حد فاصل میدان قونقا باشی تا ایستگاه راه‌آهن ایجاد شد. این نوع از تراموا که به قونقا مشهور بود، متشکل از واگن روی ریل بود که نیروی محرکهٔ آن توسط اسب‌ها تأمین می‌شد و به مدت چهل سال در فاصله سال‌های ۱۲۸۰ تا ۱۳۲۰ خورشیدی، مورد استفاده قرار می‌گرفت.
پیشنهاد اولیه طرح احداث مترو در تبریز نخستین بار در دی ماه ۱۳۶۹ توسط نمایندگان تبریز در مجلس شورای اسلامی مطرح شد؛ اما بنا به دلایل مختلفی، این طرح به مدت ۱۰ سال مسکوت ماند؛ تا اینکه عملیات اجرایی متروی تبریز از سال ۱۳۸۰ آغاز شد. متروی تبریز در پنج مسیر و به طول ۱۰۰ کیلومتر ساخته می‌شود که پس از تهران و مشهد بیش‌ترین تعداد خطوط مترو در ایران را دارا است. چهار خط این مترو داخلی بوده و یک خط آن خارج از حومه است. پیش‌بینی می‌شود متروی تبریز قادر به جابه‌جایی ۳۰ هزار نفر به وسیلهٔ ۳۰ قطار در هر ساعت و در هر جهت از مسیرهای پنج‌گانه باشد.
براساس برنامه‌ریزی انجام‌شده، مسیر اول به طول ۱۸ کیلومتر از میدان ائل‌گلی تا کوی لاله و مسیر دوم به طول ۲۷ کیلومتر از دانشگاه آزاد اسلامی تا قراملک خواهد بود. خط خارج از حومه (مسیر پنجم) نیز به طول ۲۰ کیلومتر از شهر جدید سهند تا تبریز خواهد بود.
فاز نخست خط ۱ متروی تبریز در مسیری بطول ۸ کیلومتر از ایستگاه ائل‌گلی تا ایستگاه استاد شهریار با دو رام قطار شهری (۱۰ واگن) در ۵ شهریور ۹۴ افتتاح شد. تبریز چهارمین شهر دارای مترو در ایران است.

### اتوبوس تندرو

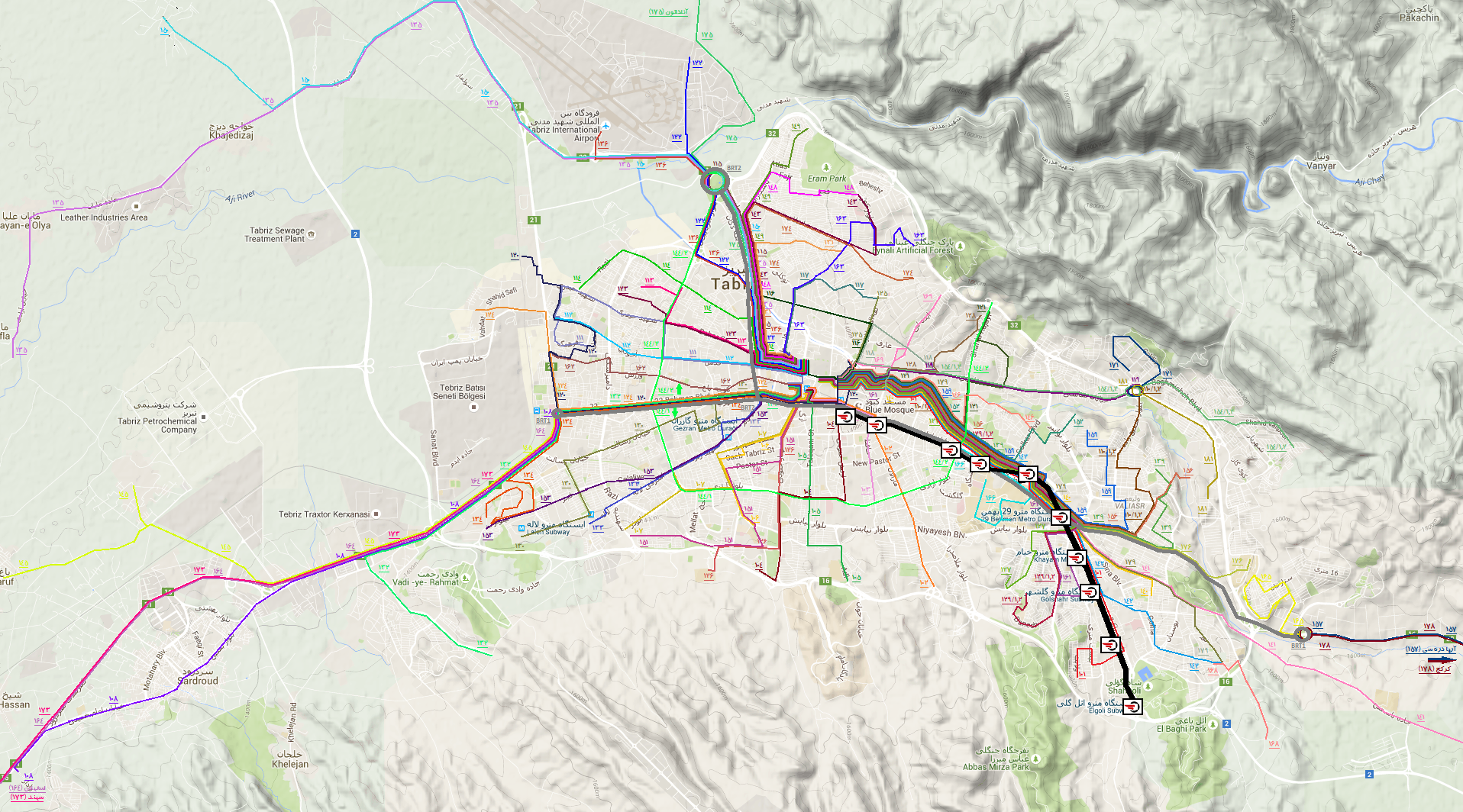
نقشهٔ شبکهٔ حمل‌ونقل تبریز

سامانهٔ اتوبوس تندرو در ایران پس از تهران، از سال ۱۳۸۷ در تبریز به اجرا درآمده است. این سامانه در دو خط اجرا شده و محدودهٔ تردد خط اول این سامانه از میدان بسیج (در شرق شهر) تا میدان راه‌آهن (در غرب شهر) است که در کل مسافتی نزدیک به ۱۸ کیلومتر و تعداد ۶۱ ایستگاه را شامل می‌شود. محدوده تردد خط دوم نیز مابین چهارراه آبرسان تا چهارراه شریعتی می‌باشد.

### تاکسی
سازمان تاکسیرانی تبریز ۱۵ هزار دستگاه تاکسی را سازماندهی کرده که این تعداد شامل ۱۱ هزار و ۵۰۰ دستگاه تاکسی پلاک قرمز، ۳ هزار دستگاه تاکسی مربوط به آژانس‌ها و شرکت‌های حمل و نقل خصوصی و ۵۰۰ دستگاه تاکسی کمکی است.

## ورزش
تبریز دارای حدود ۱۰۰ مکان ورزشی شامل سالن‌های آمادگی جسمانی، اسکواش، باستانی، بدمینتون، بدنسازی، بوکس، پینگ‌پنگ، تکواندو، تنیس روی میز، تیراندازی، جودو، رزمی، ژیمناستیک، شطرنج، شمشیربازی، فوتسال، کاراته، کشتی، والیبال، وزنه‌برداری و ووشو، میدان‌های تنیس، فوتبال، والیبال و هاکی، زمین‌های اسکیت و تیراندازی با کمان، پیست‌های اسکی و دوومیدانی، چمنهای طبیعی و مصنوعی و استخرهای سرپوشیده و روباز است. از نظر تعداد ورزشکار نیز، بر اساس آمار شش‌ماهه نخست سال ۱۳۹۳، شهر تبریز دارای ۵۸ هزار و ۲۷۶ ورزشکار سازمان‌یافته است. همچنین طبق آمار سال ۱۳۹۵ تبریز دارای ۳۳۵ باشگاه ورزشی است که در رشته‌های مختلف ورزشی به فعالیت می‌پردازند.

### فوتبال

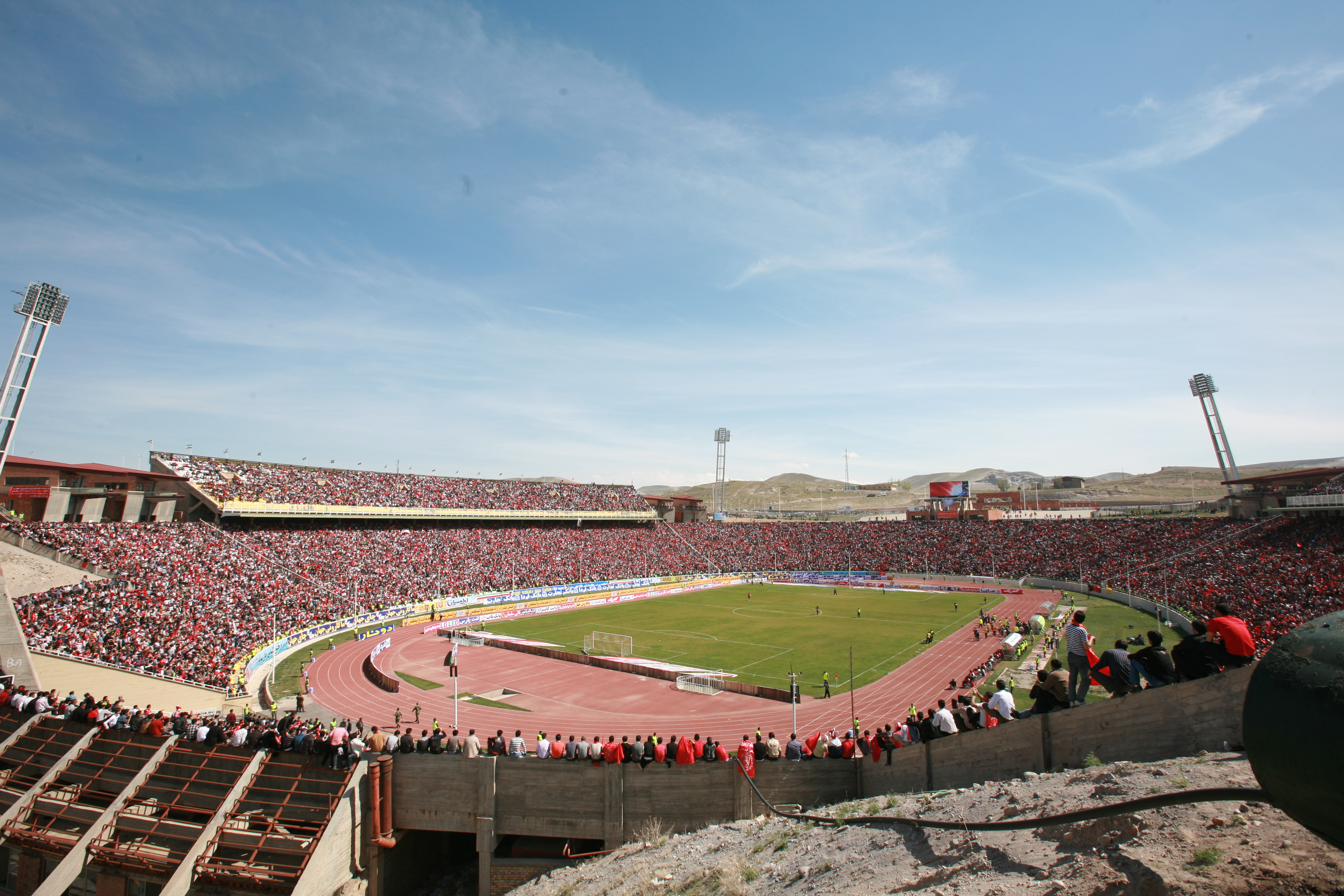
ورزشگاه یادگار امام در یکی از بازی‌های خانگی باشگاه فوتبال تراکتور

فوتبال یکی از محبوب‌ترین رشته‌های ورزشی در نزد مردم تبریز است. این شهر دارای سه نماینده در لیگ برتر فوتبال ایران است. باشگاه‌های فوتبال تراکتور، گسترش فولاد و ماشین‌سازی بازی‌های خانگی خود در لیگ برتر را در ورزشگاه‌های یادگار امام، باغشمال، و بنیان دیزل برگزار می‌کنند. در بیش‌تر بازی‌های باشگاه فوتبال تراکتورسازی که در ورزشگاه ۷۰ هزار نفری یادگار امام برگزار می‌شود، این ورزشگاه مملو از هواداران این تیم می‌شود؛ به‌طوری‌که باشگاه فوتبال تراکتورسازی در هر سه فصل حضور خود در لیگ برتر در فصل‌ها ۸۹–۱۳۸۸، ۹۰–۱۳۸۹ و ۹۱–۱۳۹۰، بیشترین تعداد تماشاگر را در بازی‌های خانگی داشته است.
تبریز در سال ۱۳۹۲ خورشیدی با داشتن ۳ تیم در لیگ برتر فوتبال و لیگ برتر فوتسال ایران، به عنوان یکی از قطب‌های فوتبال و فوتسال کشور ایران شناخته می‌شود.

### دوچرخه‌سواری
دوچرخه‌سواری در تبریز از اهمیت ویژه‌ای برخوردار است و از نظر کنفدراسیون دوچرخه‌سواری آسیا، تبریز قطب دوچرخه‌سواری این قاره به‌شمار می‌رود. تبریز مبدأ تور دوچرخه‌سواری بین‌المللی آذربایجان که قدیمی‌ترین تور مستمر دوچرخه‌سواری آسیا می‌باشد. این تور دوچرخه‌سواری زیرنظر فدراسیون بین‌المللی دوچرخه‌سواری (UCI) در خردادماه هرسال در سطح استان‌های آذربایجان شرقی، آذربایجان غربی و اردبیل برگزار می‌شود. نخستین دوره از این رقابت‌ها در سال ۱۳۶۵ با حضور تیم‌های ایرانی برگزار شد. پیست دوچرخه‌سواری تبریز بزرگ‌ترین پیست دوچرخه سواری در شمالغرب کشور و دومین پیست بزرگ دوچرخه‌سواری کشور ایران پس از پیست دوچرخه‌سواری ورزشگاه دوچرخه‌سواری آزادی تهران می‌باشد. نخستین مدرسه دوچرخه‌سواری ایران نیز در تبریز در شرف تأسیس است. تبریز دارای دو تیم دوچرخه‌سواری حرفه‌ای ثبت شده در اتحادیه جهانی دوچرخه‌سواری می‌باشد.
تیم دوچرخه‌سواری پتروشیمی تبریز نخستین تیم دوچرخه‌سواری کانتیننتال از ایران می‌باشد. این تیم با کسب عنوان نخست در سه فصل متوالی قهرمانی آسیا در تمام رده‌های تیمی و انفرادی تورهای آسیایی ۲۰۰۷–۲۰۰۸، ۲۰۰۸–۲۰۰۹ و ۲۰۰۹–۲۰۱۰ یکی از پر افتخارترین تیم‌های آسیا به‌شمار می‌رود.

## رسانه‌ها

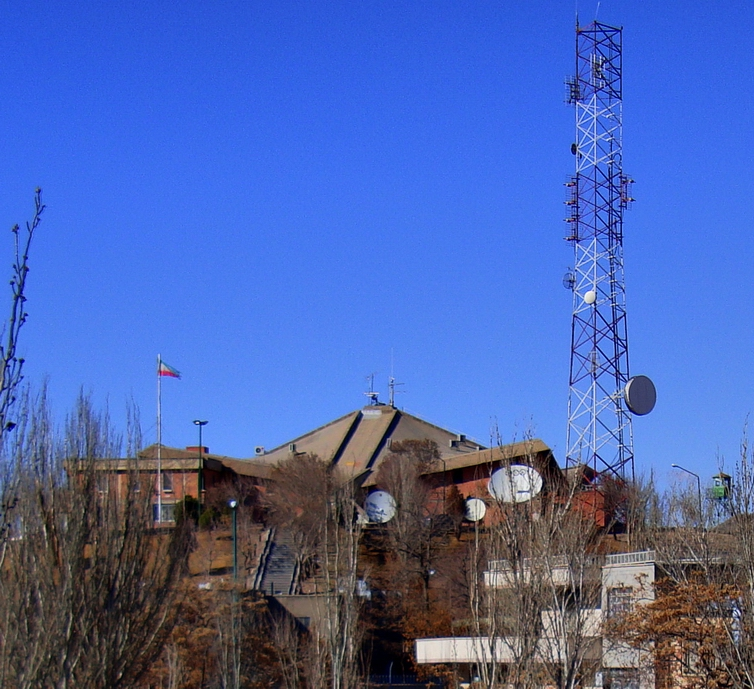
ساختمان صدا و سیمای آذربایجان شرقی

### صدا و سیما
رادیو تبریز که بر روی موج کوتاه ۱۰۲۶ کیلوهرتز، اف ام ۹۴ مگا هرتز، و شبکه ماهواره‌ای بدر پخش می‌شود شامل برنامه‌های خبری، اجتماعی، و فرهنگی است. عمده برنامه‌های رادیو تبریز بر روی تبریز و آذربایجان شرقی تمرکز دارد و بیشتر برنامه‌های آن به زبان آذربایجانی می‌باشد. این شبکه رادیویی به‌عنوان دومین رادیوی ایران از سال ۱۳۲۵ خورشیدی فعالیت خود را آغاز نمود. رادیو تبریز پس از سال ۱۳۷۶ خورشیدی در قالب شبکهٔ استانی صدای مرکز آذربایجان شرقی به فعالیت خود ادامه می‌دهد.
تلویزیون تبریز در سال ۱۳۵۰ خورشیدی با فرستنده‌ای ۱۰۰ واتی افتتاح گردید. در آبان ۱۳۷۹ خورشیدی با راه‌اندازی شبکهٔ استانی سیمای مرکز آذربایجان شرقی با عنوان شبکه سهند، تلویزیون تبریز با تغییراتی در شبکه استانی ادغام شد. صدا و سیمای آذربایجان شرقی در هفدهمین جشنوارهٔ مراکز سازمان صدا و سیمای جمهوری اسلامی ایران، پس از مراکز خوزستان، مازندران و گیلان به مقام چهارم رسید.

### نشریه‌ها
شهر تبریز به ویژه پس از دوران مشروطه محلی برای چاپ و انتشار روزنامه‌ها و خبرنامه‌های مختلفی بوده است.  ازجمله روزنامه‌های تاریخی منتشر شده روزنامه انجمن است که به توسط انجمن ایالتی و ولایتی تبریز منتشر می‌شد. امروزه روزنامه‌هایی چون مهد آزادی و روزنامه ارک در تبریز منتشر می‌شوند.
روزنامهٔ انجمن

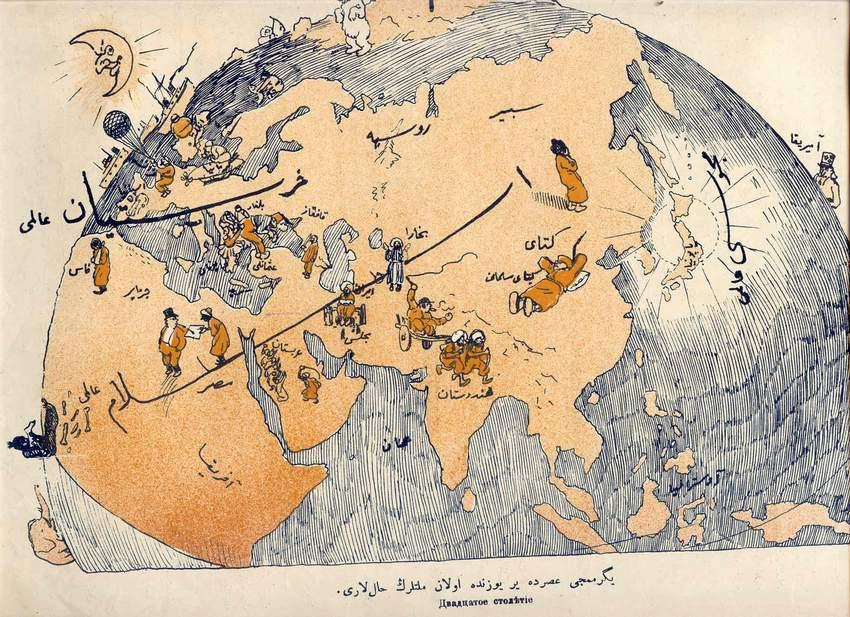
کارتونی از نشریهٔ ملانصرالدین چاپ تبریز، در احوال ملت‌ها در سدهٔ بیستم

روزنامهٔ انجمن تبریز –که از رمضان ۱۳۲۴ هجری شروع به فعالیت کرده بود–  به‌دلیل فراهم آوردن اطلاعاتی راجع به شرایط سیاسی، اقتصادی، اجتماعی و فرهنگی ایران در دوران مشروطه و استبداد صغیر، مورد توجه ویژهٔ محققان معاصر قرار گرفته و آنان نسخه‌های به دست رسیده از این روزنامه را باارزش‌ترین اسناد برای مطالعهٔ دوران استبداد صغیر می‌دانند.
اهمیت روزنامهٔ انجمن تبریز در آن است که انتشار آن در دوران استبداد صغیر ادامه پیدا کرد و دلیل این امر هم آن بود که مردم تبریز بلافاصله پس از شنیدن خبر بمباران مجلس، به مبارزه علیه محمدعلی‌شاه پرداختند و در زمانی که حکومت مرکزی تقریباً تمام جراید را تعطیل کرده بود و از ورود روزنامه‌های خارجی جلوگیری به عمل می‌آورد، این نشریه به کار خود ادامه داد.
تصاویری از نخستین نسخه‌های روزنامهٔ انجمن:
روزنامه‌های فعال

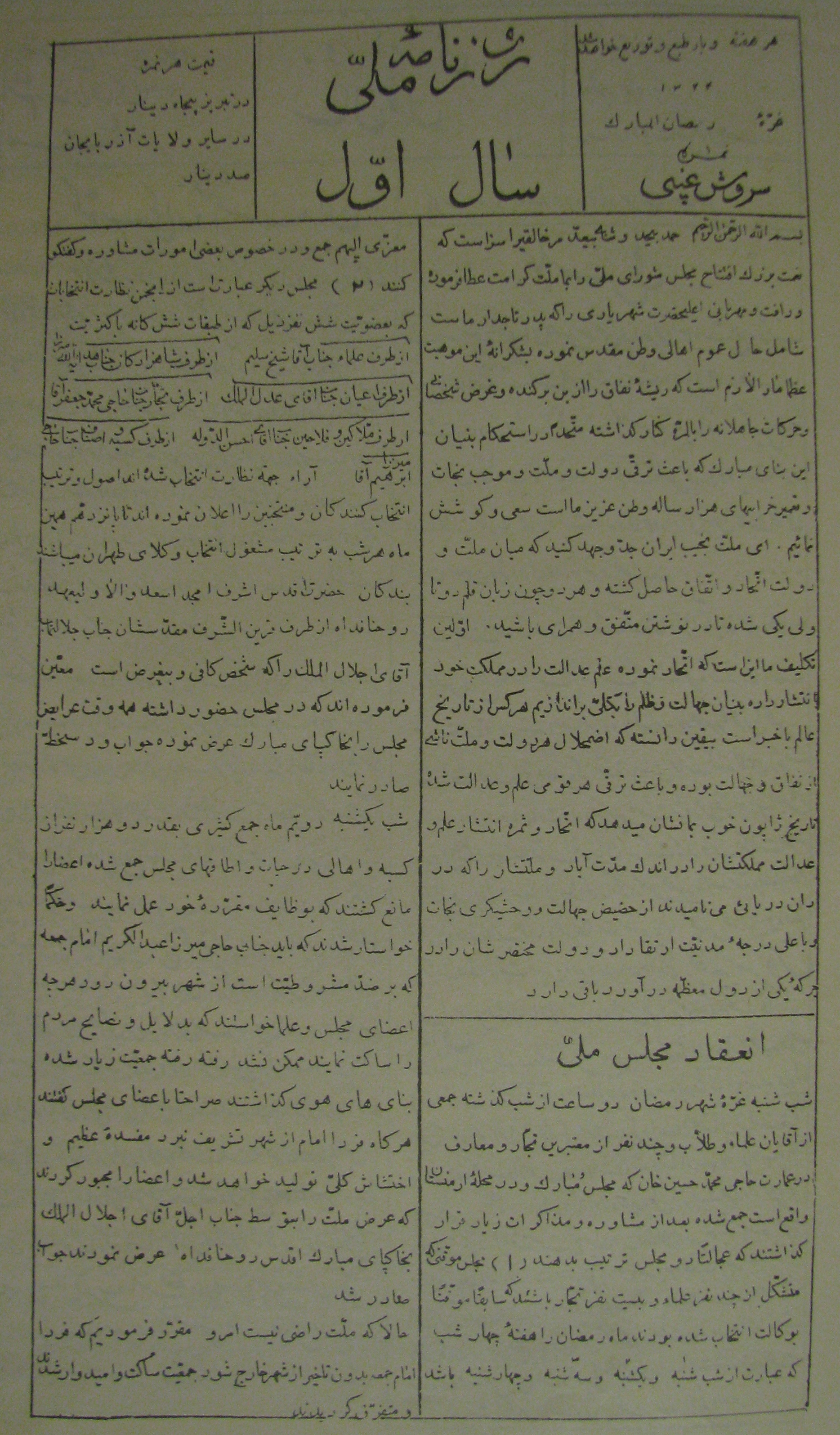
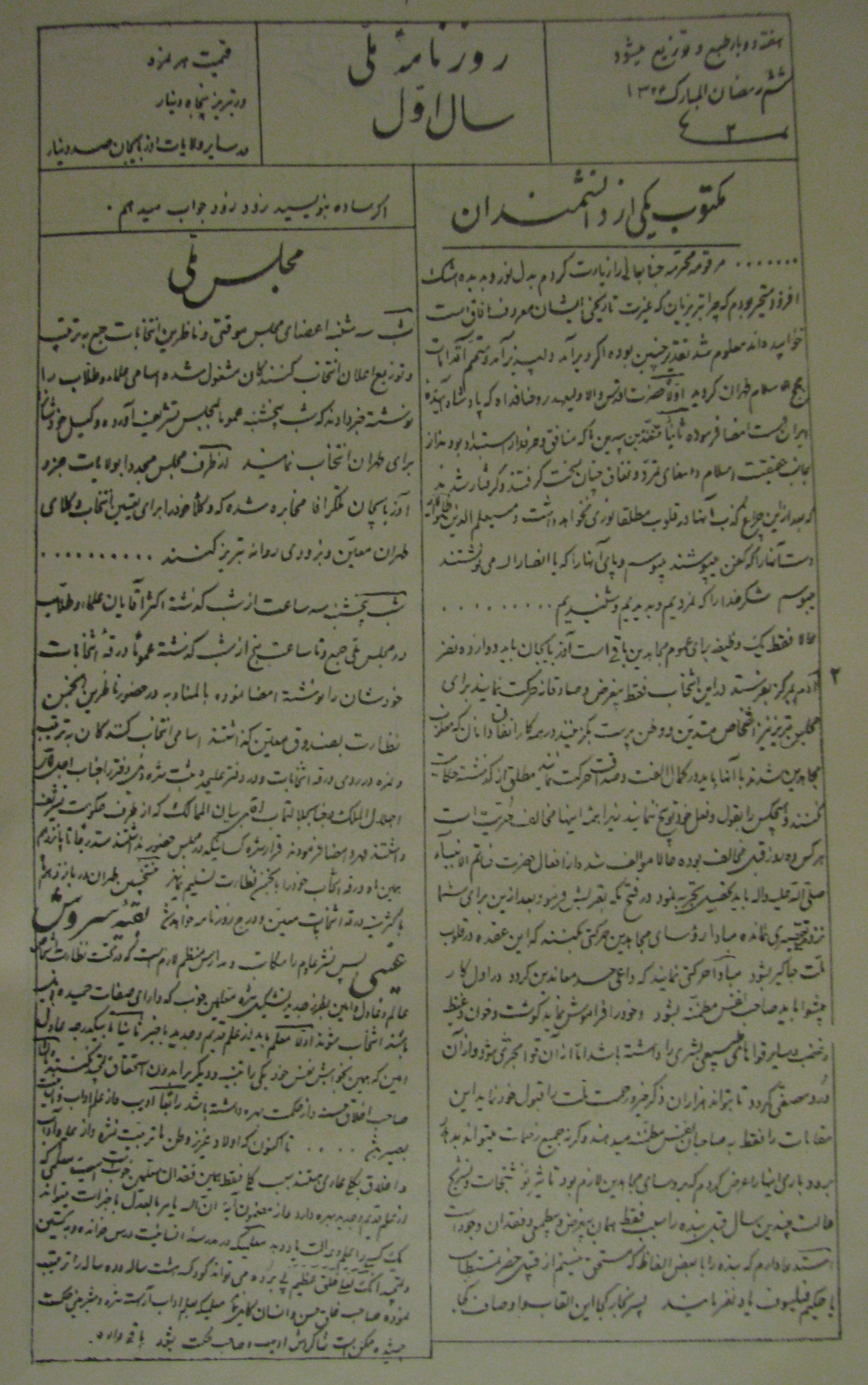
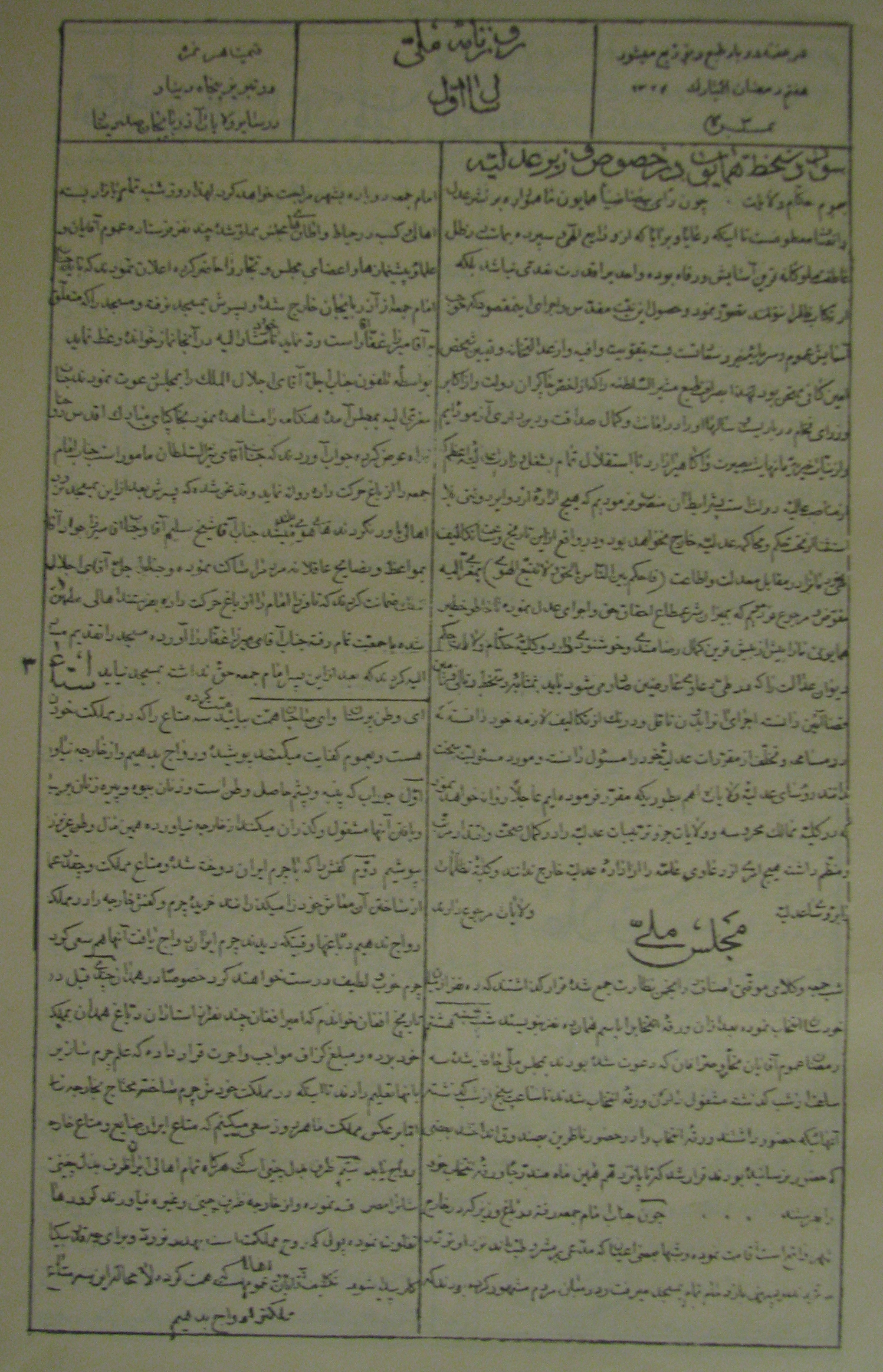
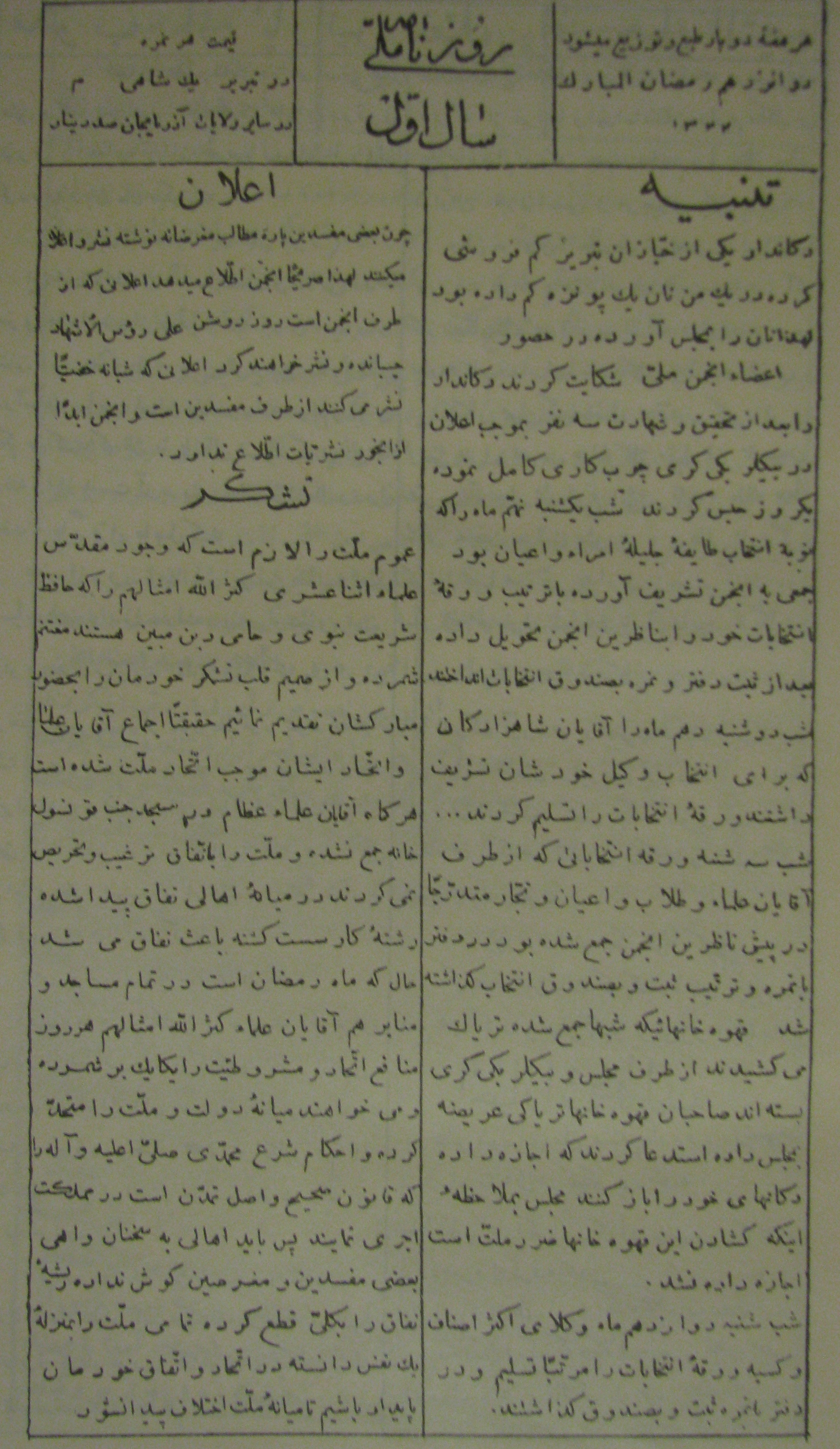

امروزه ۱۴ روزنامه شامل «مهد آزادی»، «فجر آذربایجان»، «ارک»، «آذربایجان»، «امین»، «صائب تبریز»، «پیام آذربایجان»، «ساقی آذربایجان»، «سرخاب»، «خوش‌خبر»، «طرح نو»، «نگین آذربایجان»، «مهد تمدن» و «عجب‌شیر» در شهر تبریز فعالیت می‌کنند.

## ره‌آوردها

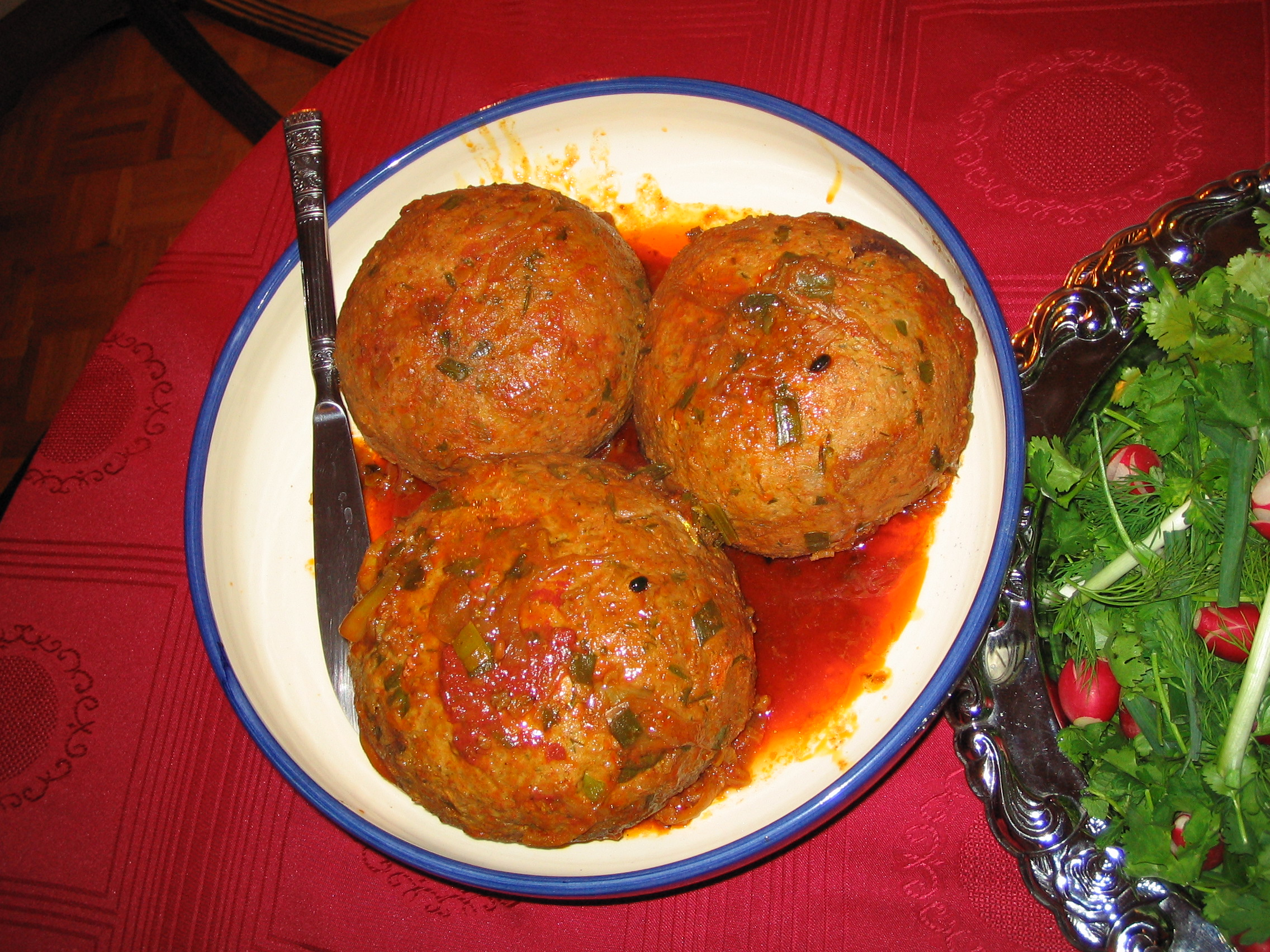
کوفته تبریزی؛ غذای سنتی تبریز

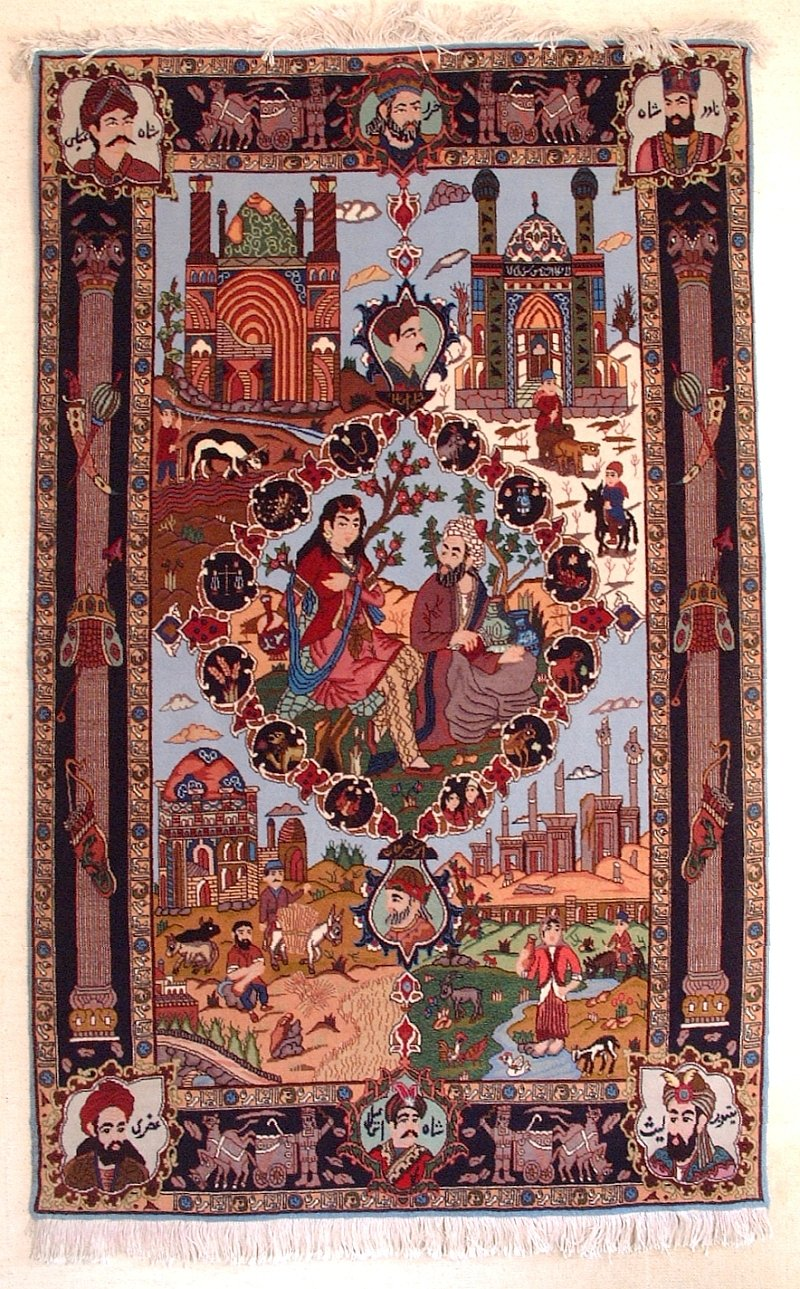
قالی تبریز. تبریز به عنوان «شهر جهانی بافت فرش» مطرح است.

ره‌آوردهای تبریز، شامل غذاهای سنتی، شیرینی‌ها و صنایع دستی این شهر:

### غذاهای سنتی
- دلمهٔ برگ مو
- کوفته تبریزی
- کوکو

### شیرینی‌ها
- آجیل
- اریس
- باسلوق
- پشمک
- خشکبار
- قرابیه
- نوقا

### صنایع دستی
- سفالگری
- سوزن‌دوزی
- قلم‌زنی روی مس
- قالی‌بافی
- کفش‌دوزی
- کنده‌کاری
- گلدوزی
- گلیم‌بافی
- معرق‌کاری
- منبت‌کاری
- نقاشی روی سرامیک
- نقره‌کاری
- نگارگری

## شهرهای خواهرخوانده
تبریز با ۱۸ شهر از کشورهای مختلف جهان و همچنین با ۲ شهر از ایران (مجموعاً ۲۰ شهر) دارای پیوند خواهرخواندگی است.
| ردیف | نام کشور         | شهر خواهرخوانده | جمعیت (۲۰۲۲) |
| ---- | ---------------- | --------------- | ------------ |
| ۱    | ترکیه            | استانبول        | ۱۵٬۶۳۶٬۲۴۳   |
| ۲    | ویتنام           | هوشی‌مین         | ۹٬۰۷۷٬۱۵۸    |
| ۳    | چین              | ووهان           | ۸٬۵۹۱٬۶۱۱    |
| ۴    | ترکیه            | ازمیر           | ۳٬۰۵۶٬۱۴۹    |
| ۵    | جمهوری آذربایجان | باکو            | ۲٬۴۰۱٬۱۰۸    |
| ۶    | ایران            | اصفهان          | ۲٬۲۱۹٬۳۴۳    |
| ۷    | ترکیه            | بورسا           | ۲٬۰۵۴٬۷۴۹    |
| ۸    | اتریش            | وین             | ۱٬۹۶۰٬۰۲۳    |
| ۹    | قزاقستان         | آلماتی          | ۱٬۹۵۸٬۱۳۵    |
| *    | ایران            | تبریز           | ۱٬۶۴۳٬۹۶۰    |
| ۱۰   | ترکیه            | قونیه           | ۱٬۳۸۳٬۰۰۰    |
| ۱۱   | روسیه            | کازان           | ۱٬۲۸۶٬۴۱۸    |
| ۱۲   | فلسطین           | غزه             | ۷۵۶٬۰۸۳      |
| ۱۳   | کرواسی           | زاگرب           | ۶۸۴٬۲۵۴      |
| ۱۴   | ایران            | یزد             | ۵۸۴٬۳۹۲      |
| ۱۵   | عراق             | کربلا           | ۵۷۶٬۵۴۲      |
| ۱۶   | ترکیه            | ارزروم          | ۴۴۷٬۵۲۵      |
| ۱۷   | بلاروس           | موگیلف          | ۳۹۱٬۴۲۱      |
| ۱۸   | جمهوری آذربایجان | گنجه            | ۳۴۷٬۵۹۸      |
| ۱۹   | ترکیه            | ترابزون         | ۳۰۰٬۰۰۰ >    |
| ۲۰   | تاجیکستان        | خجند            | ۳۰۰٬۰۰۰ >    |

### فارسی
- خاماچی، بهروز (۱۳۸۹)، شهر من تبریز، تبریز: انتشارات ندای شمس، شابک ۹۷۸-۹۶۴-۲۶۸۸-۰۳-۶
- آرین‌پور، یحیی (۱۳۷۴)، از صبا تا نیما، تهران: انتشارات زوار
- درکتانیان، غلامرضا (زمستان ۱۳۸۵)، «جمعیت خیریهٔ محلهٔ نوبر»، فصلنامهٔ گنجینهٔ اسناد، ش. ۶۴
- دهخدا، علی‌اکبر. «تبریز». لغت‌نامهٔ دهخدا. دریافت‌شده در ۱۶ ژانویه ۲۰۰۸.
- زینی‌زاده، مرضیه، و همکاران (۱۳۸۴)، سیمای میراث فرهنگی و گردشگری آذربایجان شرقی، تهران: روابط عمومی و امور بین‌الملل سازمان میراث فرهنگی و گردشگری آذربایجان شرقی
- ذکا، یحیی (۱۳۵۶)، کاروند کسروی-مجموعهٔ مقالات و گفتارهای احمد کسروی، تهران شرکت سهامی کتاب‌های جیبی با همکاری مؤسسهٔ انتشارات فرانکلین
- ذکا، یحیی (۱۳۷۶)، تاریخ عکاسی و عکاسان پیشگام در ایران، شرکت انتشارات علمی و فرهنگی، شابک ۹۶۴-۴۴۵-۵۰۴-۵
- ذیلابی، نگار، «تبریز (مکتب)»، دانشنامهٔ جهان اسلام (جلد ششم)، بنیاد دائرةالمعارف اسلامی
- راوندی، محمد بن علی (۱۳۸۵)، راحةالصدور و آیةالسرور در تاریخ آل سلجوق، به کوشش به سعی و تصحیح محمد اقبال.، تهران: اساطیر، شابک ۹۶۴-۳۳۱-۳۶۶-۲
- سازمان جغرافیایی نیروهای مسلح (۱۳۸۰)، فرهنگ جغرافیایی شهرستان تبریز، سازمان جغرافیایی نیروهای مسلح، شابک ۹۶۴-۶۳۸۳-۵۸-۰
- سرداری‌نیا، صمد (۱۳۷۹)، «جبار باغچه‌بان»، مشاهیر آذربایجان، تبریز: انتشارات شایسته
- صانعی دره‌بیدی، محسن (۱۳۸۱)، تاریخ طراحی صحنه تئاتر در ایران، تهران: انتشارات نمایش
- کتابخانهٔ ملی جمهوری اسلامی ایران (۱۳۷۴)، روزنامهٔ انجمن تبریز، تهران: کتابخانهٔ ملی جمهوری اسلامی ایران با همکاری استانداری آذربایجان شرقی
- عزیزپور، ملکه (۱۳۷۵)، توان‌سنجی محیط طبیعی و توسعهٔ فیزیکی شهر، پژوهش موردی الگوی مناسب توسعهٔ شهر تبریز، پایان‌نامهٔ دکتری جغرافیای شهری، دانشکدهٔ علوم انسانی، تهران: دانشگاه تربیت مدرس
- کسروی، احمد (۱۳۲۲)، آذری یا زبان باستان آذربایجان، تهران
- کسروی، احمد (۱۳۵۵)، تاریخ مشروطهٔ ایران، امیرکبیر
- مؤمنی، مصطفی، «تبریز»، دانشنامهٔ جهان اسلام (جلد ششم)، بنیاد دائرةالمعارف اسلامی
- ناصرخسرو (تابستان ۱۳۷۵)، سفرنامه، به کوشش به کوشش محمد دبیرسیاقی.، تهران: زوار، شابک ۹۶۴-۴۰۱-۰۰۹-۴
- مشکور، محمدجواد (۱۳۴۹)، نظری به تاریخ آذربایجان و آثار باستانی و جمعیت‌شناسی آن، انتشارات انجمن آثار ملی
- دفتر تحقیقات، برنامه‌ریزی و تألیف کتب درسی (۱۳۶۶)، جغرافیای کامل ایران، تهران
- واحد پژوهش و تألیف گیتاشناسی، زیرنظر سعید بختیاری (۱۳۸۵)، اطلس جامع گیتاشناسی ۸۶–۸۵، تهران: مؤسسهٔ جغرافیایی و کارتوگرافی گیتاشناسی، شابک ۹۶۴-۳۴۲-۲۰۰-۳
- واحد پژوهش و تألیف گیتاشناسی، زیرنظر سعید بختیاری، نقشهٔ کامل تبریز بزرگ، تهران: مؤسسهٔ جغرافیایی و کارتوگرافی گیتاشناسی، شابک ۹۶۴-۳۴۲-۱۳۰-۹
- حمام‌های تاریخی تبریز، عطیه رشید نجفی، انتشارات فن آذر و آشینا، چاپ اول، بهار ۱۳۸۸.

### عربی
- ابن خردادبه (۱۸۸۹)، (به عربی: المسالک والممالک)، به کوشش ویراستهٔ M.J De Goeje.، (به عربی: لیدن): (به عربی: بریل)
- (به عربی: الحموی، یاقوت) (۱۹۷۷)، معجم‌البلدان ج۲، (به عربی: بیروت): دارصادر

### انگلیسی
- Abrahamian, Ervand (۱۹۸۲)، Iran Between Two Revolutions (ویراست ۱st Edition)، Princeton University Press، شابک ۹۷۸۹۰۰۴۱۱۴۶۵۴
- Albin, Michael W، «Printing of the Qurʾān»، Encyclopaedia of the Qurʾān، Brill Academic Publishers، شابک ۹۷۸۹۰۰۴۱۱۴۶۵۴
- Al-Balâdhrui. The Origins of the Islamic state, Translation with annotation from Kitâb fotûh al-buldân, Translated by Francis Clark Murgotten. New York: Longmans, Green & Co. 1924.
- Arasteh, Reza, "Growth of Modern Education in Iran", Comparative Education Review, Comparative and International Education Society, Vol. 3، No. 3 (Feb. ، ۱۹۶۰)، pp. 33–40.
- Banham, Martin (۱۹۹۵)، «Middle East»، The Cambridge Guide to Theatre، Cambridge University Press، شابک ۹۷۸-۰-۵۲۱-۴۳۴۳۷-۹
- Bayne Fisher, William, J. A. Boyle (۱۹۶۸)، The Cambridge History of Iran: The Land of Iran (ویراست ۱st Edition)، Cambridge University Press، شابک ۹۷۸۰۵۲۱۰۶۹۳۵۹
- Burke, Andrew, Elliott, Mark, Mohammadi, Karim, Yale, Pat (۲۰۰۴)، Iran (ویراست ۴th Edition)، Lonely Planet، شابک ۹۷۸۱۷۴۰۵۹۴۲۵۷
- Dumper, Michael; Stanley, Bruce E; Abu-Lughod (۲۰۰۷)، Cities of the Middle East and North Africa: A Historical Encyclopedia، ABC-CLIO، شابک ۹۷۸۱۵۷۶۰۷۹۱۹۵
- «Tabrīz»، Encyclopædia Britannica، ۲۰۰۸
- Evered, Kyle T. (۲۰۰۲)، «Tabriz»، Encyclopedia of Modern Asia (ویراست Vol٫ ۵)، New York: Charles Scribner's Sons
- Grigor Suny, Ronald (۲۰۰۶)، «Tabrīz»، Microsoft Encarta 2007 (ویراست ۱st Edition)، Redmond, WA: Microsoft Corporation
- Holt, P. M. ; Lambton, Ann K. S. ; Lewis, Bernard (۱۹۷۰)، The Cambridge History of Islam، Cambridge University Press، شابک ۹۷۸۰۵۲۱۲۹۱۳۷۸
- Le Strange, Guy (۱۹۶۶)، The Lands of the Eastern Caliphate: Mesopotamia, Persia, and Central Asia from the Moslem conquest to the time of Timur، Cass
- Minorsky, V. , -[C.E. Bosworth]; Blair, Sheila S.، «Tabrīz»، Encyclopaedia of Islam (ویراست ۲nd Edition)، Brill Academic Publishers، شابک ۹۷۸۹۰۰۴۱۳۹۷۴۹
- Ramirez-faria, Carlos، Concise Encyclopeida of World History (ویراست ۱st Edition)، Atlantic Publishers & Distributors، شابک ۹۷۸۸۱۲۶۹۰۷۷۵۵
- Yavari, Neguin (۲۰۰۴)، «Tabriz»، Encyclopedia of the Modern Middle East and North Africa (ویراست ۲nd Edition)، Philip Mattar